# Liste der Biografien/Don
Liste der Biografien |
Portal Biografien |
Personensuche
# |
A |
B |
C |
D |
E |
F |
G |
H |
I |
J |
K |
L |
M |
N |
O |
P |
Q |
R |
S |
T |
U |
V |
W |
X |
Y |
Z |
?
 
Da |
Db |
Dc |
Dd |
De |
Dg |
Dh |
Di |
Dj |
Dk |
Dl |
Dm |
Dn |
Do |
Dq |
Dr |
Ds |
Du |
Dv |
Dw |
Dy |
Dz
 
Doa |
Dob |
Doc |
Dod |
Doe |
Dof |
Dog |
Doh |
Doi |
Doj |
Dok |
Dol |
Dom |
Don |
Doo |
Dop |
Doq |
Dor |
Dos |
Dot |
Dou |
Dov |
Dow |
Dox |
Doy |
Doz
Die Liste der Biografien führt alle Personen auf, die in der deutschsprachigen Wikipedia einen Artikel haben. Dieses ist eine Teilliste mit 969 Einträgen von Personen, deren Namen mit den Buchstaben „Don“ beginnt.

## Don
- Don Carlos (1545–1568), Sohn von König Philipp II. von SpanienDon Carlos (1545–1568)

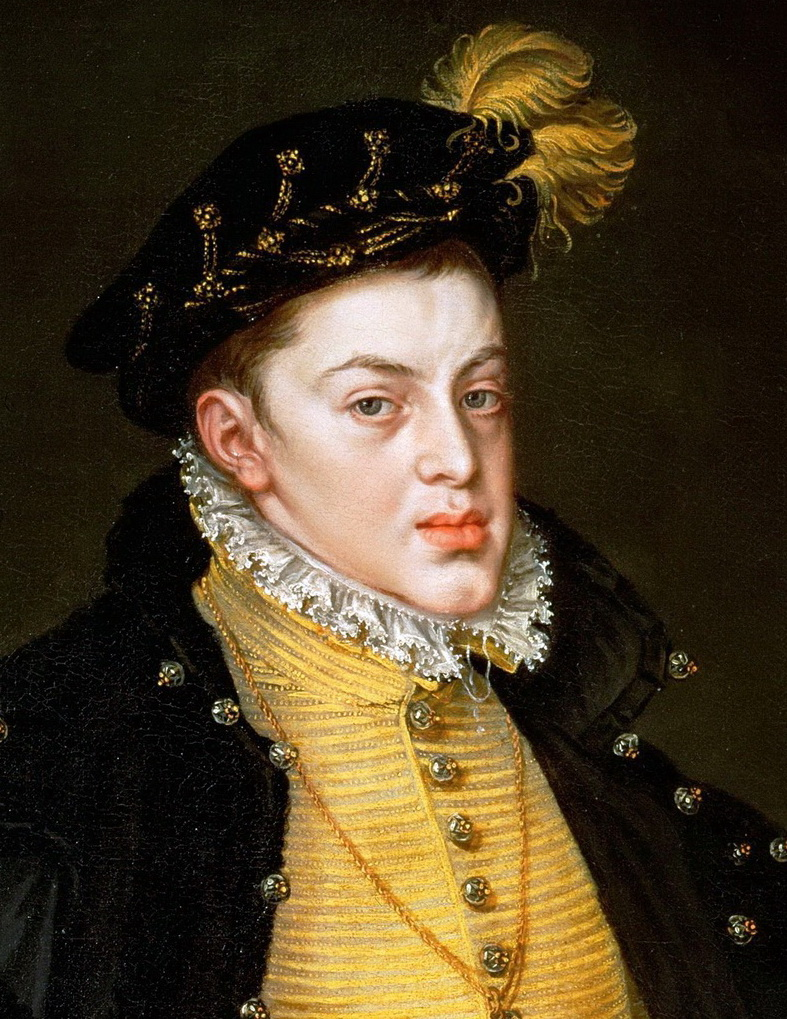
Don Carlos (1545–1568)

- Don Diablo (* 1980), niederländischer DJ und Produzent
- Don Gima (* 1992), Schweizer Musikproduzent
- Don Pramudwinai (* 1950), thailändischer Diplomat, der als Außenminister von Thailand (2020) fungiert
- Don, Alan Campbell (1885–1966), britischer Priester und Dekan von Westminster
- Don, David (1799–1841), britischer Botaniker
- Don, George junior (1798–1856), schottischer Botaniker
- Don, George senior (1764–1814), schottischer Botaniker
- Don, Kaye (1891–1981), irischer Automobil- und Motorbootrennfahrer
- Don, Meyah (* 1976), deutscher Musiker
- Don, Nigel (* 1954), schottischer Politiker
- Don, Philip (* 1952), englischer Fußballschiedsrichter
- Don, Rachel (1866–1941), Autorin, Rednerin und Präsidentin der Women’s Christian Temperance Union of New Zealand
- Don, Stefflon (* 1991), britische Sängerin und Rapperin jamaikanischer Abstammung
- Don, Tim (* 1978), britischer Triathlet
- Don, Walter, deutscher Handballspieler und -trainer
- Don-Schauen, Florian (* 1964), deutscher Fantasy-Autor

### Dona
- Donà, Francesco (1468–1553), Doge von Venedig (1545–1553)
- Donà, Giovanni (1691–1766), venezianischer Adliger
- Dona, Klaus (* 1949), österreichischer Autor
- Donà, Leonardo (1536–1612), Doge von Venedig (1606–1612)
- Donà, Nicolò (1540–1618), Doge von Venedig

#### Donab
- Donabauer, Karl (* 1945), österreichischer Landwirt, Politiker (ÖVP), Abgeordneter zum Nationalrat
- Donabaum, Adolf (* 1938), österreichischer Orgelbauer in Wien
- Donabaum, Josef (1861–1936), österreichischer Bibliothekar
- Donabedian, Avedis (1919–2000), libanesisch-amerikanischer Arzt

#### Donac
- Donachie, Ron (* 1956), schottischer SchauspielerRon Donachie (* 1956)

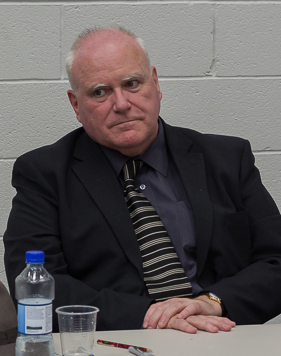
Ron Donachie (* 1956)

- Donachie, Willie (* 1951), schottischer Fußballspieler und -trainer

#### Donad
- Donada, Julien (* 1969), französischer Regisseur
- Donadel, Marco (* 1983), italienischer Fußballspieler
- Donadelli Júnior, Adalberto (* 1974), brasilianischer römisch-katholischer Geistlicher, Bischof von Rio do Sul
- Donadello, Emiliano (* 1983), italienischer Radrennfahrer
- Donadini, Ermenegildo Antonio (1847–1936), österreichisch-deutscher Maler, Restaurator und Fotograf, königlich sächsischer Hofrat
- Donadini, Ermenegildo Carlo (1876–1955), österreichisch-deutscher Maler und Restaurator
- Donadio, Corrado (* 1958), italienischer Radrennfahrer
- Donadio, Dalia (* 1987), Schweizer Jazz- und Weltmusikerin (Gesang, Sampling, Komposition)
- Donadio, Giovanni, italienischer Orgelbauer und Architekt
- Donadio, Giovanni, italienischer Maler und Komponist
- Donadío, Sebastián (* 1972), argentinischer Bahnradsportler
- Donadio, Toni (* 1956), italienischer Musiker (Gitarre, Komposition) und Musikveranstalter
- Donadoni, Eugenio (1870–1924), italienischer Schriftsteller, Romanist und Italianist
- Donadoni, Roberto (* 1963), italienischer Fußballspieler und -trainerRoberto Donadoni (* 1963)

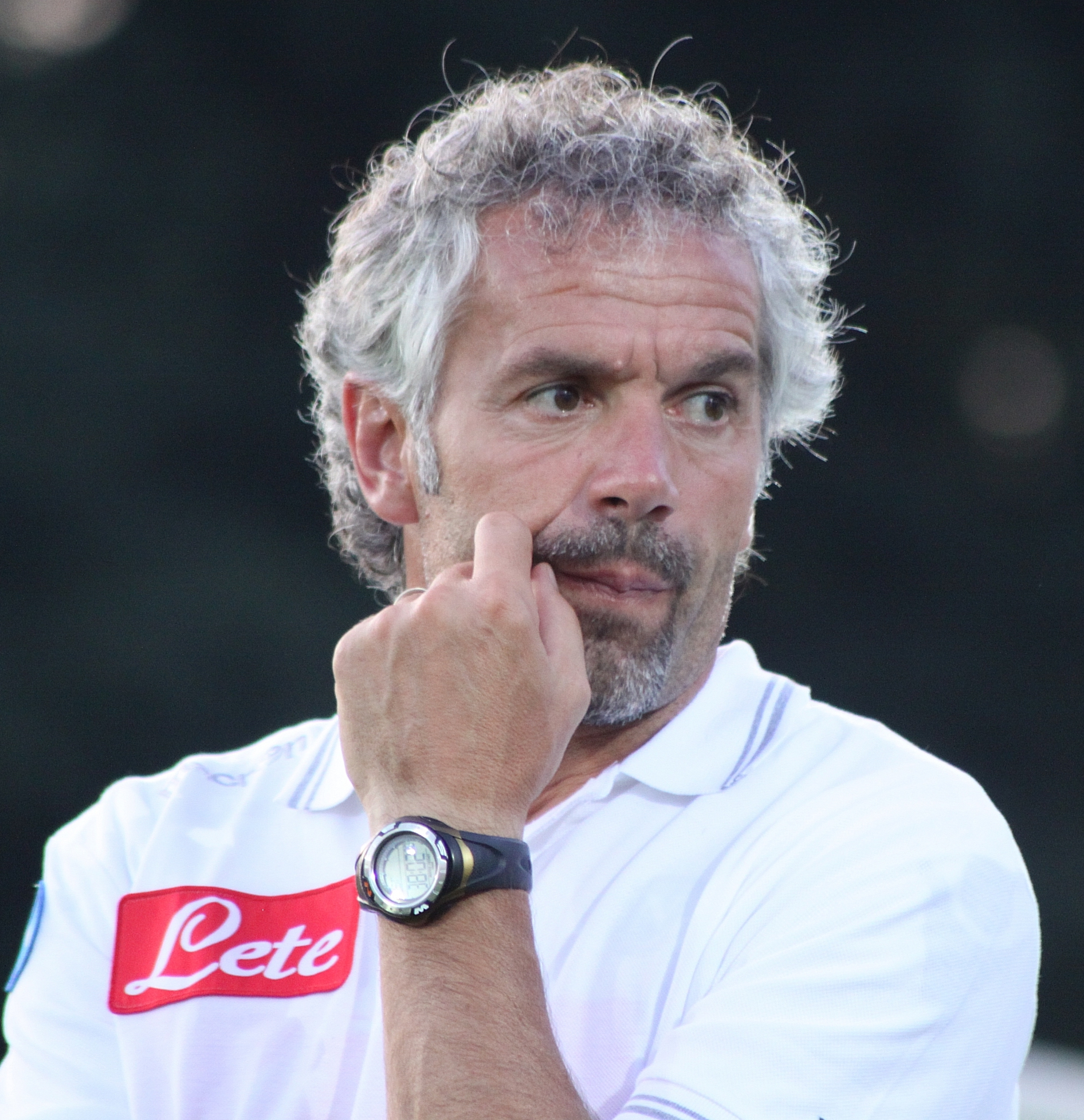
Roberto Donadoni (* 1963)

- Donadoni, Sergio (1914–2015), italienischer Ägyptologe

#### Donag
- Donaggio, Leonardo (* 2003), italienischer Freestyle-Skisportler
- Donaggio, Pino (* 1941), italienischer Komponist
- Donaghey, George (1856–1937), US-amerikanischer Politiker, Gouverneur von Arkansas
- Donaghy, John (1838–1931), US-amerikanischer Zeichner und Illustrator
- Donaghy, Mal (* 1957), nordirischer Fußballspieler
- Donaghy, Mary (* 1939), neuseeländische Hochspringerin, Weitspringerin und Sprinterin
- Donaghy, Rita Donaghy, Baroness (* 1944), britische Universitätsangestellte, Gewerkschafterin und Life Peer
- Donaghy, Siobhán (* 1984), britische SängerinSiobhán Donaghy (* 1984)

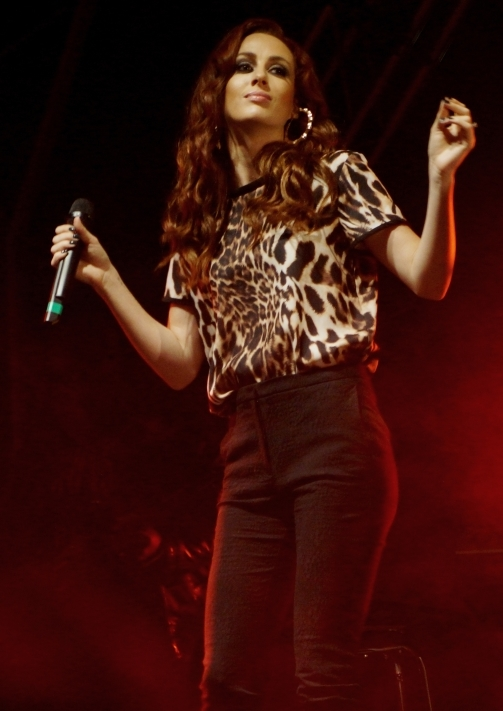
Siobhán Donaghy (* 1984)

- Donagi, Ron (* 1956), US-amerikanischer Mathematiker
- Donagrandi, Stefano (* 1976), italienischer Eisschnellläufer

#### Donah
- Donahey, A. Victor (1873–1946), US-amerikanischer Politiker
- Donahey, Gertrude Walton (1908–2004), US-amerikanische Juristin und Politikerin
- Donahey, John W. (1905–1967), US-amerikanischer Politiker
- Donahoe, John (* 1960), US-amerikanischer Unternehmer
- Donahue, Al (1904–1983), US-amerikanischer Jazz-Violinist und Bigband-Leader
- Donahue, Alec (* 1976), US-amerikanischer Cyclocrossfahrer
- Donahue, Ann, US-amerikanische Drehbuchautorin und Fernsehproduzentin
- Donahue, Brett (* 1986), kanadischer Schauspieler
- Donahue, Charles (* 1941), US-amerikanischer Rechtshistoriker
- Donahue, Chris, US-amerikanischer Film- und Fernsehproduzent
- Donahue, Christopher T. (* 1969), US-amerikanischer Offizier, General der US-ArmyChristopher T. Donahue (* 1969)

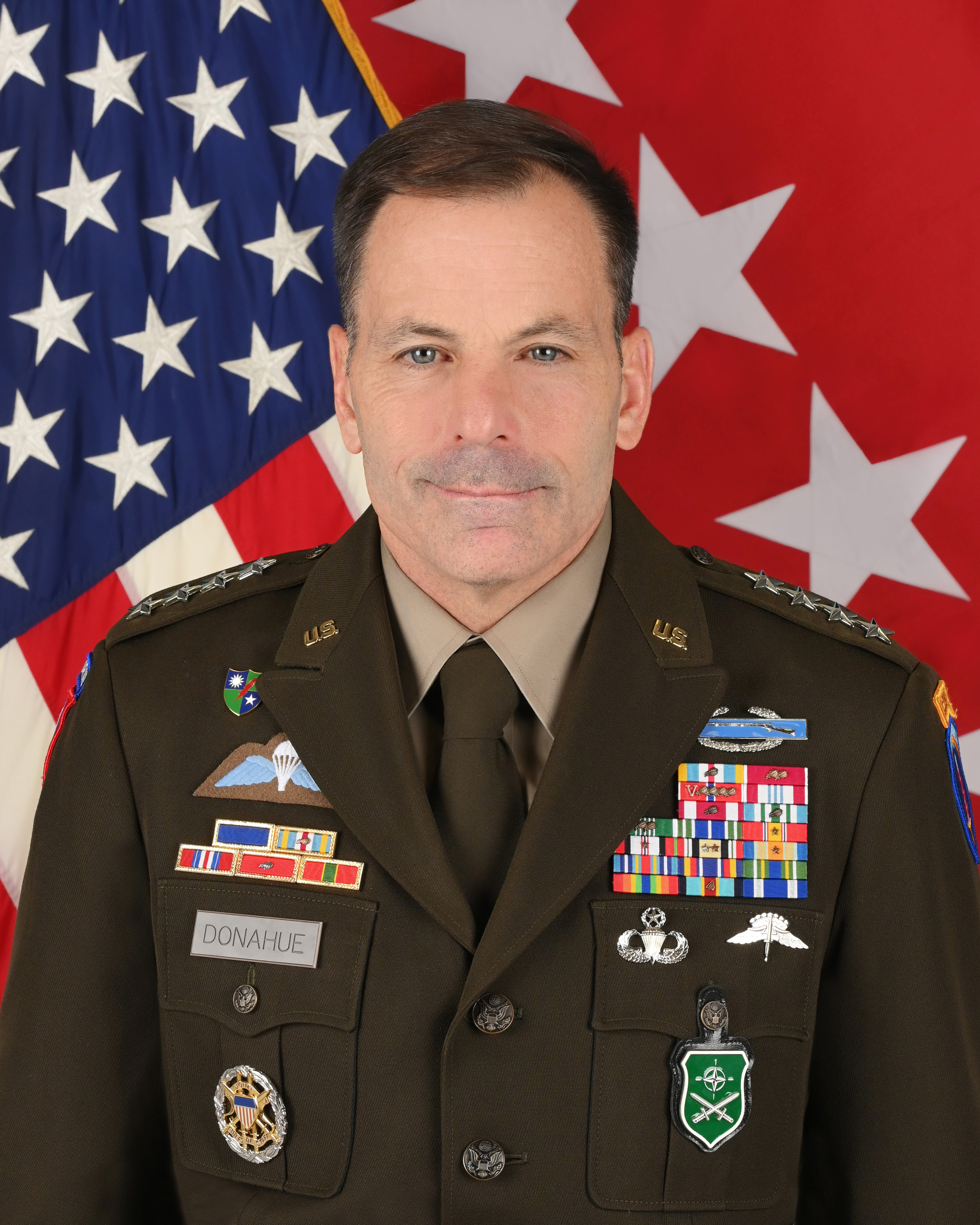
Christopher T. Donahue (* 1969)

- Donahue, Claire (* 1989), US-amerikanische Schwimmerin
- Donahue, Danielle (* 1983), US-amerikanische Schauspielerin
- Donahue, Dennis (* 1944), US-amerikanischer Biathlet
- Donahue, Elinor (* 1937), US-amerikanische Schauspielerin
- Donahue, Heather (* 1974), US-amerikanische Schauspielerin
- Donahue, James (1886–1966), US-amerikanischer Leichtathlet
- Donahue, Jerry (* 1946), US-amerikanischer Gitarrist und Musikproduzent
- Donahue, Jocelin (* 1981), US-amerikanische Schauspielerin
- Donahue, Jon (* 1973), US-amerikanischer Schauspieler, Regisseur und Reporter
- Donahue, Joseph Patrick (1870–1959), US-amerikanischer römisch-katholischer Geistlicher, Weihbischof in New York
- Donahue, Megan (* 1962), US-amerikanische Astronomin und Astrophysikerin
- Donahue, Miles (* 1944), amerikanischer Jazzmusiker (Trompete, Saxophon, Piano, Komposition)
- Donahue, Patricia (1925–2012), US-amerikanische Schauspielerin
- Donahue, Patrick G., US-amerikanischer Schauspieler, Drehbuchautor, Filmregisseur, Filmproduzent und Stuntman
- Donahue, Patrick James (1849–1922), britischer Geistlicher, Bischof von Wheeling
- Donahue, Phil (1935–2024), US-amerikanischer Journalist und ModeratorPhil Donahue (1935–2024)

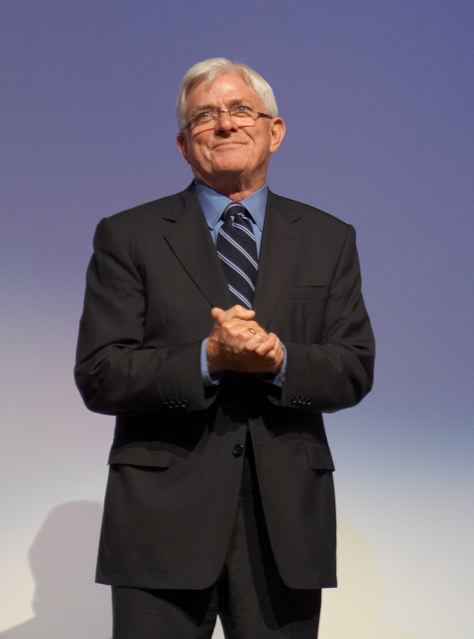
Phil Donahue (1935–2024)

- Donahue, Sam (1918–1974), US-amerikanischer Jazzmusiker
- Donahue, Stephen Joseph (1893–1982), US-amerikanischer Geistlicher, Weihbischof in New York
- Donahue, Tom (1928–1975), US-amerikanischer Disc-Jockey, Produzent und Konzert-Promoter
- Donahue, Troy (1936–2001), US-amerikanischer Schauspieler

#### Donai
- Donaire, Nonito (* 1982), philippinischer Boxer

#### Donal
- Donald, schottischer Adliger
- Donald I. († 863), König von Schottland
- Donald II. († 900), König von Schottland
- Donald III. (1033–1099), schottischer König
- Donald of Islay, schottischer Adliger und Militär
- Donald, Aaron (* 1991), US-amerikanischer American-Football-Spieler
- Donald, Amie (* 2010), neuseeländische Kinderdarstellerin
- Donald, Athene (* 1953), britische Physikerin
- Donald, Barbara (1942–2013), US-amerikanische Jazzmusikerin
- Donald, Cameron (* 1977), australischer Motorradrennfahrer
- Donald, David Herbert (1920–2009), US-amerikanischer Historiker
- Donald, Howard (* 1968), britischer Musiker und DJHoward Donald (* 1968)

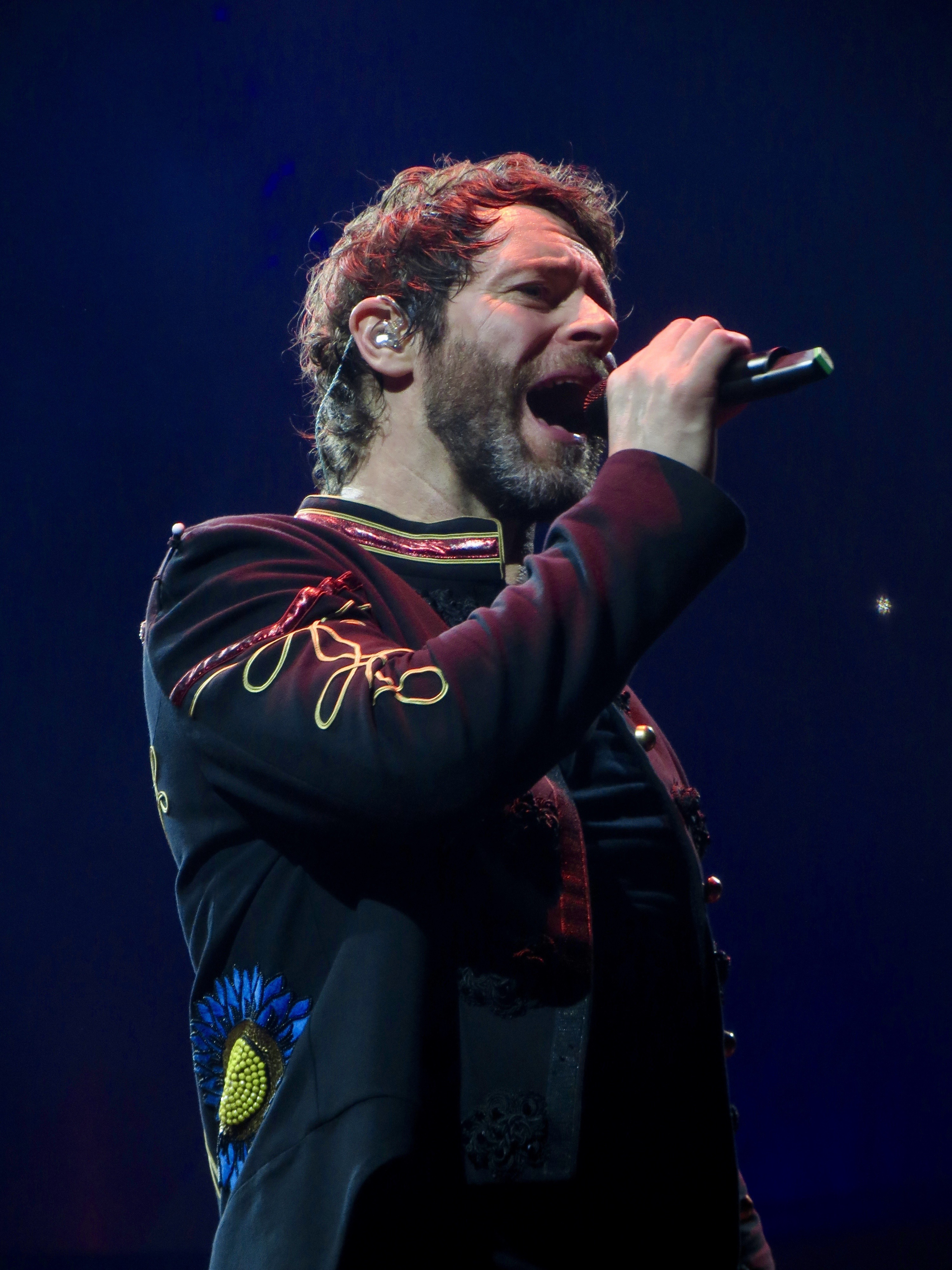
Howard Donald (* 1968)

- Donald, Ian (1910–1987), britischer Gynäkologe
- Donald, Isabelle (* 1966), vanuatuische Politikerin
- Donald, James (1917–1993), britischer Schauspieler
- Donald, John Milne (1812–1880), schottischer Landschaftsmaler
- Donald, Larry (* 1967), US-amerikanischer Schwergewichtsboxer
- Donald, Luke (* 1977), britischer Golfer
- Donald, Merlin (* 1939), kanadischer Kognitionspsychologe, Hochschullehrer
- Donald, Michael (1961–1981), US-amerikanisches Mordopfer des Ku-Klux-Klan
- Donald, Mitchell (* 1988), surinamisch-niederländischer Fußballspieler
- Donald, Peter (* 1945), US-amerikanischer Jazz-Schlagzeuger
- Donald, Rod (1957–2005), neuseeländischer Politiker der Green Party of Aotearoa New Zealand und einer ihrer ersten Co-Vorsitzenden
- Donald, Stephen (* 1983), neuseeländischer Rugby-Union-Spieler
- Donalda, Pauline (1882–1970), kanadische Opernsängerin (Sopran) und Gesangslehrerin
- Donalds, Andru (* 1974), jamaikanischer Sänger
- Donalds, Byron (* 1978), US-amerikanischer Unternehmer und Politiker der Republikanischen ParteiByron Donalds (* 1978)

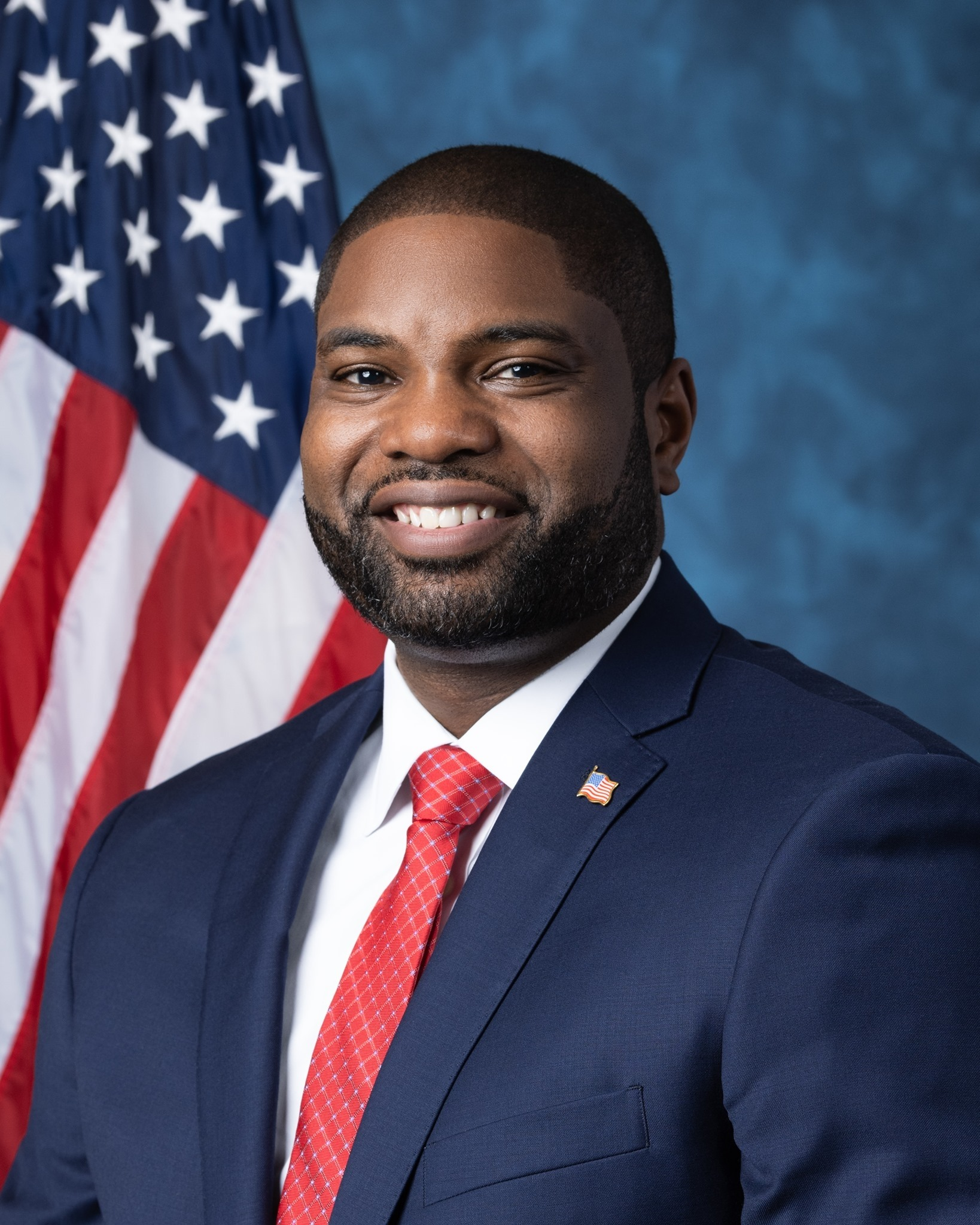
Byron Donalds (* 1978)

- Donaldson, Arthur (1734–1797), US-amerikanischer Schiffsbauer und Erfinder
- Donaldson, Bobby (1922–1971), US-amerikanischer Jazz-Schlagzeuger
- Donaldson, Bryan (* 1973), US-amerikanischer Informatiker und Autor
- Donaldson, Christopher, kanadischer Filmeditor
- Donaldson, Coll (* 1995), schottischer Fußballspieler
- Donaldson, Dave (* 1978), britisch-kanadischer Wirtschaftswissenschaftler
- Donaldson, Denis (1950–2006), britischer Spion, Mitglied der irischen Organisationen Provisional Irish Republican Army und Sinn Féin
- Donaldson, Don, US-amerikanischer Jazzpianist, Arrangeur und Orchesterleiter
- Donaldson, Dorothy (1915–2011), irische Hockey- und Badmintonspielerin
- Donaldson, Dwight Martin (1884–1976), US-amerikanischer Islamwissenschaftler und Orientalist
- Donaldson, Ian Stuart (1957–1993), britischer Musiker, Sänger und „Kopf“ der Punk-/Rechtsrock-Band Skrewdriver
- Donaldson, J. Lyter (1891–1960), US-amerikanischer Politiker (Demokratische Partei) und Rechtsanwalt
- Donaldson, Jack (1886–1933), australischer Leichtathlet
- Donaldson, Jack, Baron Donaldson of Kingsbridge (1907–1998), britischer Offizier, Manager und Politiker
- Donaldson, James (* 1957), britisch-US-amerikanischer Basketballspieler
- Donaldson, Jared (* 1996), US-amerikanischer Tennisspieler
- Donaldson, Jeffrey (* 1962), nordirischer Politiker (DUP)
- Donaldson, Jesse M. (1885–1970), US-amerikanischer Politiker
- Donaldson, John (1909–1939), schottischer Fußballspieler
- Donaldson, John Francis, Baron Donaldson of Lymington (1920–2005), englischer Peer und Richter
- Donaldson, Julia (* 1948), britische SchriftstellerinJulia Donaldson (* 1948)

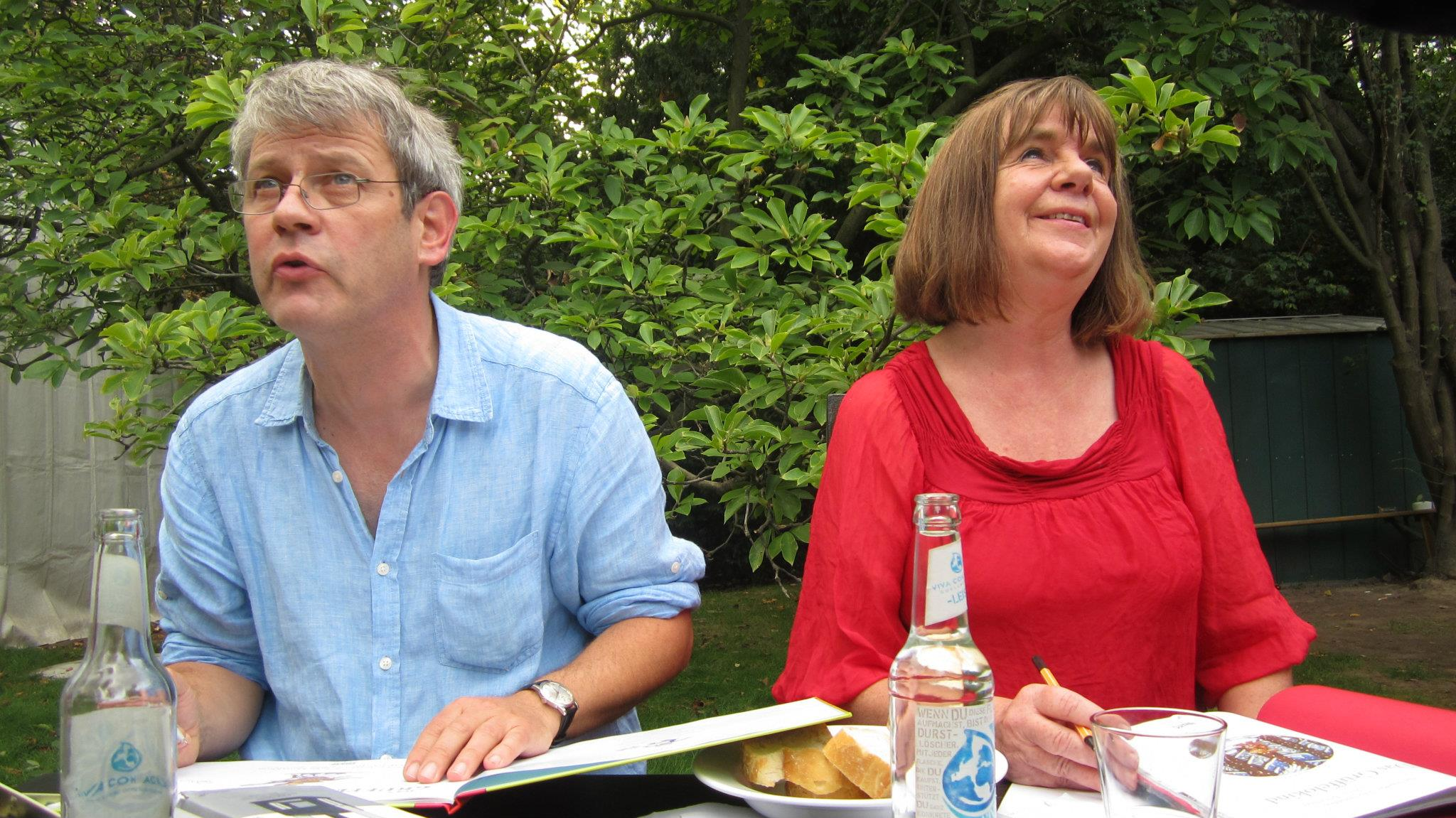
Julia Donaldson (* 1948)

- Donaldson, Lesleh (* 1964), kanadische Schauspielerin und Synchronsprecherin
- Donaldson, Lex (* 1947), britischer Organisationssoziologe
- Donaldson, Lily (* 1987), britisches Model
- Donaldson, Lorne, jamaikanischer Fußballspieler und -trainer
- Donaldson, Lou (1926–2024), US-amerikanischer Jazz-Altsaxophonist und Komponist
- Donaldson, Mark (* 1955), neuseeländischer Rugby-Union-Spieler
- Donaldson, O. Fred (* 1943), US-amerikanischer Geograf und Autor
- Donaldson, Robert (* 2002), britischer Radrennfahrer
- Donaldson, Roger (* 1945), neuseeländischer Filmregisseur, Filmproduzent und DrehbuchautorRoger Donaldson (* 1945)

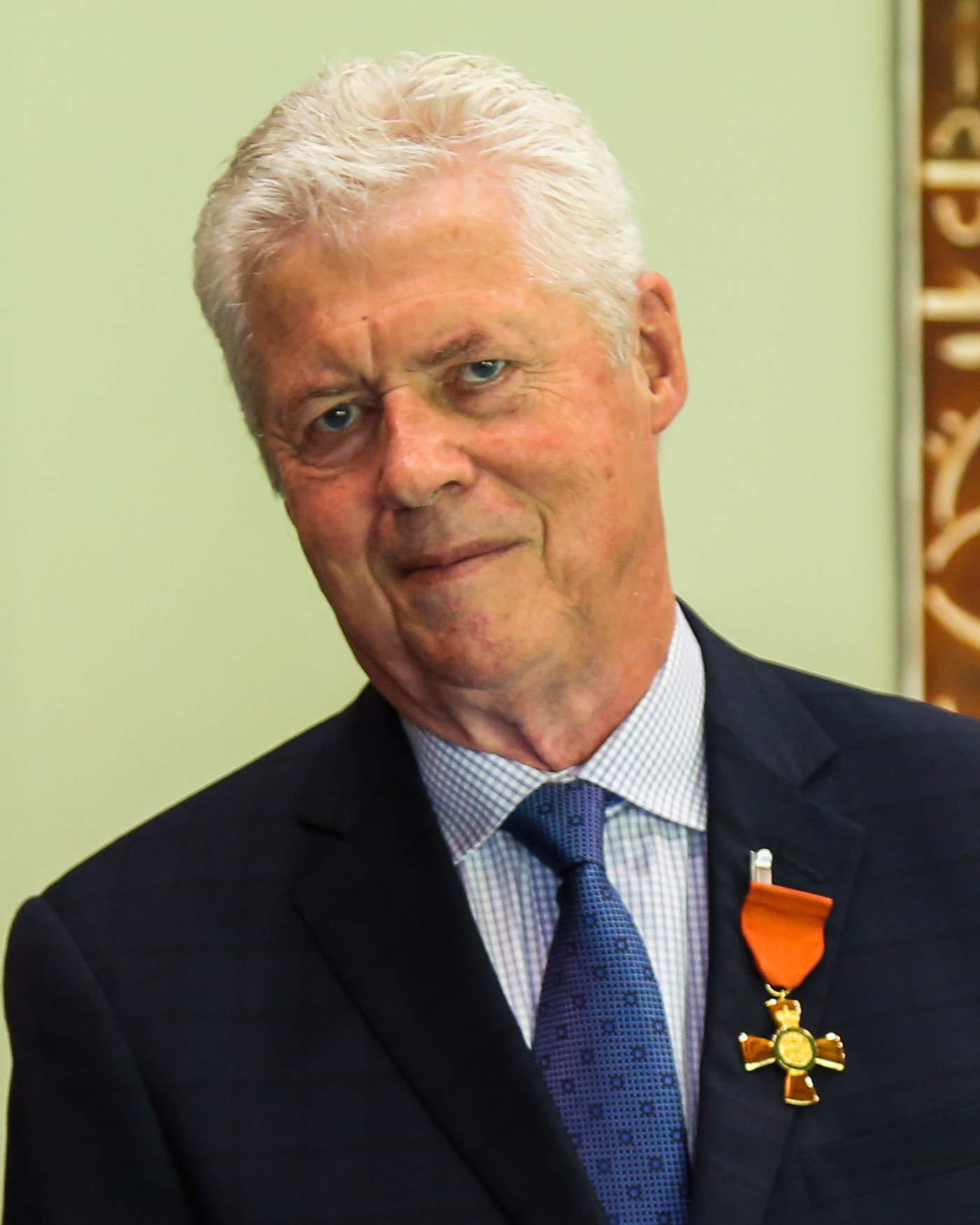
Roger Donaldson (* 1945)

- Donaldson, Ryan (* 1991), englischer Fußballspieler
- Donaldson, Scott (* 1994), schottischer Snookerspieler
- Donaldson, Simon (* 1957), englischer Mathematiker
- Donaldson, Stephen R. (* 1947), US-amerikanischer Schriftsteller
- Donaldson, Stuart, schottischer Politiker
- Donaldson, Stuart (1812–1867), australischer Politiker sowie erster Premier von New South Wales
- Donaldson, Ted (1933–2023), US-amerikanischer Schauspieler und Sänger
- Donaldson, Walter (1893–1947), US-amerikanischer Komponist
- Donaldson, Walter (1907–1973), schottischer Snookerspieler
- Donaldson, Will (1891–1954), US-amerikanischer Jazz-Komponist
- Donaldson, William H. (1931–2024), US-amerikanischer Unternehmer, Politiker und Manager
- Donaldson-Akhmilovskaya, Elena (1957–2012), sowjetische bzw. US-amerikanische Schachspielerin
- Donalies, Elke (* 1959), deutsche Linguistin
- Donalies, Franz (* 1872), deutscher Sattler und Politiker (SPD), MdPl
- Donalies, Georg (1868–1914), preußischer Major
- Donalies, Heinrich (1820–1886), deutscher Richter

#### Donan
- Donandt, Ferdinand (1803–1872), deutscher Jurist, Präsident der Bremer Bürgerschaft und bremischer Senator
- Donandt, Martin (1852–1937), deutscher Politiker, MdBB, Senator und Bürgermeister in Bremen

#### Donar
- Donarier, Matthieu (* 1976), französischer Jazzmusiker

#### Donas
- Donas, Efstathios (* 1981), griechischer Volleyball-Nationalspieler (Diagonalspieler)
- Donas, Marthe (1885–1967), belgische Malerin

#### Donat
- Donat, Camille (* 1988), französische Triathletin
- Donat, Christoph (1625–1706), deutscher Orgelbauer
- Donat, Edith (1904–1990), deutsche Pädagogin
- Donat, Erna (1914–1995), deutsche Journalistin und Schriftstellerin
- Donat, Franz (* 1863), österreichischer Textiltechniker, Autor und Fachschullehrer
- Donat, Franz († 1960), deutscher Schriftsteller
- Donat, Gerhard (* 1920), österreichischer Generalmajor
- Donat, Hans (1928–2023), deutscher Sozialpädagoge
- Donat, Hans von (1891–1992), deutscher Generalleutnant
- Donat, Helmut (1909–1998), deutscher Pädagoge und Psychologe
- Donat, Helmut (* 1947), deutscher Verleger und Friedensforscher
- Donat, Johann Daniel (1744–1830), österreichischer Porträtmaler
- Donat, Josef (1868–1946), österreichischer katholischer Theologe und Philosoph
- Donat, Marcell von (* 1933), deutscher Volkswirt und Autor
- Donat, Marco (* 1980), deutscher Volleyballspieler und -trainer
- Donat, Peter (1928–2018), US-amerikanischer Schauspieler kanadischer Abstammung
- Donat, Peter (* 1934), deutscher Prähistoriker und Mittelalterarchäologe
- Donat, Robert (1905–1958), britischer Schauspieler
- Donat, Sascha von (* 1969), deutscher Schauspiel- und Opernregisseur und Künstlerischer Leiter
- Donat, Sebastian (* 1964), deutscher Literaturwissenschaftler
- Donat, Theodor (1844–1890), Gründer des Riesengebirgsvereins
- Donat, Ulrike (* 1956), deutsche Juristin, Rechtsanwältin, Mediatorin und Richterin
- Donat, Walter (1882–1960), Landtagsabgeordneter Volksstaat Hessen
- Donat, Walter (1898–1970), deutscher Japanologe
- Donat-Cattin, Carlo (1919–1991), italienischer Politiker
- Donatan (* 1984), polnischer Musikproduzent
- Donatelli, Denise (* 1950), US-amerikanische Jazzsängerin
- Donatello, italienischer Bildhauer
- Donatello, Veronica Amata (* 1974), italienische römisch-katholische Ordensschwester
- Donath, Adolph (1876–1937), tschechoslowakischer Kunstkritiker
- Donath, Alfred (1932–2010), Schweizer Mediziner und Präsident des Schweizerischen Israelitischen Gemeindebunds
- Donáth, Anikó (* 1971), Schweizer Schauspielerin, Sängerin und Autorin
- Donáth, Anna (* 1987), ungarische Politikerin, MdEP
- Donath, Barry (1932–2001), australischer Kugelstoßer
- Donath, Bruno (1870–1929), deutscher Physiker und Erfinder
- Donath, Carl (1819–1877), deutscher Gutsbesitzer und Politiker (DFP), MdR
- Donath, Dirk (* 1961), deutscher Architekt und Informatiker sowie Professor für Informatik in der Architektur
- Donath, Dorian (* 1999), spanisch-schwedischer Eishockeyspieler
- Donáth, Ede (1865–1945), ungarischer Dirigent und Komponist
- Donath, Felix (* 1993), deutscher Radrennfahrer
- Donath, Friedrich (1908–1985), deutscher Historiker und Germanist
- Donath, Gabriel Ambrosius (1684–1760), deutscher Maler
- Donath, Hanna (* 1979), deutsche Autorin und Journalistin
- Donath, Helen (* 1940), US-amerikanische Opernsängerin (Sopran)Helen Donath (* 1940)

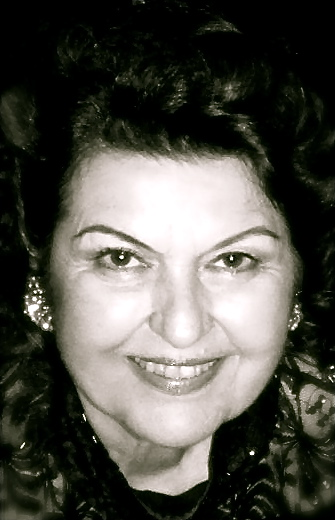
Helen Donath (* 1940)

- Donath, Ilse (* 1923), deutsche Tischtennisspielerin
- Donath, Johann (1866–1941), deutscher Buchdrucker, Redakteur und Politiker (SPD)
- Donath, Johannes (1906–1989), deutscher Kletterer und Bergsteiger, Gegner des Nationalsozialismus
- Donath, Judith (* 1962), US-amerikanische Informatikerin
- Donath, Julius (1870–1950), österreichischer Internist, Hochschullehrer
- Donath, Karl (1935–2010), deutscher Oralpathologe und Biomaterialforscher
- Donath, Karl Eduard (1865–1927), deutscher Politiker (Deutschkonservative Partei, DVP) und Mitglied des Sächsischen Landtages
- Donath, Lars (* 1980), deutscher Sportwissenschaftler und Hochschullehrer
- Donath, Leopold (1842–1876), deutscher Rabbiner und Autor
- Donath, Ludwig (1900–1967), österreichischer Schauspieler
- Donath, Martin (1904–1966), deutscher Volkswirt und Hochschullehrer
- Donath, Matthias (* 1975), deutscher Kunsthistoriker, Bauforscher und Autor
- Donath, Orna (* 1976), israelische Soziologin
- Donath, Peter (* 1962), deutscher Schauspieler
- Donath, Philipp B., deutscher Rechtswissenschaftler und Hochschullehrer
- Donath, Roland (1960–1998), deutscher Rechtswissenschaftler
- Donath, Rolf (1929–2017), deutscher Sportmediziner und Leichtathlet
- Donath, Rudolf (1908–1986), deutscher Politiker (SPD), MdL
- Donath, Rudolf (1932–2016), deutscher Schauspieler, Regisseur und Hörspielsprecher
- Donath, Stanley F. (1905–1980), österreichisch-US-amerikanischer Schriftsteller und Dramaturg
- Donath, Tanja (* 1971), sorbische Opernsängerin (Mezzosopran)
- Donath, Ursula (* 1931), deutsche Leichtathletin und Olympiamedaillengewinnerin
- Donath, Willem Frederik (1889–1957), niederländischer Physiologe und Hygieniker
- Donati, Aldo (1910–1984), italienischer Fußballspieler
- Donati, Angelo (1885–1960), jüdischer italienischer Bankier, Philanthrop und Diplomat
- Donati, Christian (1640–1694), deutscher Logiker
- Donati, Christian Gottlob (1732–1795), deutscher Orgelbauer
- Donati, Danilo (1926–2001), italienischer Kostüm- und Szenenbildner
- Donati, Franco (* 1932), Schweizer Politiker (CVP)
- Donati, Giambattista (1826–1873), italienischer Astronom
- Donati, Giulio (* 1990), italienischer Fußballspieler
- Donati, Ignazio († 1638), italienischer Organist, Kapellmeister und Komponist
- Donati, Johann Gottfried (1706–1782), deutscher Komponist
- Donati, Lamberto (1890–1982), italienischer Buchwissenschaftler und Bibliothekar
- Donati, Lucrezia (1447–1501), italienische Adelige und platonische Liebe von Lorenzo de’ Medici
- Donati, Luigi (1846–1932), italienischer Mathematiker und Physiker
- Donati, Marcello (1538–1602), italienischer Arzt
- Donati, Maria Anna (1848–1925), italienische Ordensgründerin
- Donati, Mario (1879–1946), italienischer Chirurg
- Donati, Massimo (* 1981), italienischer Fußballspieler
- Donati, Matteo (* 1995), italienischer Tennisspieler
- Donati, Pascal (* 1962), Schweizer Basketballtrainer
- Donati, Roberto (* 1983), italienischer Sprinter
- Donati, Sandro (* 1947), italienischer Sportwissenschaftler
- Donati, Sauro (* 1959), italienischer Amateurastronom und Asteroidenentdecker
- Donati, Sergio (1933–2024), italienischer Drehbuchautor und Schriftsteller
- Donati, Sigismondo (1552–1641), Bischof von Ascoli Piceno
- Donati, Ugo (1891–1967), Schweizer Forscher, Kunsthistoriker und Publizist
- Donati, Virgil (* 1958), australischer SchlagzeugerVirgil Donati (* 1958)

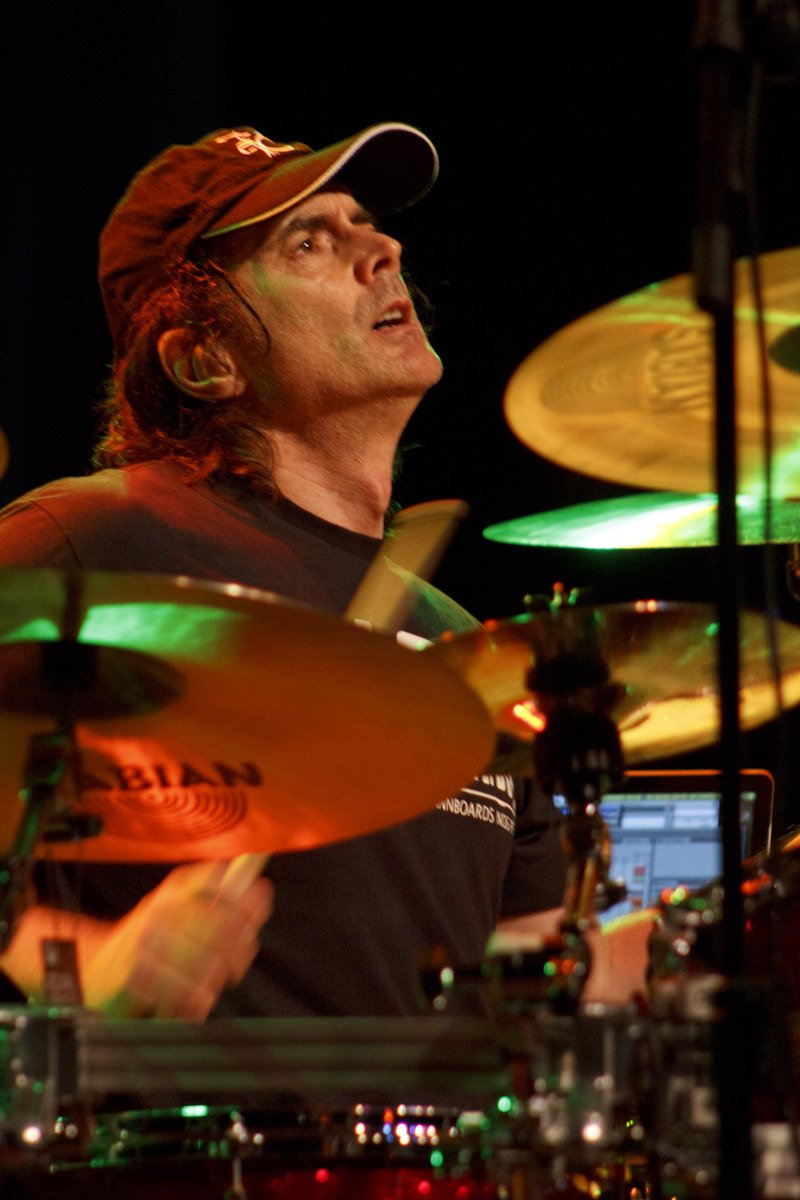
Virgil Donati (* 1958)

- Donati, Vitaliano (1717–1762), italienischer Naturforscher
- Donati, Walter (* 1938), deutsch-italienischer Opernsänger (Bariton)
- Donatian von Nantes, christlicher Märtyrer, Stadtpatron von Nantes
- Donatian von Reims, Bischof
- Donatien, David (* 1970), französischer Musik-Instrumentalist und Produzent
- Donato (* 1983), deutscher Rapper und Produzent
- Donato da Formello, italienischer Maler, Holzbildhauer
- Donato, Baldissera († 1603), italienischer Sänger, Kapellmeister und Komponist
- Donato, Cettina (* 1976), italienische Jazzmusikerin (Piano, Komposition, Arrangement) und Dirigentin
- Donato, Edgardo (1897–1963), argentinischer Tango-Musiker und -Komponist
- Donato, Eugenio (1937–1983), US-amerikanischer Romanist und Literaturwissenschaftler
- Donato, Fabrizio (* 1976), italienischer Dreispringer
- Donato, Francesca (* 1969), italienische Politikerin, MdEP
- Donato, Gaetano Aldo (1940–2015), römisch-katholischer Bischof
- Donato, João (1934–2023), brasilianischer Pianist, Sänger und Komponist
- Donato, Magda (1898–1966), spanische Journalistin, Dramatikerin, Autorin, Schauspielerin und Frauenrechtlerin
- Donato, Michel (* 1942), kanadischer Jazzmusiker
- Donato, Rafael Ferreira (* 1989), brasilianischer Fußballspieler
- Donato, Ryan (* 1996), US-amerikanischer Eishockeyspieler
- Donato, Ted (* 1969), US-amerikanischer Eishockeyspieler
- Donatone, Mario (1933–2020), italienischer Schauspieler
- Donatoni, Franco (1927–2000), italienischer Komponist
- Donatsch, Andreas (* 1952), Schweizer Strafrechtler
- Donatsch, Johannes Badrutt (1791–1855), Schweizer Baumeister, Unternehmer und früher Gastwirt
- Donatsch, Martina (* 1971), Schweizer Squashspielerin
- Donatsch, Reto (* 1973), Schweizer Squashspieler
- Donatucci, Robert (1952–2010), US-amerikanischer Politiker
- Donatus, Herrscher der europäischen Hunnen
- Donatus von Arezzo († 362), Schutzpatron und zweiter Bischof von ArezzoDonatus von Arezzo († 362)

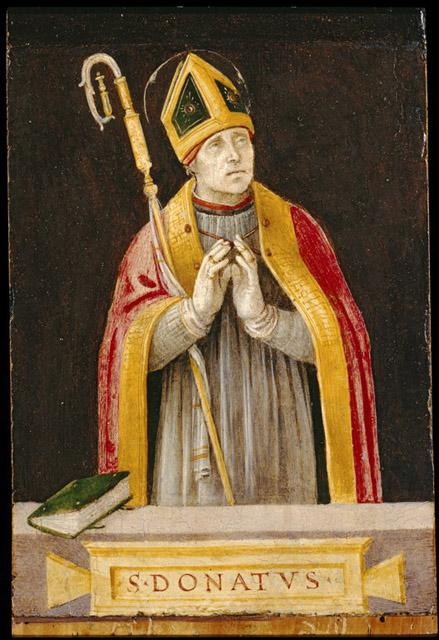
Donatus von Arezzo († 362)

- Donatus von Besançon, Erzbischof von Besançon und katholischer Heiliger
- Donatus von Evorea († 387), Bischof in Epirus, Heiliger der katholischen und orthodoxen Kirche
- Donatus von Münstereifel, katholischer HeiligerDonatus von Münstereifel

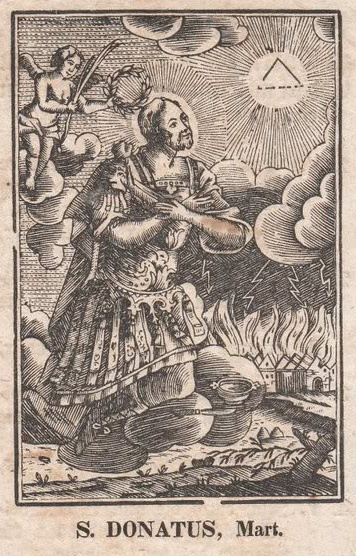
Donatus von Münstereifel

- Donatus von Zadar, katholischer Bischof von Zadar
- Donatus, Aelius, römischer Grammatiker und Rhetoriklehrer, Lehrer des heiligen Hieronymus
- Donatus, Carthaginiensis, römischer Theologe; Bischof von Karthago
- Donatus, Thomas (1434–1504), Patriarch von Venedig
- Donatus, Tiberius Claudius, spätantiker lateinischer Grammatiker
- Donatz, Peter Ludwig von (1782–1849), Schweizer Offizier und Oberbefehlshaber der eidgenössischen Truppen

#### Donau
- Donau, Bernd (* 1946), deutscher Fußballspieler und -trainer
- Donau, Emmerich (1922–2007), österreichischer Architekt
- Donau, Julius Ferdinand (1877–1960), österreichischer Chemiker
- Donau, Oskar Robert (1898–1961), österreichischer Maler
- Donau, Raymond (1862–1930), französischer Offizier und Amateurarchäologe
- Donau, Willy (1885–1959), deutscher Gewerkschafter und Sozialpolitiker
- Donaubauer, Bernd (* 1940), deutscher Politiker (SPD), MdV, MdL
- Donaubauer, Thomas (* 1966), deutscher Nordischer Kombinierer
- Donaubauer, Wilhelm (1866–1949), deutscher Architekt und Künstler
- Donaudy, Stefano (1879–1925), italienischer Komponist
- Donauer, Friedrich Wilhelm (1788–1870), deutscher Pomologe
- Donauer, Hans der Ältere († 1596), deutscher Maler
- Donauer, Jochen, deutsche Filmeditor

#### Donav
- Donavan, Jessie (* 1976), US-amerikanische Triathletin
- Donavan, Robert, US-amerikanischer Schauspieler

#### Donaz
- Donazar, Fermín (1933–2018), uruguayischer Leichtathlet

### Donb
- Donbaz, Veysel (* 1939), türkischer Altorientalist
- Donberger, Georg (1709–1768), österreichischer Augustiner-Chorherr, Kapitular und Klosterkomponist

### Donc
- Doncea, Constantin (1904–1973), rumänischer Politiker (PCR), Generalmajor und Minister
- Donceanu, Felicia (1931–2022), rumänische Komponistin
- Dončević, Dario (* 1958), deutscher Schachspieler
- Dönch, Karl (1915–1994), deutsch-österreichischer Opernsänger (Bassbariton) und Schauspieler
- Donchenko, Alexander (* 1998), deutscher SchachgroßmeisterAlexander Donchenko (* 1998)

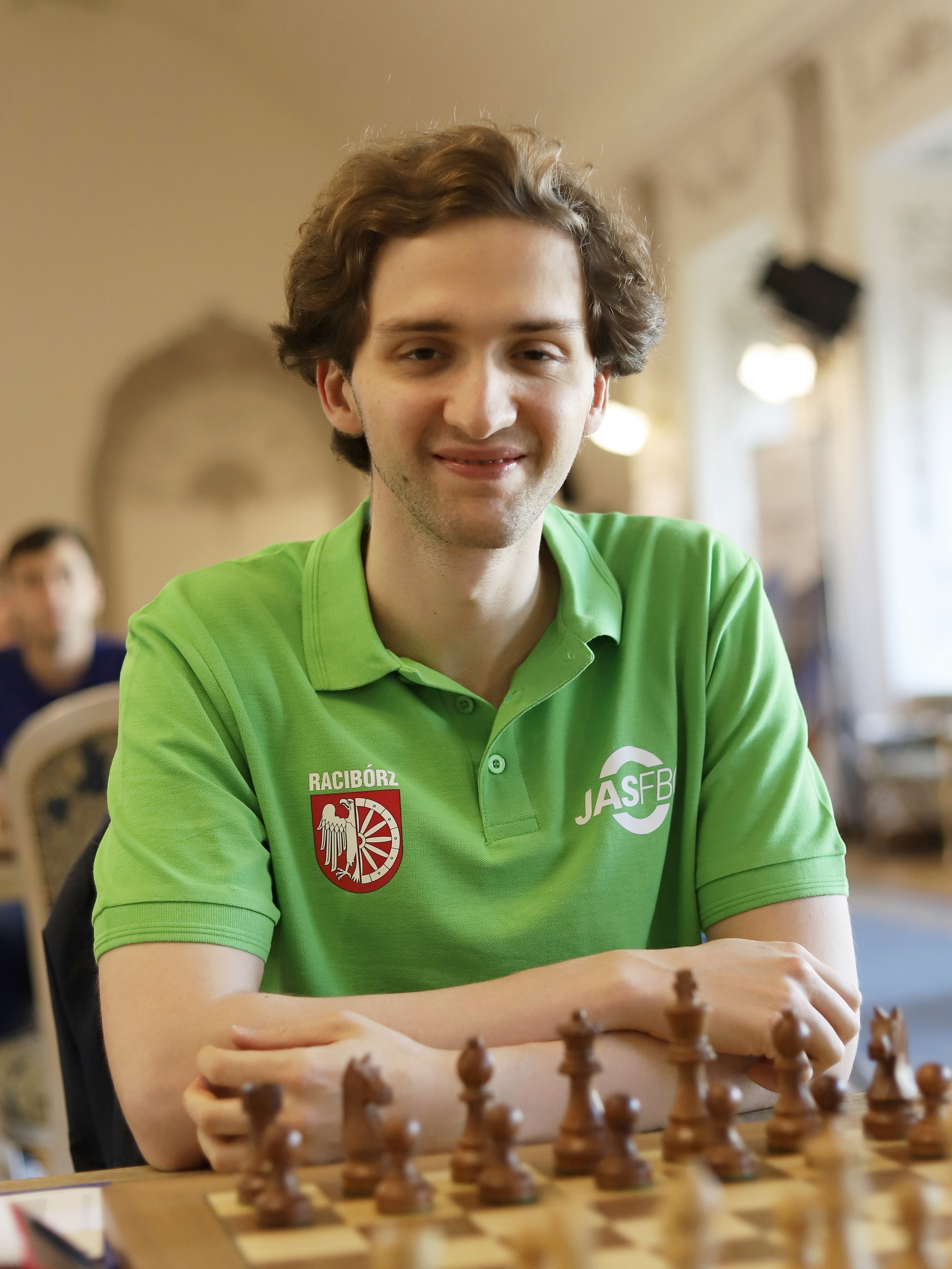
Alexander Donchenko (* 1998)

- Donchenko, Anatoly (* 1940), deutscher Schachspieler
- Donchian, Richard Davoud (1905–1993), US-amerikanischer Ökonom, Pionier im systematischen Futures-Handel
- Dončić, Luka (* 1999), slowenischer BasketballspielerLuka Dončić (* 1999)

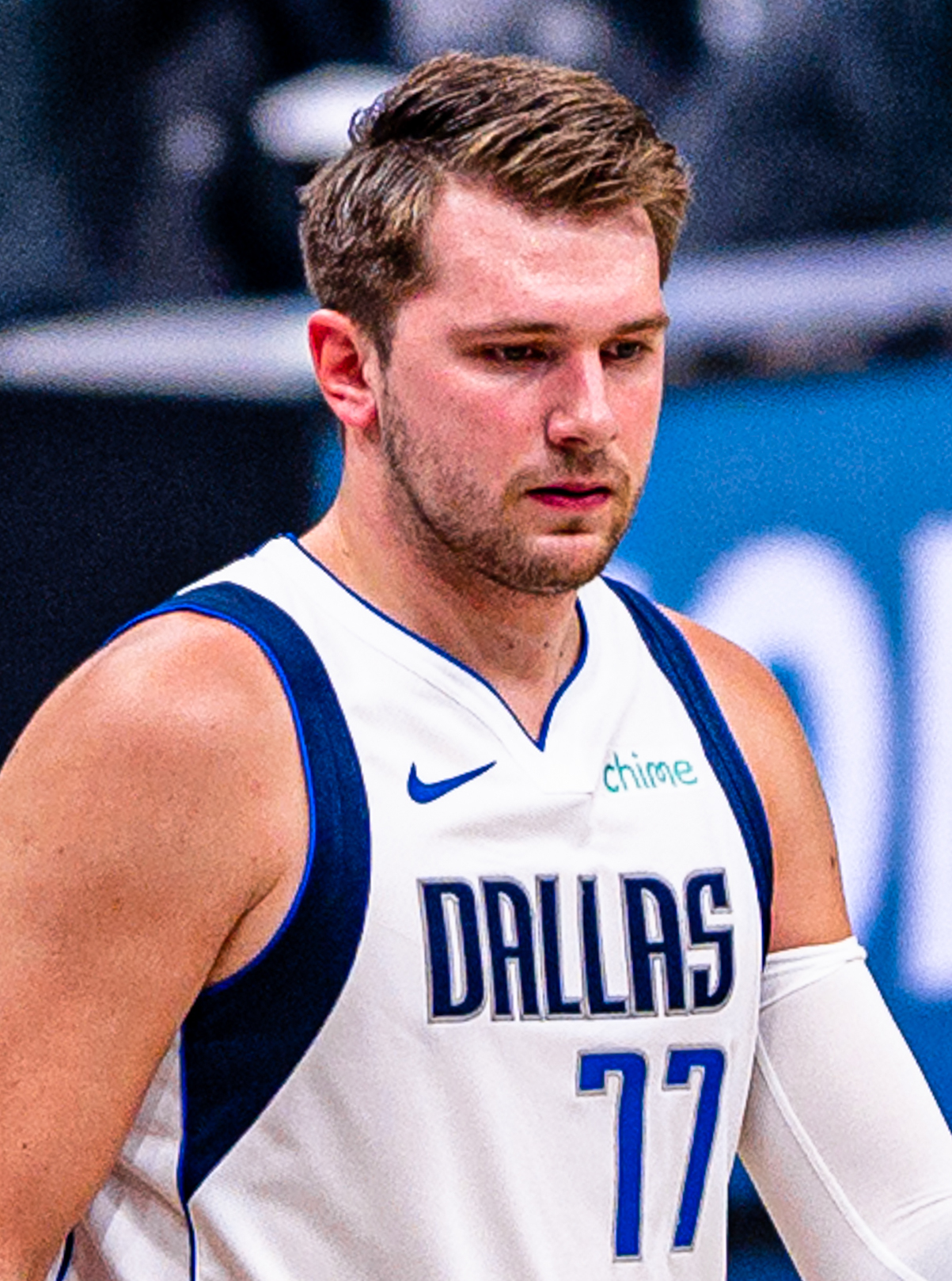
Luka Dončić (* 1999)

- Doncieux, Camille (1847–1879), Erste Ehefrau und Modell von Claude Monet
- Donck, Adriaen van der († 1655), niederländischer Kolonialist in Nordamerika
- Doncker, Ko (1874–1917), niederländischer Zeichner, Schattenspielkünstler und Autor
- Donckers, Karin (* 1971), belgische Vielseitigkeitsreiterin
- Donckerwolke, Luc (* 1965), belgischer Automobildesigner

### Dond
- Donda, Arno (1930–2008), deutscher Statistiker
- Donda, Mariano (* 1982), argentinischer Fußballspieler
- Dondaine, Colette (1922–2012), französische Linguistin, Romanistin und Dialektologin
- Dondarini, Paolo (* 1968), italienischer Fußballschiedsrichter
- Dondé, Daniele (* 1950), italienischer Maler
- Dondé, Jean Carlos (* 1983), brasilianischer Fußballspieler
- Dondelinger, Jean (1930–2004), luxemburgischer Politiker und Diplomat
- Dondelinger, Patrick (* 1966), luxemburgischer Wissenschaftler und Kulturschaffender, römisch-katholischer Theologe und Denkmalpfleger
- Dondera, Christian (* 1969), deutscher Fußballspieler
- Donderer, Florian (* 1969), deutscher Geiger und Dirigent
- Donderer, Karl (1884–1976), deutscher Politiker, MdL
- Donderer, Michael (* 1950), deutscher Klassischer Archäologe
- Donderer, Prosper (1715–1779), Abt des Chorherrenstifts Kreuzlingen
- Dondero, George Anthony (1883–1968), US-amerikanischer Politiker
- Donders, Adolf (1877–1944), deutscher Homiletiker, Professor und Domprediger in Münster
- Donders, Frans Cornelis (1818–1889), niederländischer Physiologe und Wegbereiter auf dem Gebiet der Augenheilkunde
- Dondeyne, Désiré (1921–2015), französischer Komponist und Dirigent
- Dondi (1961–1998), US-amerikanischer Graffitikünstler
- Dondi, Giovanni de (1318–1389), italienischer Gelehrter, Astronom und Erfinder
- Dondi, Jacopo de (1293–1359), italienischer Gelehrter, Astronom und Arzt
- Dondorf, Bernhard (1809–1902), Lithograph, Druckunternehmer und Politiker der Freien Stadt Frankfurt
- Dondra, Henri-Marie (* 1966), zentralafrikanischer Politiker und Premierminister
- Dondria (* 1987), US-amerikanische R&B-Sängerin
- Döndü, Serdar (* 1993), türkischer Fußballspieler
- Donducci, Giovanni Andrea (1575–1655), italienischer Maler und Graveur des Barocks
- Donduk Kuular (1888–1932), tuwinischer Politiker
- Dondukow-Korsakow, Alexander Michailowitsch (1820–1893), Fürst und russischer Staatsmann

### Done
- Done, Cyril (1920–1993), englischer Fußballspieler
- Done, Gruffydd, walisischer Politiker und Gelehrter
- Döne, Ramazan (* 1981), türkischer Handballspieler
- Done, Robert (1904–1982), englischer Fußballspieler
- Doneda, Giovanni Stefano (1612–1690), italienischer Maler
- Doneda, Michel (* 1954), französischer Jazzmusiker
- Donegà, Matteo (* 1998), italienischer Radrennfahrer
- Donegan, Batt (1910–1978), irischer Politiker (Fianna Fáil)
- Donegan, Dan (* 1968), US-amerikanischer Gitarrist, Musikproduzent und Mitinhaber des Plattenlabels Intoxication Records
- Donegan, Dorothy (1924–1998), amerikanische Jazz-Pianistin
- Donegan, Lonnie (1931–2002), britischer Skiffle-MusikerLonnie Donegan (1931–2002)

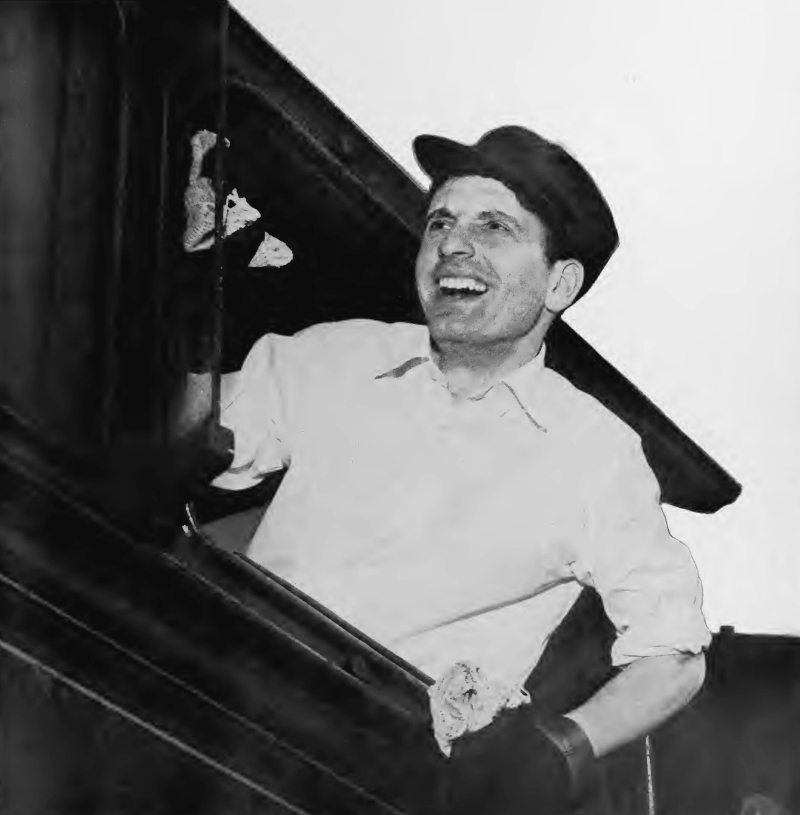
Lonnie Donegan (1931–2002)

- Donegan, Paddy (1923–2000), irischer Politiker
- Doneger, Adam (* 1980), US-amerikanischer Lacrosse-Spieler
- Doneger, Michael (* 1986), US-amerikanischer Filmschauspieler, Drehbuchautor, Produzent und FilmregisseurMichael Doneger (* 1986)

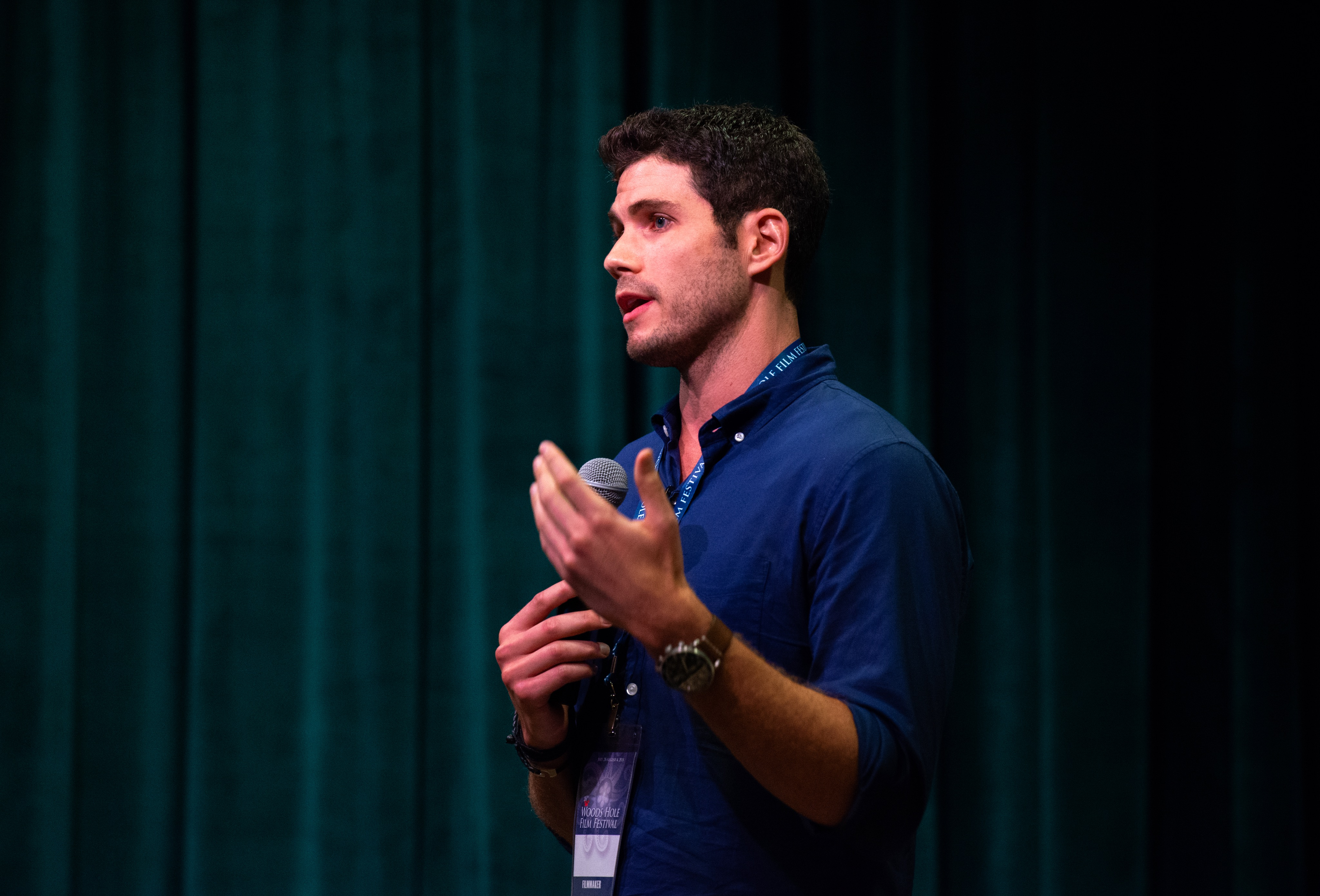
Michael Doneger (* 1986)

- Donelaitis, Kristijonas (1714–1780), deutsch-baltischer Schriftsteller
- Donelan, Michelle (* 1984), britische Politikerin der Konservativen Partei
- Doneldey, Albert, Ratsherr und Bürgermeister in Bremen
- Doneldey, Heinrich, Ratsherr und Bürgermeister in Bremen
- Donelian, Armen (* 1950), amerikanischer Pianist des Modern Jazz
- Donella, Chad (* 1978), kanadischer Schauspieler
- Donellus, Hugo (1527–1591), französischer Jurist, Professor der Rechte
- Donelly, Tanya (* 1966), US-amerikanische Sängerin und Gitarristin
- Donelly, Vanessa (* 1992), deutsche Filmkomponistin, Produzentin, Musikerin (Klavier) und Musicalkomponistin
- Donelson, Andrew Jackson (1799–1871), US-amerikanischer Diplomat, Kandidat für die Vizepräsidentschaft der Vereinigten Staaten
- Donelson, Daniel Smith (1801–1863), General der Konföderierten Staaten im Amerikanischen Bürgerkrieg
- Donelson, Emily (1807–1836), First Lady der USA
- Donelson, John (1718–1785), britisch-amerikanischer Siedler im heutigen Tennessee
- Donen, Stanley (1924–2019), US-amerikanischer Regisseur und ChoreografStanley Donen (1924–2019)

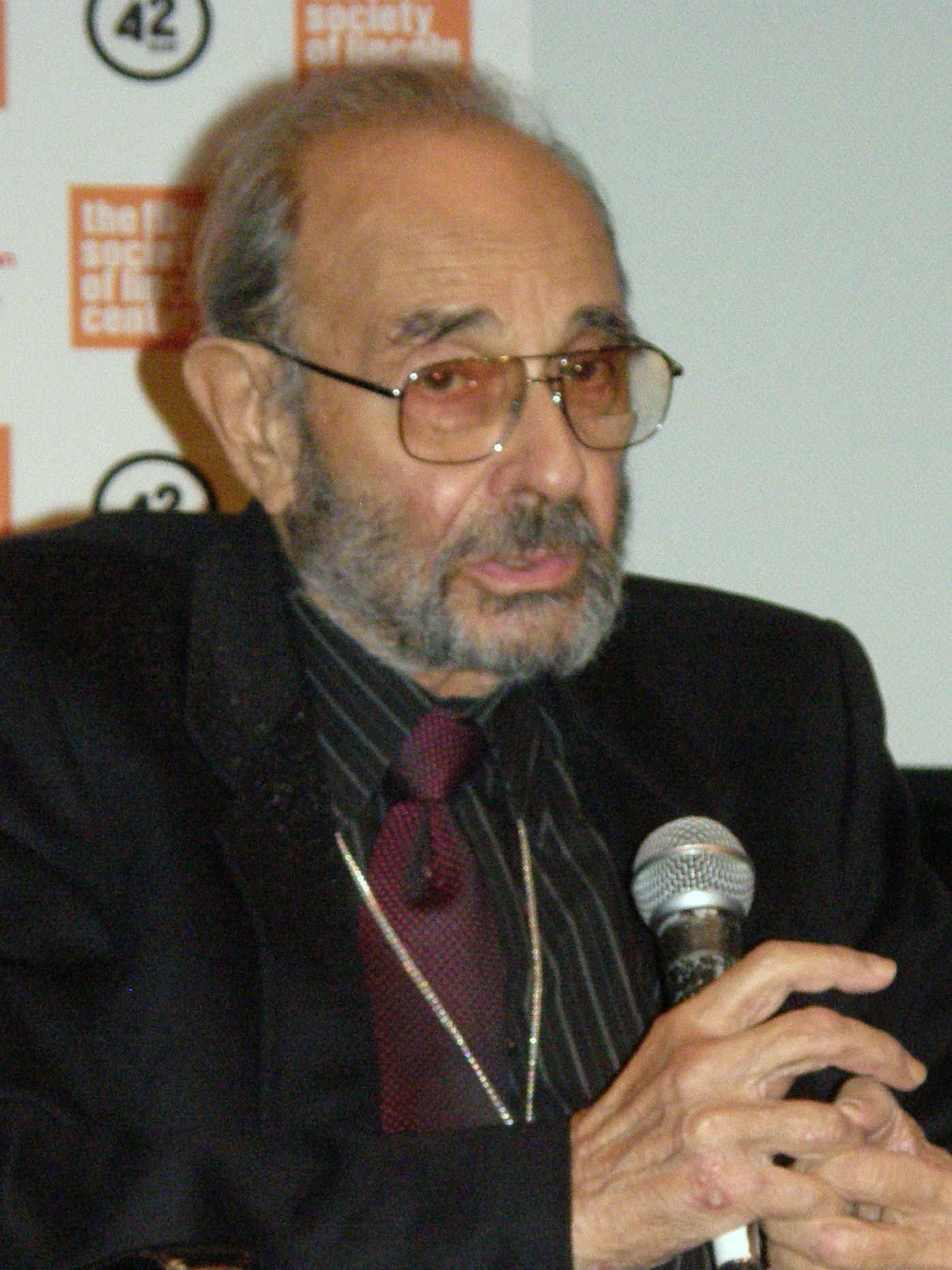
Stanley Donen (1924–2019)

- Donenfeld, Friedrich (1912–1976), österreichischer Fußballspieler und Trainer
- Doner, Rodger (1938–2022), kanadischer Ringer
- Dones, Elvira (* 1960), albanische Schriftstellerin, Drehbuchautorin und Dokumentarfilmerin
- Dones, Erminio (1887–1945), italienischer Ruderer
- Donet, Mic (* 1979), deutscher Soulsänger
- Donett, Cornelius Andreas (1683–1748), deutscher Stein- und Holzbildhauer
- Donetta, Roberto (1865–1932), Schweizer Fotograf
- Doneus, Michael (* 1967), österreichischer Prähistoriker und Landschaftsarchäologe
- Donev, Ivo (* 1959), österreichischer Schach- und Pokerspieler
- Donew, Gabriel (* 1996), bulgarischer Tennisspieler
- Donew, Galab (* 1967), bulgarischer Politiker
- Donez, Maksym, ukrainischer Personenschützer
- Donez, Stanislaw Jurjewitsch (* 1983), russischer Schwimmer
- Donez, Tetjana (* 1980), ukrainische Politikerin

### Donf
- Donfack, Bernard (* 1980), kamerunisch-deutscher Boxer
- Donfeld (1934–2007), US-amerikanischer Kostümbildner
- Donfried, Karen (* 1963), US-amerikanische Politikerin und Diplomatin, Assistant Secretary of State for European and Eurasian Affairs
- Donfut, Didier (* 1956), belgischer Politiker und Minister

### Dong
- Dong Dong (* 1989), chinesischer Trampolinturner
- Dong Jie (* 1998), chinesische Schwimmerin
- Đồng Khánh (1864–1889), vietnamesischer Kaiser, neunter Kaiser der Nguyễn-Dynastie (1885–1889)
- Dong Liang (* 1985), chinesischer Eishockeyspieler
- Dong Qichang (1555–1636), chinesischer Maler
- Dong Wuxin, chinesischer Atheist zur Zeit der Streitenden Reiche
- Dong Xi, General der Wu-Dynastie aus Kuaiji
- Dong Zhuo (139–192), chinesischer General und RegentDong Zhuo (139–192)

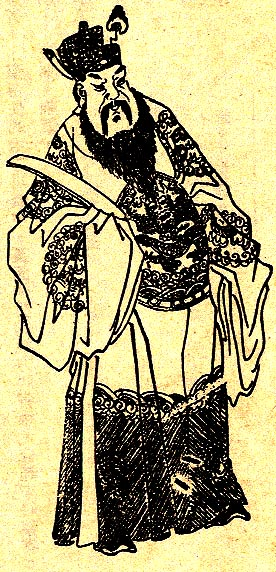
Dong Zhuo (139–192)

- Dong, Adam (* 1994), kanadischer Badmintonspieler
- Dong, Arthur (* 1953), US-amerikanischer Filmproduzent, Filmregisseur, Drehbuchautor und Filmeditor
- Dong, Bin (* 1988), chinesischer Dreispringer
- Dong, Bing (* 1996), chinesische Wintersportlerin
- Dong, Biwu (1886–1975), chinesischer kommunistischer Politiker während des Regimes von Mao Zedong
- Dong, Cheng († 200), Regierungsbeamter während der späten Han-Zeit
- Dong, Fang (* 1981), chinesische Badmintonspielerin
- Dong, Fangxiao (* 1986), chinesische Turnerin
- Dong, Fangyu, chinesische Fußballschiedsrichterin
- Dong, Fangzhuo (* 1985), chinesischer Fußballspieler
- Dong, Guojian (* 1987), chinesischer Langstreckenläufer
- Dong, Jie (* 2001), chinesische Beachvolleyballspielerin
- Dong, Jingwei (* 1963), chinesischer Politiker
- Dong, Jiong (* 1973), chinesischer Badmintonspieler
- Dong, Jung-lim (* 1986), südkoreanische Biathletin
- Dong, Kaiserinmutter († 189), chinesische Kaiserinmutter
- Dong, Kyliane (* 2004), französisch-kamerunischer FußballspielerKyliane Dong (* 2004)

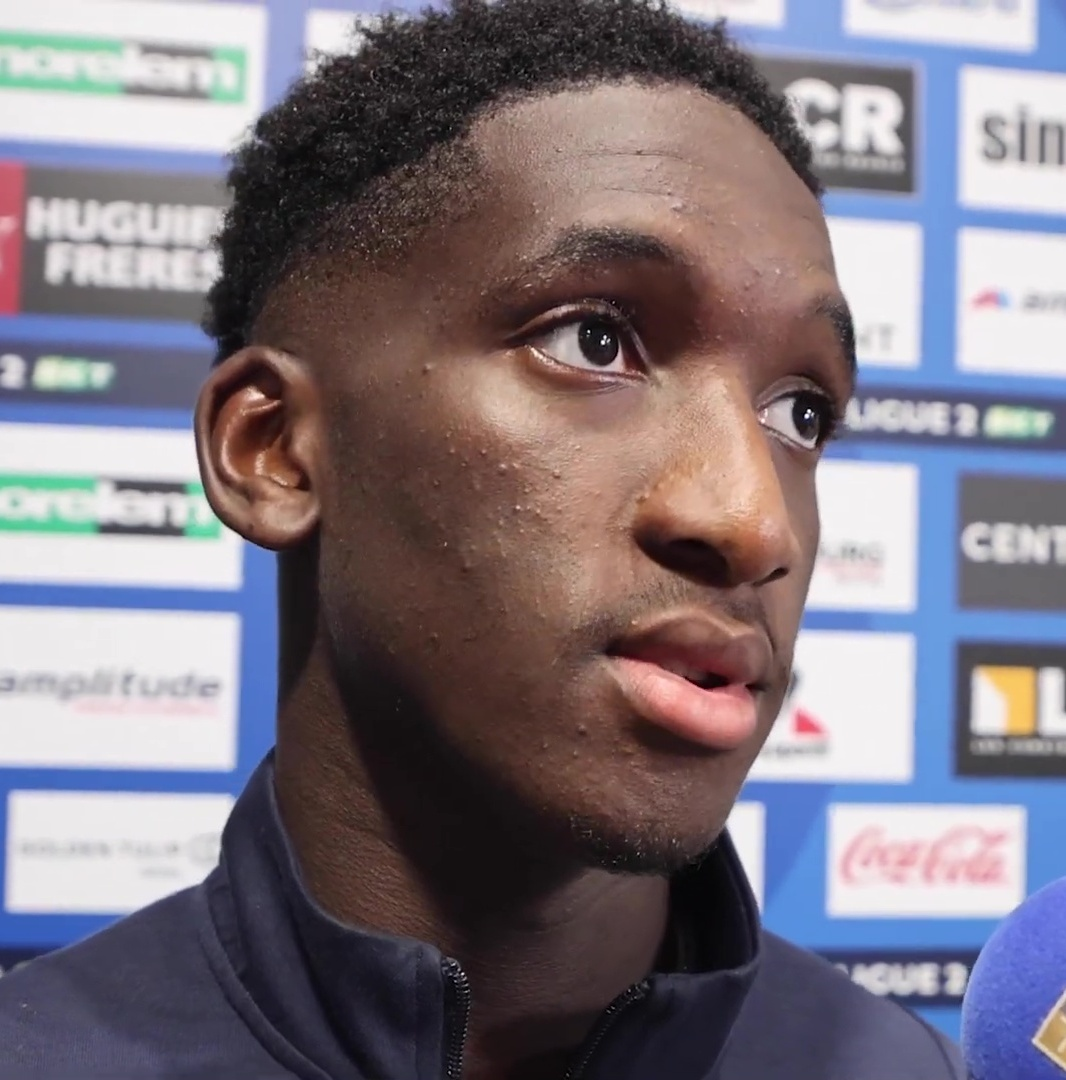
Kyliane Dong (* 2004)

- Dong, Min († 192), General der Han-Dynastie
- Dong, Mingzhu (* 1956), chinesische Unternehmerin
- Dong, Na (* 2003), chinesische Tennisspielerin
- Dong, Xiaorong (* 1994), chinesische Tennisspielerin
- Dong, Xue (* 1986), chinesische Biathletin
- Dong, Yanmei (* 1977), chinesische Langstreckenläuferin
- Dong, Yinchu (1915–2009), chinesischer Politiker und Journalist (Volksrepublik China)
- Dong, Yingjie (1898–1961), chinesischer Kampfsportler
- Dong, Yuan, chinesischer Maler
- Dong, Yun († 246), Minister der Shu Han zur Zeit der Drei Reiche im alten China
- Dong, Yuyu (* 1962), chinesischer Journalist
- Dong, Zhaozhi (* 1973), chinesischer Florettfechter
- Dong, Zhiming (1937–2024), chinesischer Paläontologe
- Dong, Zhongshu (179 v. Chr.–104 v. Chr.), Vertreter der konfuzianischen Neutextschule
- Dong-Sik, Nick (* 1974), deutscher Schauspieler
- Donga (1890–1974), brasilianischer Musiker
- Donga, Reinhard (* 1952), deutscher Drehbuchautor und Regisseur
- Dongala, Emmanuel (* 1941), kongolesischer französischsprachiger Schriftsteller und Chemiker
- Dongan, Thomas, 2. Earl of Limerick (1634–1715), englischer Gouverneur der Provinz New York (1683–1688)
- Dongarra, Jack (* 1950), US-amerikanischer Mathematiker und Informatiker
- Dongcheon (209–248), König von Goguryeo
- Döngel, Melisa (* 1999), türkische Schauspielerin
- Dongen, Frits van (1901–1975), niederländischer Schauspieler
- Dongen, Hans van, niederländischer Filmeditor
- Dongen, Jules van (* 1990), US-amerikanischer Dartspieler
- Dongen, Kees van (1877–1968), französischer MalerKees van Dongen (1877–1968)

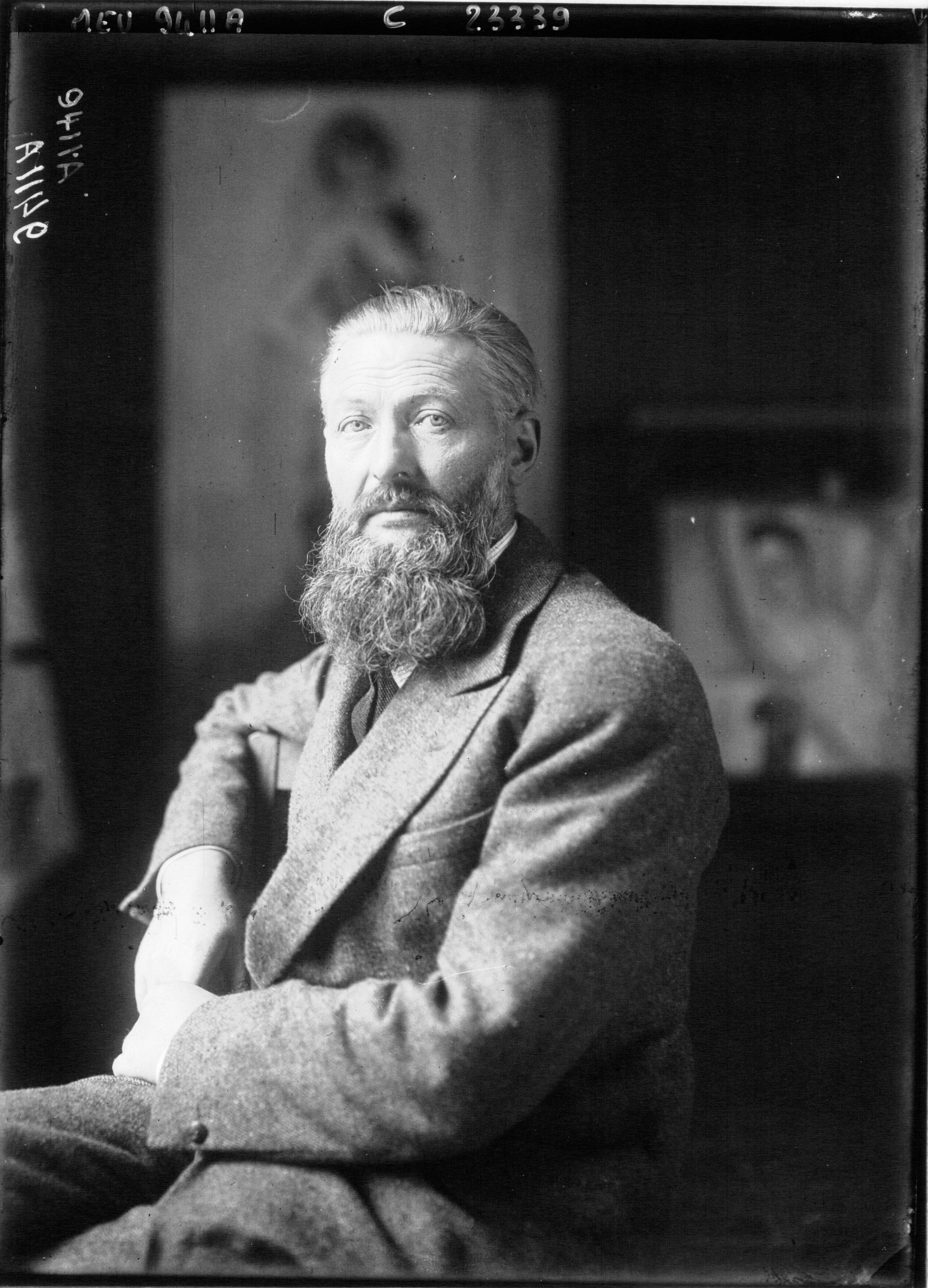
Kees van Dongen (1877–1968)

- Dongen, Merel van (* 1993), niederländische Fußballspielerin
- Dongen, Peter van (* 1966), niederländischer Comic-Autor und Illustrator
- Dongen, Wies van (1931–2022), niederländischer Radrennfahrer
- Dönges, Emil (1853–1923), deutscher Prediger, Autor und Verleger der Brüderbewegung
- Dönges, Günter (1923–2001), deutscher Autor
- Donges, Juergen B. (1940–2021), deutscher Ökonom
- Dönges, Jürgen (1956–2012), deutscher Schlagerkomponist
- Dönges, Jutta A. (* 1973), deutsche Managerin
- Dönges, Karl (1891–1975), deutscher Jurist, Oberbürgermeister von Gießen
- Dönges, Karl-Werner (* 1958), deutscher Hürdenläufer
- Donges, Patrick, Kommunikationswissenschaftler
- Donges, Sofie (* 1981), deutsche Journalistin und ARD-Korrespondentin
- Dönges, Theophilus E. (1898–1968), südafrikanischer Politiker
- Donghi, Giovanni Stefano (1608–1669), italienischer Kardinal und Bischof
- Dongmann, Walter (1921–2008), deutscher Fußballspieler
- Dongmo, Auriol (* 1990), portugiesische Kugelstoßerin
- Dongmyeong (58 v. Chr.–19 v. Chr.), Gründer des Königreiches Goguryeo
- Dongois, William, französischer Zinkenist und Dirigent
- Dongou, Jean Marie (* 1995), kamerunischer Fußballspieler
- Dongre Medhavi, Ramabai (1858–1922), indische Christin, soziale Reformerin und Aktivistin
- DonGURALesko (* 1980), polnischer Rapper und Songwriter
- Dongus, Fabienne (* 1994), deutsche FußballspielerinFabienne Dongus (* 1994)

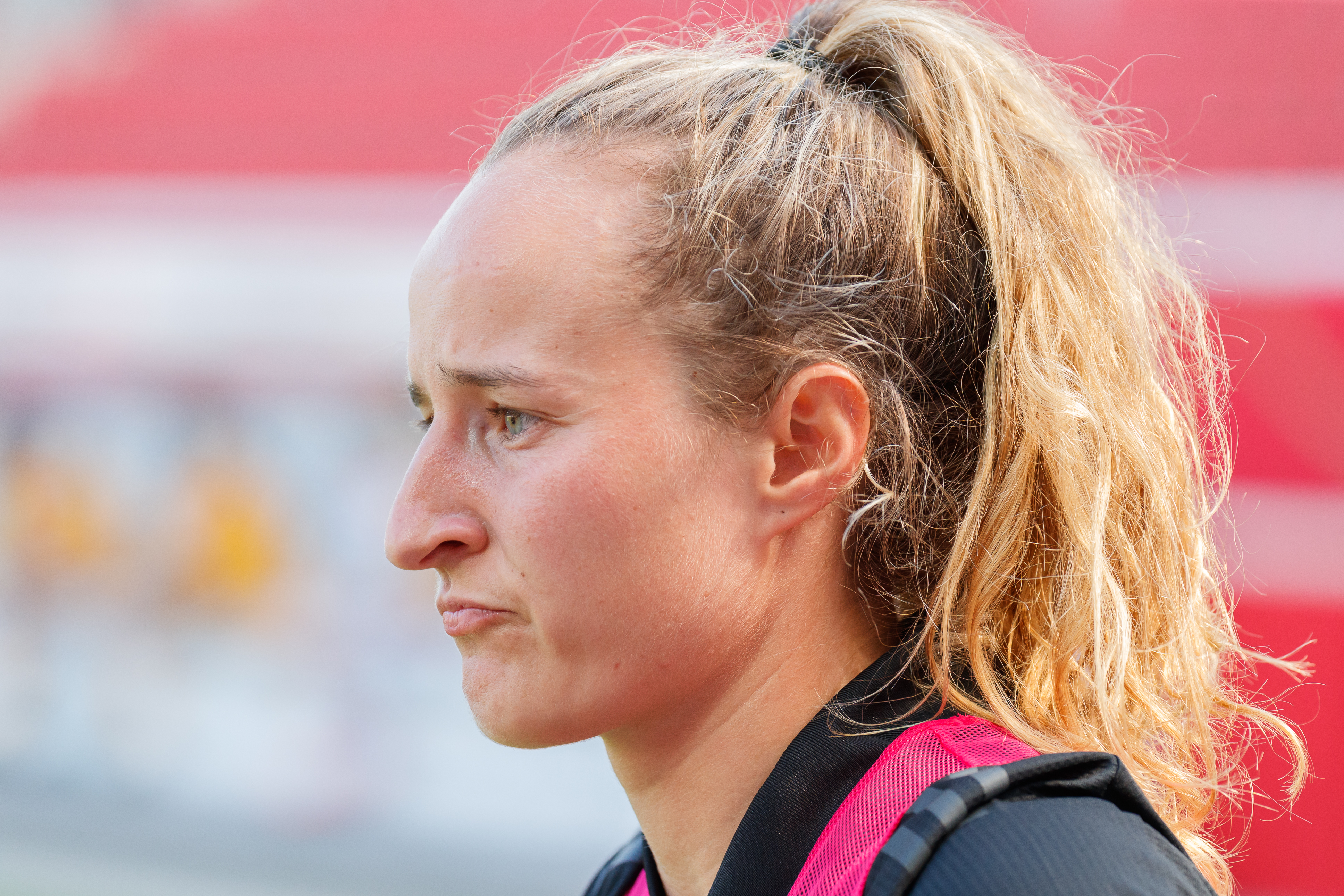
Fabienne Dongus (* 1994)

- Dongus, Gerhard (* 1937), deutscher Schauspieler, Nachrichtensprecher, Moderator und Hörspielsprecher
- Dongus, Hansjörg (1929–2015), deutscher Geograph und Geomorphologe
- Dongus, Tamar (* 1994), deutsche Fußballspielerin
- Dongusaschwili, Tea Gajosowna (* 1976), russische Judoka

### Donh
- Dönhardt, Axel (1920–2004), deutscher Intensivmediziner
- Donhauser, Andreas (* 1960), österreichischer Künstler, Szenenbildner, Bühnenbildner und Kostümbildner und Designer
- Donhauser, Anton (1913–1987), deutscher Politiker (CSU), MdB
- Donhauser, Gerhard (* 1969), österreichischer Philosoph, Jurist, Hochschullehrer und Autor
- Donhauser, Heinz (* 1951), deutscher Politiker (CSU), MdL
- Donhauser, Karin (* 1956), deutsche Germanistin
- Donhauser, Laura (* 2001), deutsche Fußballspielerin
- Donhauser, Michael (* 1956), österreichischer Schriftsteller
- Donhauser, Siegfried (1927–2022), deutscher Brauereitechnologe
- Donhauser, Sinah (* 1989), deutsche Radiomoderatorin
- Donhauser, Toni (1921–1990), deutscher Politiker (CSU), MdL Bayern
- donhofer. (* 1983), österreichischer Aktionskünstler, Zeichner und Maler
- Dönhoff, Alexander von (1683–1742), preußischer Generalleutnant und Vertrauter des Königs Friedrich Wilhelm I. (Preußen)
- Dönhoff, Alfred (1820–1875), preußischer Verwaltungsjurist, Landrat des Kreises Rees
- Dönhoff, August Heinrich Hermann von (1797–1874), preußischer Diplomat
- Dönhoff, August von (1763–1838), preußischer Oberst, Flügeladjutant, Oberhofmarschall, Landhofmeister und Ritter des Ordens Pour le Mérite
- Dönhoff, August von (1845–1920), preußischer Diplomat und Politiker, MdRAugust von Dönhoff (1845–1920)

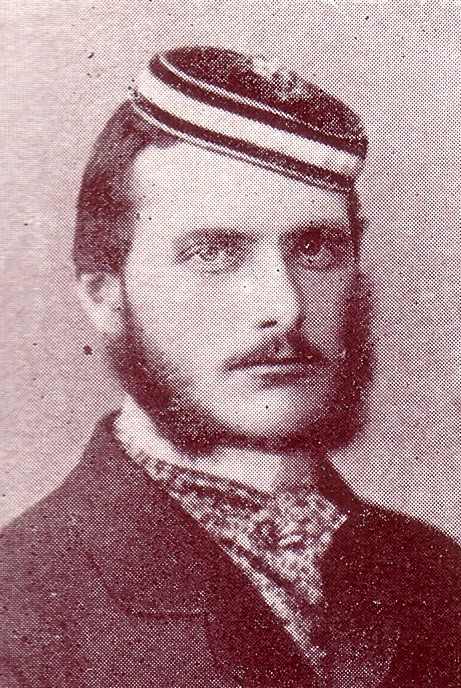
August von Dönhoff (1845–1920)

- Dönhoff, Bogislav von (1881–1961), deutscher Diplomat und Politiker (NSDAP), MdPl
- Dönhoff, Bogislaw Friedrich von (1669–1742), preußischer Generalmajor
- Dönhoff, Christian von (1742–1803), preußischer Kriegsminister
- Dönhoff, Christoph Graf (1906–1992), deutscher Verbandsvertreter
- Dönhoff, Eleonore von (1674–1726), Ehefrau des brandenburgisch-preußischen Generalfeldmarschalls Hans Albrecht von Barfus
- Dönhoff, Emil von (1800–1877), preußischer Landrat
- Dönhoff, Ernst († 1693), polnischer Generalmajor, Jägermeister von Litauen, Kastellan von Wilna, Woiwode von Marienburg, Kronobermarschall und Starost von Christburg
- Dönhoff, Ernst Wladislaus von (1672–1724), preußischer Generalleutnant
- Dönhoff, Friedrich (* 1967), deutscher Schriftsteller
- Dönhoff, Friedrich von (1639–1696), kurbrandenburgisch-preußischer Generalleutnant
- Dönhoff, Friedrich von (1708–1769), preußischer Oberst, Kammerherr und Ritter des Ordens Pour le Mérite
- Dönhoff, Fritz (1863–1946), preußischer Landrat, Staatssekretär und Aufsichtsratsvorsitzender
- Dönhoff, Gerhard (1590–1648), polnischer Kastellan von Danzig und Woiwode von Wenden und Pommerellen
- Dönhoff, Karl Friedrich Ludwig von (1724–1778), kaiserlich-königlicher Generalfeldwachtmeister
- Dönhoff, Kaspar (1587–1645), Woiwode von Dorpat und Sieradz, sowie polnischer Oberhofmarschall
- Dönhoff, Louis von (1799–1877), preußischer Generalleutnant
- Dönhoff, Magnus Ernst (1581–1642), Woiwode von Pernau und Starost von Dorpat
- Dönhoff, Marion Gräfin (1909–2002), deutsche JournalistinMarion Gräfin Dönhoff (1909–2002)

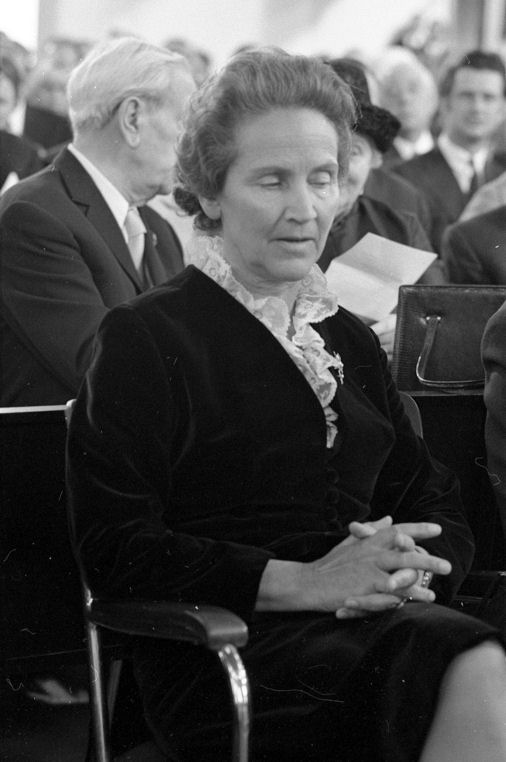
Marion Gräfin Dönhoff (1909–2002)

- Dönhoff, Martha (1875–1955), deutsche Frauenrechtlerin und Politikerin (DDP)
- Dönhoff, Otto Magnus von (1665–1717), brandenburgisch-preußischer Generalleutnant und Gesandter
- Dönhoff, Otto von (1835–1904), deutscher Gesandter
- Dönhoff, Sophie von (1768–1834), Ehefrau des preußischen Königs Friedrich Wilhelm II.
- Dönhoff, Stanislaus von (1862–1929), deutscher Standesherr, Verwaltungs- und Hofbeamter
- Dönhoff, Tatjana Gräfin (* 1959), deutsche Journalistin und Autorin
- Dönhuber, Seban (* 1934), deutscher Politiker (SPD), MdL, Landrat und Bürgermeister

### Doni
- Doni (* 1979), brasilianischer Torhüter
- Doni, Anton Francesco (1513–1574), italienischer Schriftsteller, Herausgeber und Musiktheoretiker
- Doni, Cristiano (* 1973), italienischer Fußballspieler
- Doni, Dono († 1575), italienischer Maler
- Doni, Giovanni Battista (1595–1647), italienischer Musiktheoretiker
- Donia, Frans van (1580–1651), Gesandter der Provinz Friesland beim Westfälischen Friedenskongress in Münster und Osnabrück
- Donia, Pier Gerlofs (1480–1520), friesischer Freiheitskämpfer und Seeräuber
- Doniach, Deborah (1912–2004), britisch-schweizerische Medizinerin und Immunologin
- Doniach, Sebastian (* 1934), britisch-amerikanischer Physiker
- Doniak, Makenzy (* 1994), US-amerikanische Fußballspielerin
- Dönicke, Viktoria (* 1999), deutsche Bobfahrerin
- Dönicke, Walter (1899–1945), deutscher Tischler und Politiker (NSDAP)Walter Dönicke (1899–1945)

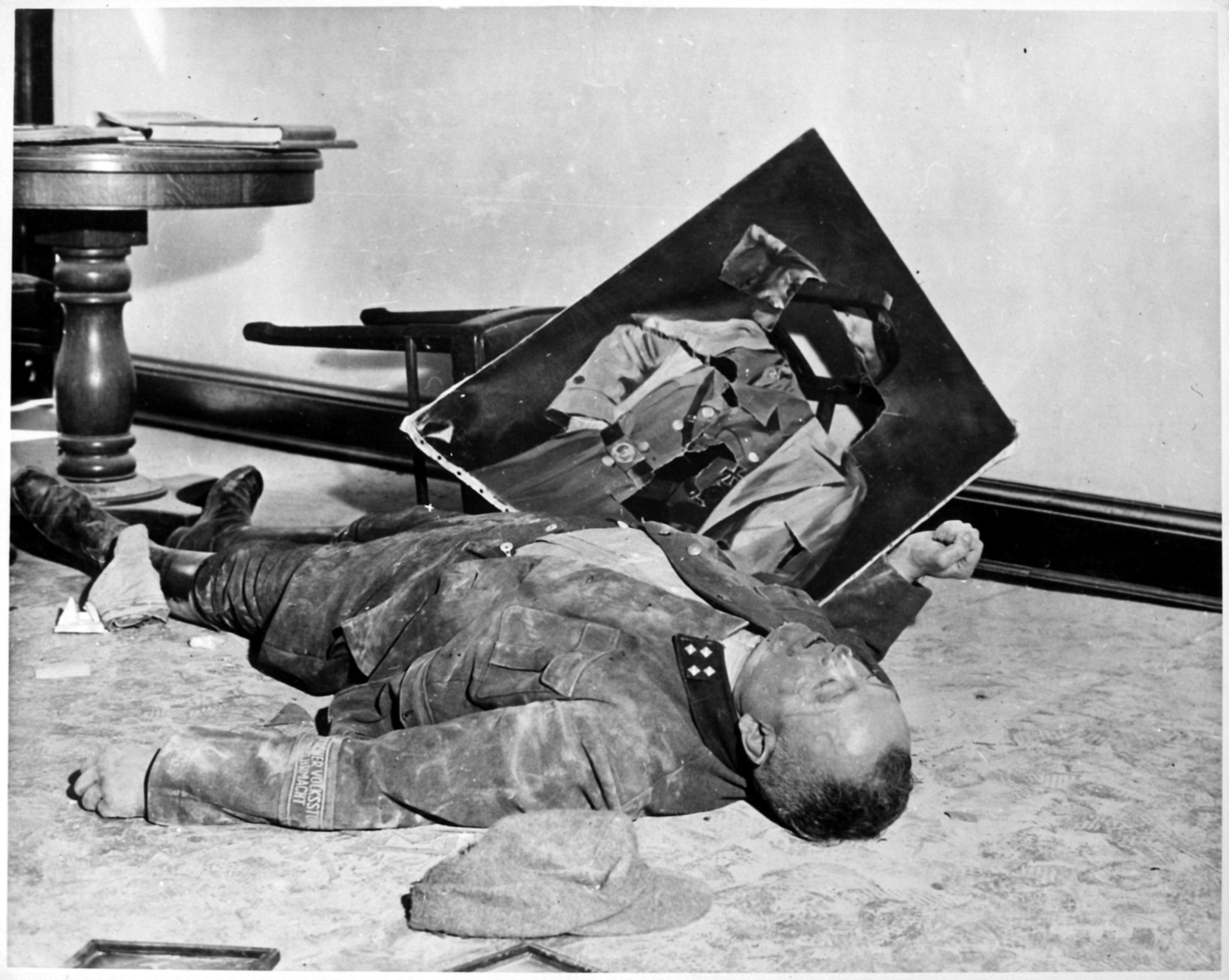
Walter Dönicke (1899–1945)

- Donida, Carlo (1920–1998), italienischer Songwriter
- Donie, Milan (* 2005), belgischer Radrennfahrer
- Donie, Scott (* 1968), US-amerikanischer Wasserspringer
- Donig, Ingulf (* 1953), deutscher Politiker (SPD)
- Dönig-Poppensieker, Gabriele (* 1959), deutsche Politikerin (SPD)
- Doniger, Walter (1917–2011), US-amerikanischer Drehbuchautor und Regisseur bei Film und Fernsehen
- Doniger, Wendy (* 1940), US-amerikanische Sanskritologin
- Donigian, Alexander (* 1993), armenischer Sprinter US-amerikanischer Herkunft
- Donika Kastrioti (* 1428), albanische Fürstin und Ehefrau von Skanderbeg
- Donike, Alexander (* 1961), deutscher Radrennfahrer
- Donike, Manfred (1933–1995), deutscher Radsportler und Chemiker, Doping-Fahnder
- Donike, Manfred (1960–2003), deutscher Amateur-Radrennfahrer und späterer Radsport-Kommissär
- Donikkl (* 1976), deutscher Produzent und MusikerDonikkl (* 1976)

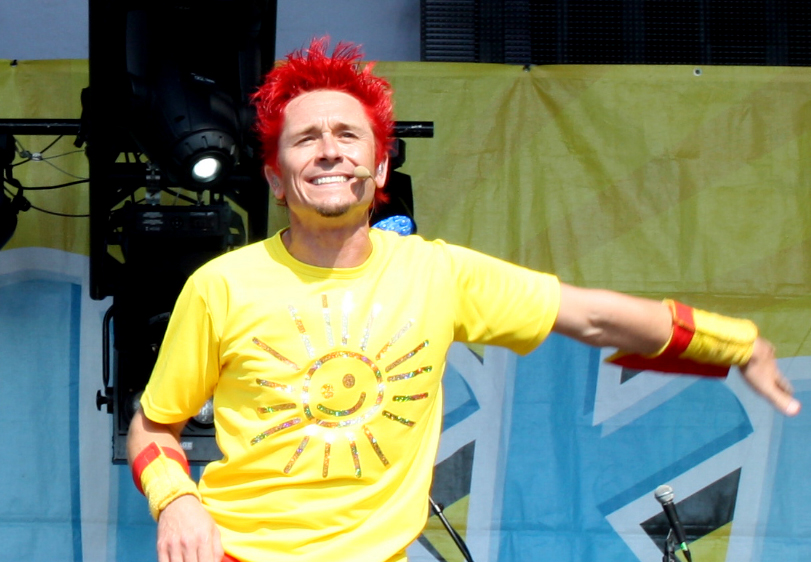
Donikkl (* 1976)

- Donilon, Mike, amerikanischer Rechtsanwalt und Wahlkampfberater
- Donilon, Thomas E. (* 1955), US-amerikanischer Jurist, Regierungsbeamter, Nationaler Sicherheitsberater der Vereinigten Staaten
- Donimirski, Anton von (1846–1912), deutscher Jurist, Bankier und Politiker, MdR
- Donimirski, Heinrich von (1844–1918), deutscher Gutsbesitzer und Politiker, MdR
- Donimirski, Theodor von (1805–1884), preußischer Rittergutsbesitzer und Politiker
- Donin, Friedrich von (1574–1634), böhmischer Adliger, Reisender und Schriftsteller der Renaissance
- Donin, Ludwig (1810–1876), römisch-katholischer Geistlicher und Schriftsteller
- Donin, Nikolaus, jüdischer Apostat und Verursacher des Pariser Talmudprozesses
- Donin, Richard Kurt (1881–1963), österreichischer Kunsthistoriker
- Doninger, Emmerich (1914–1964), österreichischer Ordenspriester, Pädagoge, Maler und Mundartautor
- Donington, Robert (1907–1990), englischer Musikwissenschaftler und Gambist
- Donini, Gaetano (1874–1926), Schweizer Agronom, Politiker (FDP), Tessiner Grossrat, Staatsrat und Nationalrat
- Doniol-Valcroze, Jacques (1920–1989), französischer Filmkritiker, Drehbuchautor, Schauspieler und Filmregisseur
- Doniphan, Alexander William (1808–1887), US-amerikanischer Offizier, Jurist und Politiker
- Donis, Anastasios (* 1996), griechischer FußballspielerAnastasios Donis (* 1996)

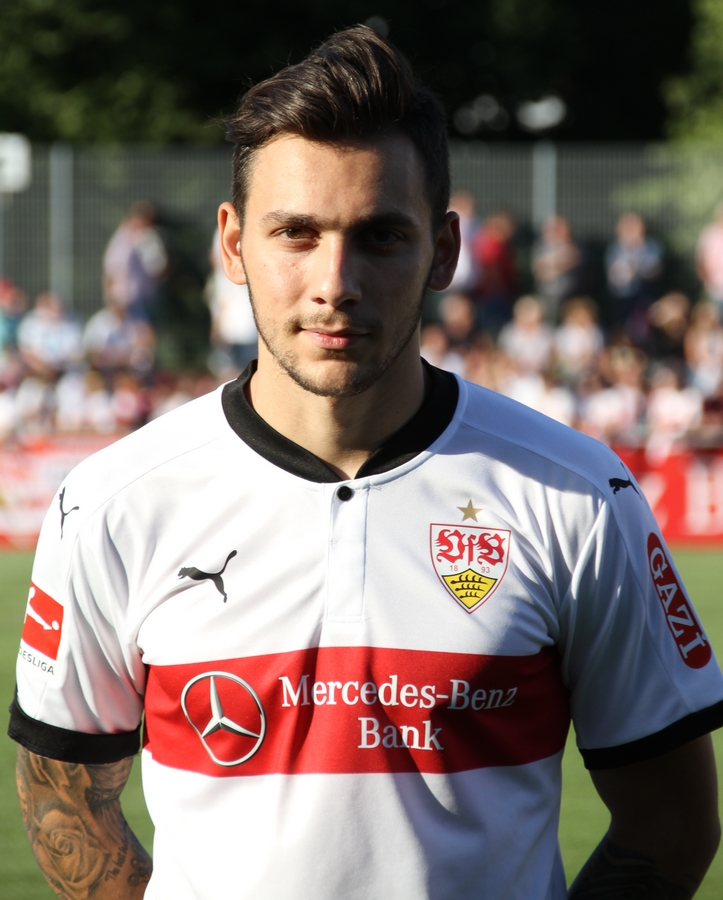
Anastasios Donis (* 1996)

- Donis, Camille (1917–1988), belgischer Forstwissenschaftler und Hydrobiologe
- Donis, Christos (* 1994), griechischer Fußballspieler
- Donis, Georgios (* 1969), griechischer Fußballspieler und -trainer
- Donis, Ralf (* 1968), deutscher Sänger, DJ und Entertainer
- Donís, Roberto (1934–2008), mexikanischer Maler
- Donis-Keller, Helen, US-amerikanische Genetikerin, Künstlerin und Hochschullehrerin
- Donisch, Max (1881–1941), deutscher Komponist und Musikschriftsteller
- Donish, Ahmad (1827–1897), tadschikischer Gelehrter
- Donisthorpe, Wordsworth (1847–1914), englischer Rechtsanwalt
- Dönitz, Hans-Joachim (1934–2010), deutscher Militär, Konteradmiral der Volksmarine
- Dönitz, Herbert (* 1920), deutscher FDGB-Funktionär, Vorsitzender der IG Metall
- Dönitz, Karl (1891–1980), deutscher Großadmiral und Oberbefehlshaber der deutschen Kriegsmarine im Zweiten Weltkrieg; letzter deutscher ReichspräsidentKarl Dönitz (1891–1980)

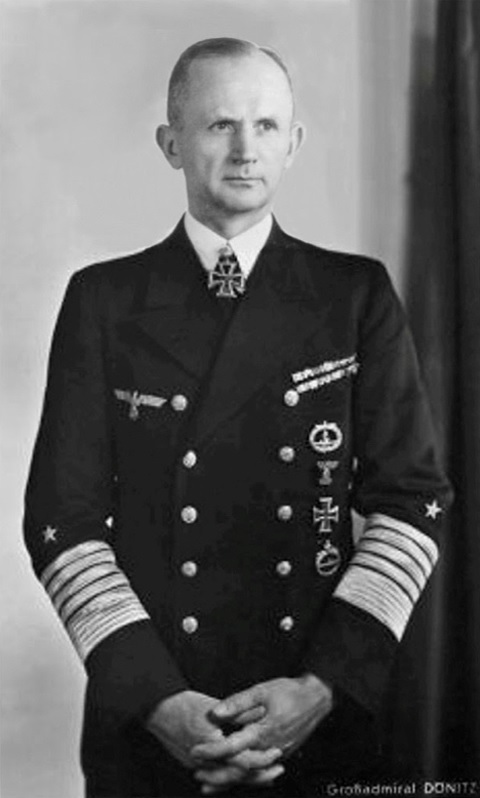
Karl Dönitz (1891–1980)

- Dönitz, Wilhelm (1838–1912), deutscher Anatom, Zoologe und Entomologe
- Donix, Mathias (* 1954), deutscher Fußballspieler
- Donizete Cândido, Osmar (* 1968), brasilianischer Fußballspieler
- Donizete, Leandro (* 1982), brasilianischer Fußballspieler
- Donizetti, Gaetano (1797–1848), italienischer Komponist
- Donizetti, Giuseppe (1788–1856), italienischer Komponist, Dirigent und Musikpädagoge
- Donizetti, Mario (* 1932), italienischer Maler und Essayist

### Donk
- Donk, Daniëlle van de (* 1991), niederländische FußballspielerinDaniëlle van de Donk (* 1991)

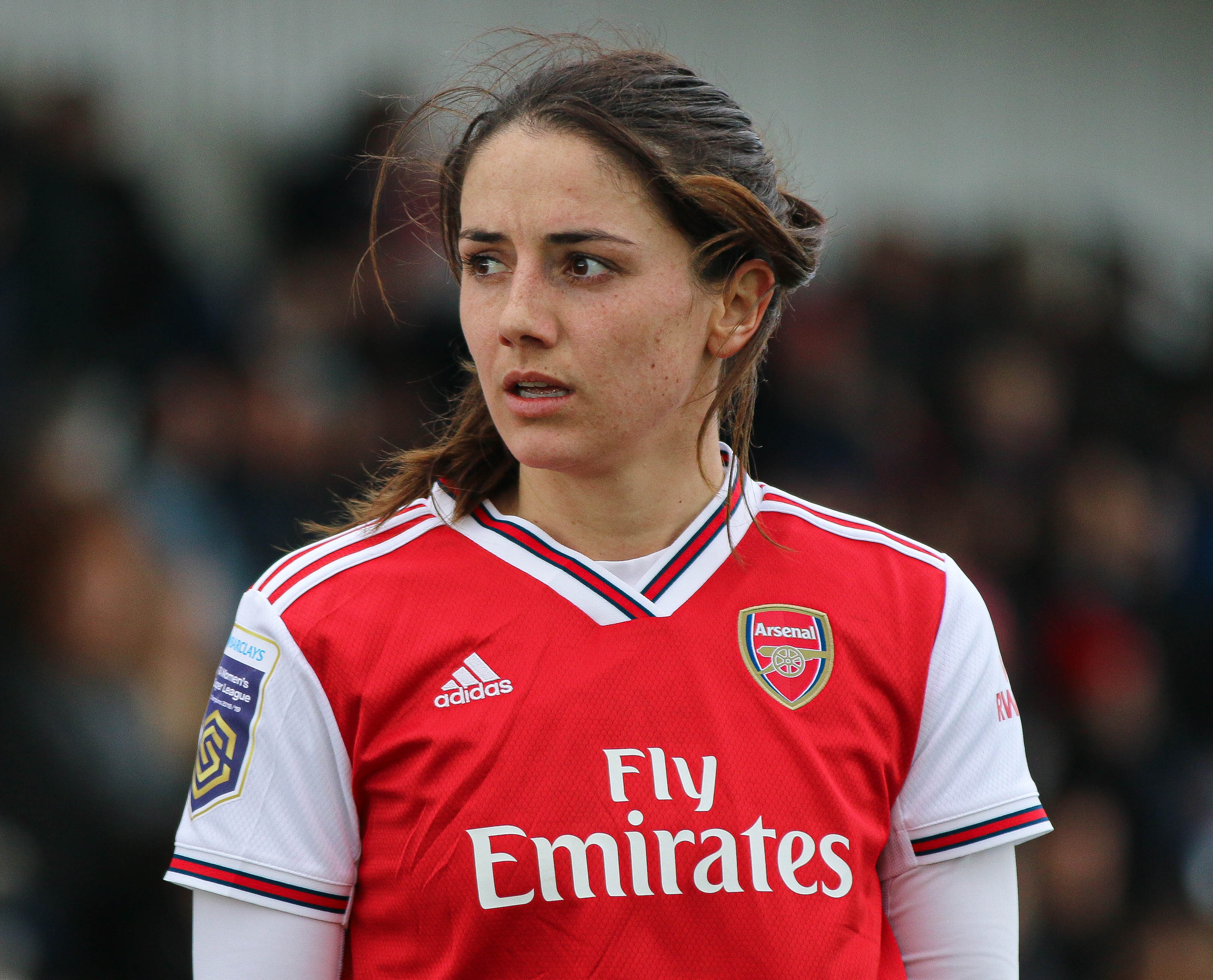
Daniëlle van de Donk (* 1991)

- Donk, Marinus Anton (1908–1972), niederländischer Botaniker und Mykologe
- Donk, Martin (1506–1590), katholischer Pfarrer und entschiedener Gegner der Reformation
- Donk, Ryan (* 1986), surinamisch-niederländischer Fußballspieler
- Donkelaar, Issy ten (* 1941), niederländischer Fußballspieler und -trainer
- Donker Curtius van Tienhoven, Willem Boudewijn (1778–1858), niederländischer Jurist und Staatsminister
- Donker Curtius, Dirk (1792–1864), niederländischer Staatsmann
- Donker Curtius, Jan Hendrik (1813–1879), niederländischer Handelskommissar
- Donker, Birgit (* 1965), niederländische Journalistin und Chefredakteurin der Tageszeitung NRC Handelsblad
- Donker, Malte (* 1998), deutscher Handballspieler
- Donkervoort, Joop (* 1949), niederländischer Geschäftsmann und Gründer des Sportwagenherstellers Donkervoort
- Donkin, Bryan (1768–1855), englischer Ingenieur und Erfinder
- Donkin, Horatio Bryan (1845–1927), britischer Arzt
- Donkin, John C. (* 1961), US-amerikanischer Filmproduzent
- Donkin, Phil (* 1980), britischer Jazzmusiker
- Donko, Wilhelm (* 1960), österreichischer Diplomat und Autor
- Donkor, Aaron (* 1995), deutscher Footballspieler
- Donkor, Afare Apeadu (* 1944), ghanaischer Diplomat
- Donkor, Akua (1952–2024), ghanaische Politikerin und Landwirtin
- Donkor, Anton (* 1997), deutsch-ghanaischer FußballspielerAnton Donkor (* 1997)

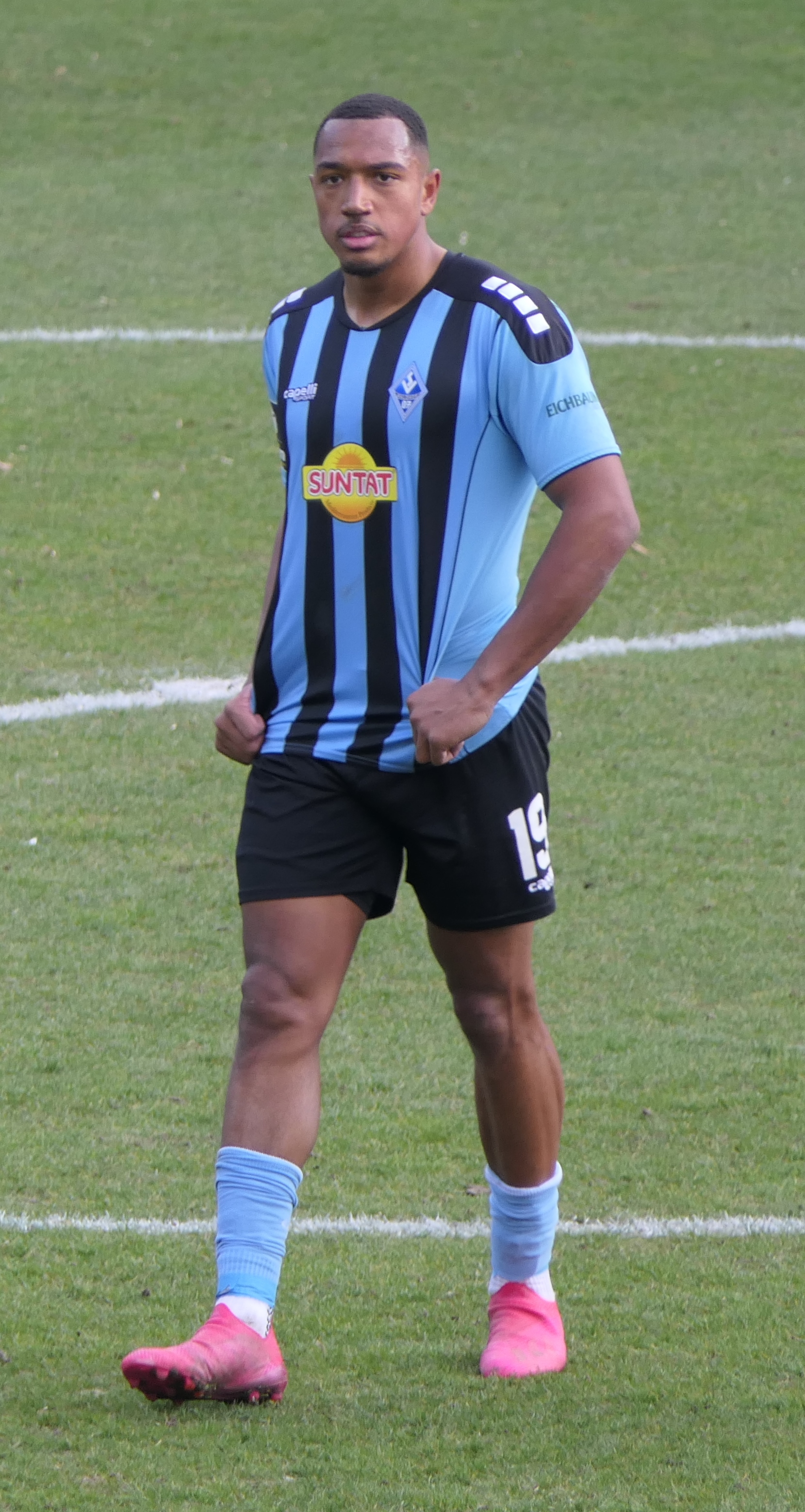
Anton Donkor (* 1997)

- Donkor, Emmanuel (* 1994), ghanaischer Badmintonspieler
- Donkor, Isaac (* 1995), ghanaischer Fußballspieler
- Donkow, Georgi (* 1970), bulgarischer Fußballspieler und -trainer
- Donkowa, Jordanka (* 1961), bulgarische Hürdenläuferin und Olympiasiegerin

### Donl
- Donle, Ludwig von (1869–1942), deutscher Ministerialbeamter und Schifffahrtsmanager
- Donleavy, J. P. (1926–2017), irisch-amerikanischer Schriftsteller
- Donlevy, Brian (1901–1972), US-amerikanischer Schauspieler
- Donley, Elizabeth (* 1970), US-amerikanische Physikerin
- Donley, Joseph Benton (1838–1917), US-amerikanischer Politiker
- Donley, Michael B. (* 1952), US-amerikanischer Politiker
- Donlin, Julia (* 1997), US-amerikanische Beachvolleyballspielerin
- Donlon, Marguerite (* 1966), irische Tänzerin und Choreografin
- Donlon, Peter (1906–1979), US-amerikanischer Ruderer
- Donlon, Renee, US-amerikanische Schauspielerin
- Donlon, Roger (1934–2024), US-amerikanischer Militär, Colonel der US Army
- Donlon, Tommy (* 1968), irischer Poolbillardspieler

### Donm
- Dönmez, Efgani (* 1976), österreichischer Politiker (Grüne, ÖVP), Mitglied des BundesratesEfgani Dönmez (* 1976)

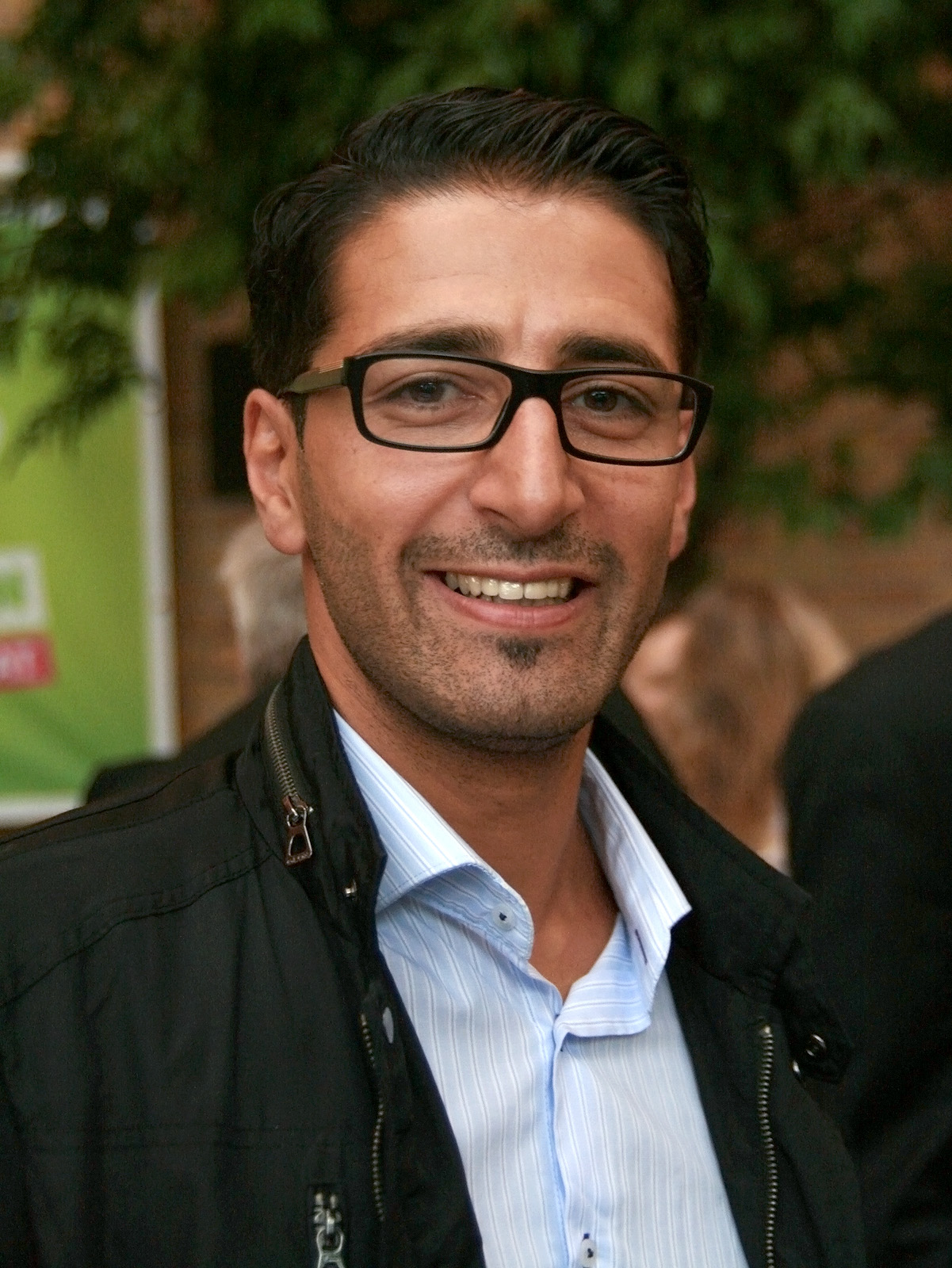
Efgani Dönmez (* 1976)

- Dönmez, Emre Can (* 1999), türkischer Fußballspieler
- Dönmez, Fatih (* 1965), türkischer Politiker
- Dönmez, Karsu (* 1990), niederländisch-türkische Sängerin, Pianistin und Songwriterin
- Dönmez, Şükriye (* 1969), türkische Schauspielerin

### Donn
- Donn, James (1758–1813), englischer Botaniker
- Donn, Jorge (1947–1992), argentinischer Balletttänzer
- Donn, Larry (1941–2012), US-amerikanischer Rockabilly-Musiker
- Donna, Domenico (1883–1961), italienischer Fußballspieler
- Donnacona, Herrscher von Stadacona
- Donnadieu, Bernard-Pierre (1949–2010), französischer Schauspieler und Synchronsprecher
- Donnadieu, Pascal (* 1964), französischer Basketballtrainer
- Donnaloia, Giuseppe (* 1967), italienischer Künstler
- Donnan, Christopher B. (* 1940), US-amerikanischer Anthropologe, Hochschullehrer und Museumsleiter
- Donnan, Frederick George (1870–1956), britischer Chemiker
- Donnan, Harry (1864–1956), australischer Cricketspieler
- Donnan, Leiv Warren (* 1938), australisch-deutscher Maler, Grafiker, Zeichner und Kunsterzieher
- Donnan, William G. (1834–1908), US-amerikanischer Politiker
- Donnarumma, Antonio (* 1990), italienischer Fußballtorhüter
- Donnarumma, Gianluigi (* 1999), italienischer FußballtorhüterGianluigi Donnarumma (* 1999)

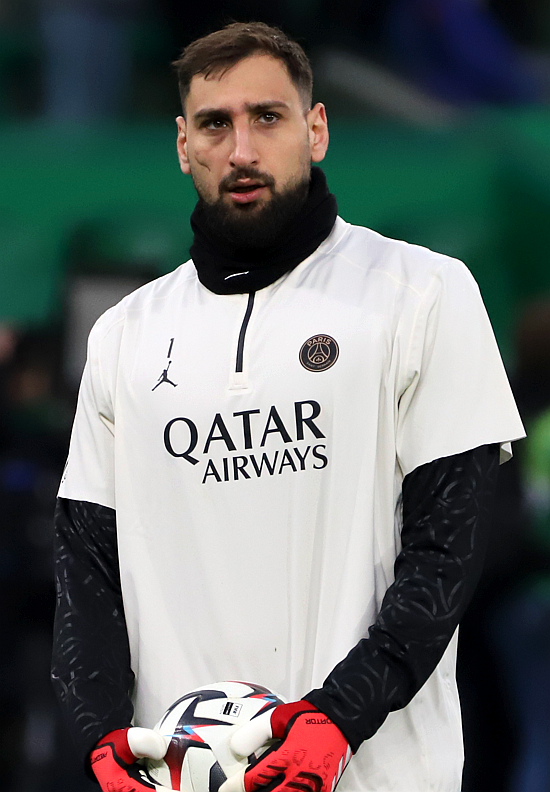
Gianluigi Donnarumma (* 1999)

- Donnay, Auguste (1862–1921), belgischer Landschaftsmaler, Plakatkünstler, Radierer und Lithograf
- Donnay, Maurice (1859–1945), französischer Dramatiker
- Donnchadh Mór Ó Dálaigh († 1244), irischer Dichter bardischer Tradition
- Donnchadh, 4. Earl of Angus, schottischer Adeliger
- Donnchadh, 4. Earl of Mar, schottischer Adliger
- Donnchadh, Earl of Carrick († 1250), Mormaer oder Earl of Carrick
- Donndorf, Adolf von (1835–1916), deutscher Bildhauer
- Donndorf, Gotthold (1887–1968), deutscher evangelischer Pfarrer und Vorsteher des Rauhen Hauses in Hamburg
- Donndorf, Karl (1870–1941), deutscher Bildhauer
- Donndorf, Martin (1865–1937), deutscher Politiker und Oberbürgermeister der Stadt Weimar
- Donndorf, Siegfried (1900–1957), deutscher Maler und Bühnenbildner
- Donne, Gaven (1914–2010), neuseeländischer Richter und Vertreter der britischen Krone
- Donne, John († 1503), walisischer Militär, Beamter und Diplomat
- Donne, John (1572–1631), englischer SchriftstellerJohn Donne (1572–1631)

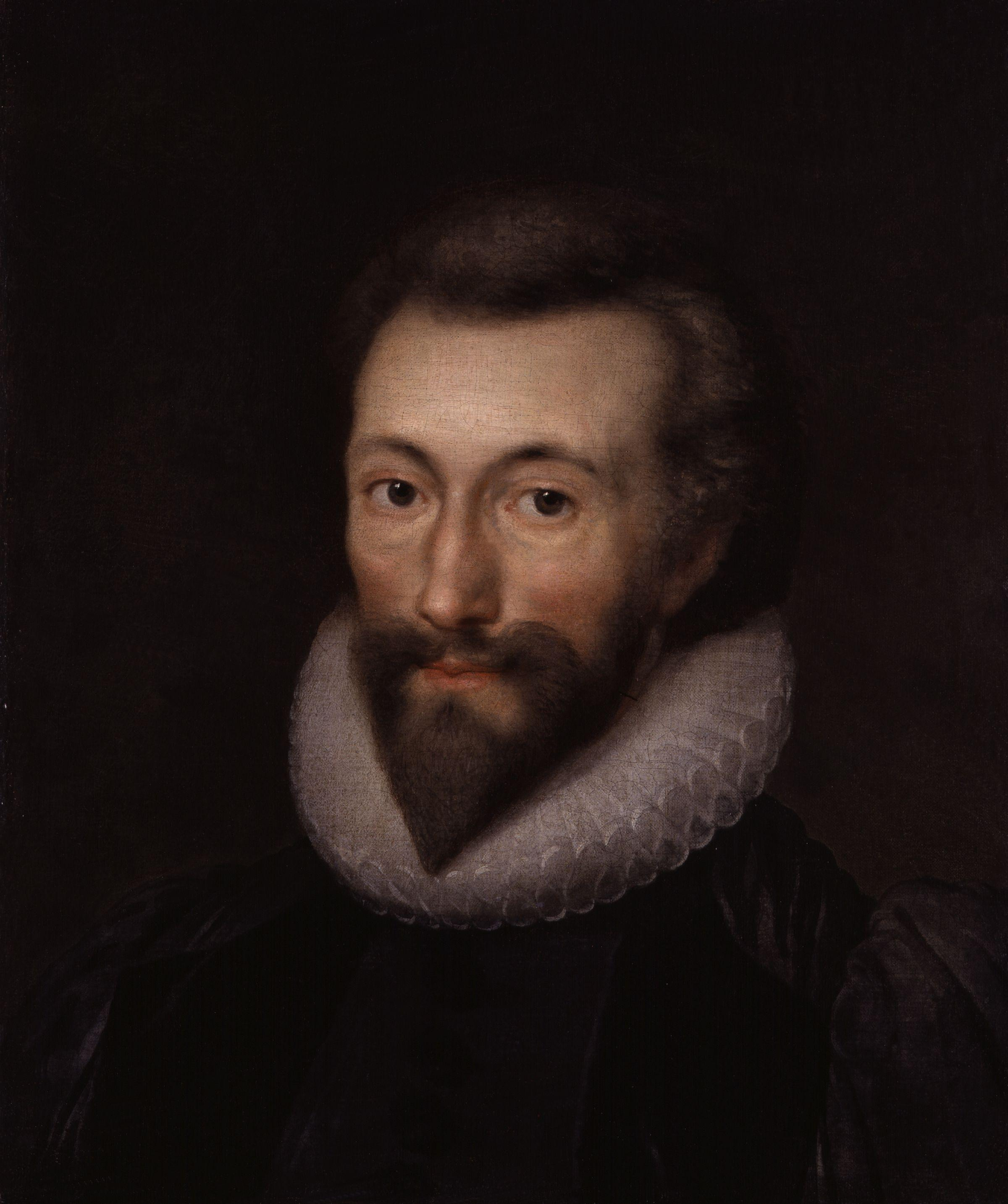
John Donne (1572–1631)

- Donne, Naomi (* 1956), britische Maskenbildnerin
- Donne, William (1876–1934), britischer Cricketspieler und Rugbyfunktionär
- Donnedieu de Vabres, Henri (1880–1952), französischer Strafrechtler
- Donnedieu de Vabres, Renaud (* 1954), französischer Politiker (UDF, UMP)
- Donnell, Colin (* 1982), US-amerikanischer Schauspieler
- Donnell, Forrest C. (1884–1980), US-amerikanischer Politiker
- Donnell, Jeff (1921–1988), US-amerikanische Schauspielerin
- Donnell, Lloyd H. (1895–1997), US-amerikanischer Ingenieurwissenschaftler für Mechanik
- Donnell, Radka (1928–2013), Schweizer Schriftstellerin
- Donnell, Richard Spaight (1820–1867), US-amerikanischer Politiker
- Donnellan, John (* 1937), irischer Sportler und Politiker
- Donnellan, Keith (1931–2015), US-amerikanischer Philosoph und Universitätsprofessor
- Donnellan, Michael (1900–1964), irischer Politiker, Teachta Dála
- Donnellan, Stephen Charles (* 1954), australischer Evolutionsbiologe, Herpetologe und Genetiker
- Donnellan, Thomas Andrew (1914–1987), US-amerikanischer Geistlicher, Erzbischof von Atlanta
- Dónnelly Carey, Lucas Luis (1921–2012), argentinischer Ordensgeistlicher, römisch-katholischer Prälat von Deán Funes
- Donnelly, Aaron (* 1991), australischer Bahn- und Straßenradrennfahrer
- Donnelly, Abbie (* 1996), britische Langstreckenläuferin
- Donnelly, Abby (* 2002), US-amerikanische Schauspielerin
- Donnelly, Aileen, irische Juristin
- Donnelly, Albie (* 1947), englischer Saxofonist und Sänger der 1973 gegründeten Gruppe SuperchargeAlbie Donnelly (* 1947)

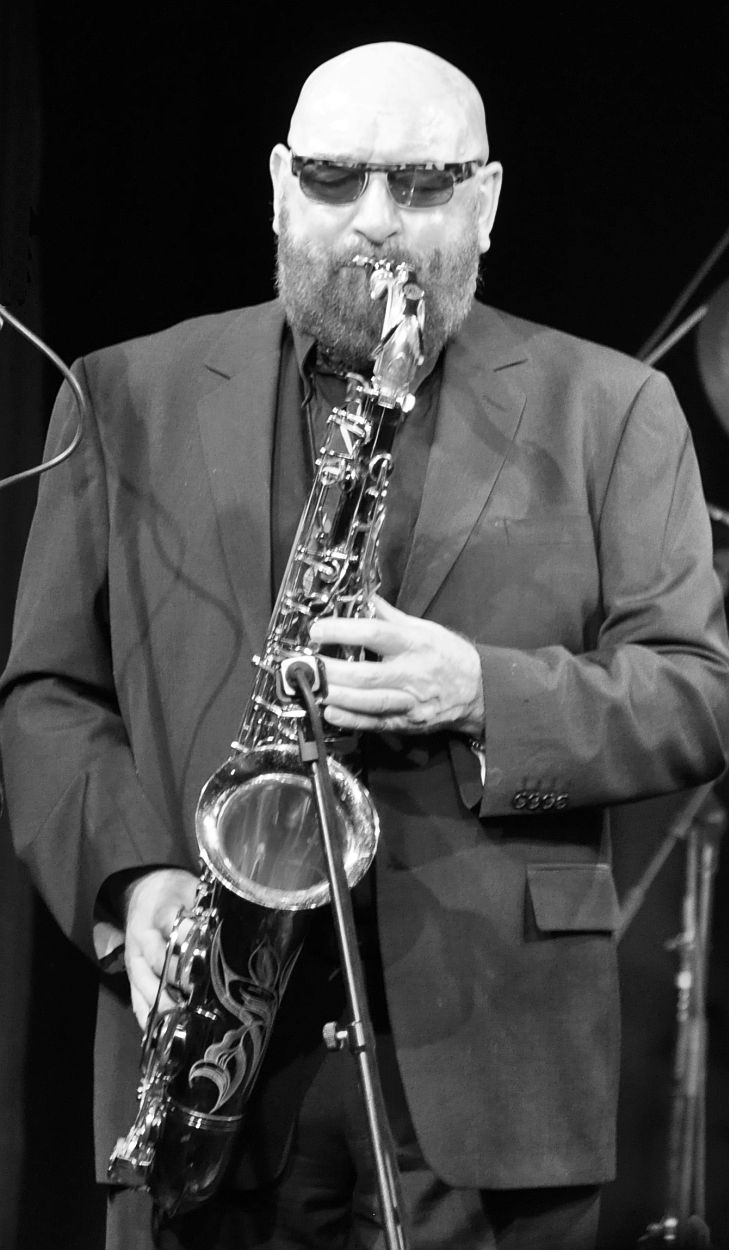
Albie Donnelly (* 1947)

- Donnelly, Benjamin (* 1996), kanadischer Eisschnellläufer
- Donnelly, Bertie (1894–1977), irischer Radrennfahrer
- Donnelly, Brian J. (1946–2023), US-amerikanischer Politiker
- Donnelly, Charles L. Jr. (1929–1994), US-amerikanischer Offizier, General der US Air Force
- Donnelly, Chris (* 1946), britischer Militärwissenschaftler und Reserveoffizier
- Donnelly, Dan (1788–1820), irischer Boxer in der Bare-knuckle-Ära
- Donnelly, Declan (* 1975), britischer Moderator
- Donnelly, Donal (1931–2010), britisch-irischer Schauspieler
- Donnelly, Elfie (* 1950), österreichische Autorin von Kinderbüchern, Hörspielen und Drehbüchern
- Donnelly, Euphrasia (1905–1963), US-amerikanische Schwimmerin
- Donnelly, Gary (* 1962), US-amerikanischer Tennisspieler
- Donnelly, George Joseph (1889–1950), US-amerikanischer Geistlicher
- Donnelly, Henry Edmund (1904–1967), US-amerikanischer römisch-katholischer Geistlicher, Weihbischof in Detroit
- Donnelly, Horace James (1879–1981), US-amerikanischer Anwalt
- Donnelly, Ignatius (1831–1901), US-amerikanischer Jurist und Politiker
- Donnelly, Jack (* 1986), britischer Schauspieler
- Donnelly, James (1893–1959), irischer Fußballspieler und -trainer
- Donnelly, Jennifer (* 1963), US-amerikanische Schriftstellerin
- Donnelly, Jim (* 1946), schottischer Snookerspieler und Billardtrainer
- Donnelly, Joe (* 1955), US-amerikanischer Politiker
- Donnelly, John (1905–1986), kanadischer Ruderer
- Donnelly, Joseph Francis (1909–1977), US-amerikanischer römisch-katholischer Geistlicher, Weihbischof in Hartford
- Donnelly, Lara Elena (* 1990), amerikanische Schriftstellerin
- Donnelly, Laura (* 1982), nordirische SchauspielerinLaura Donnelly (* 1982)

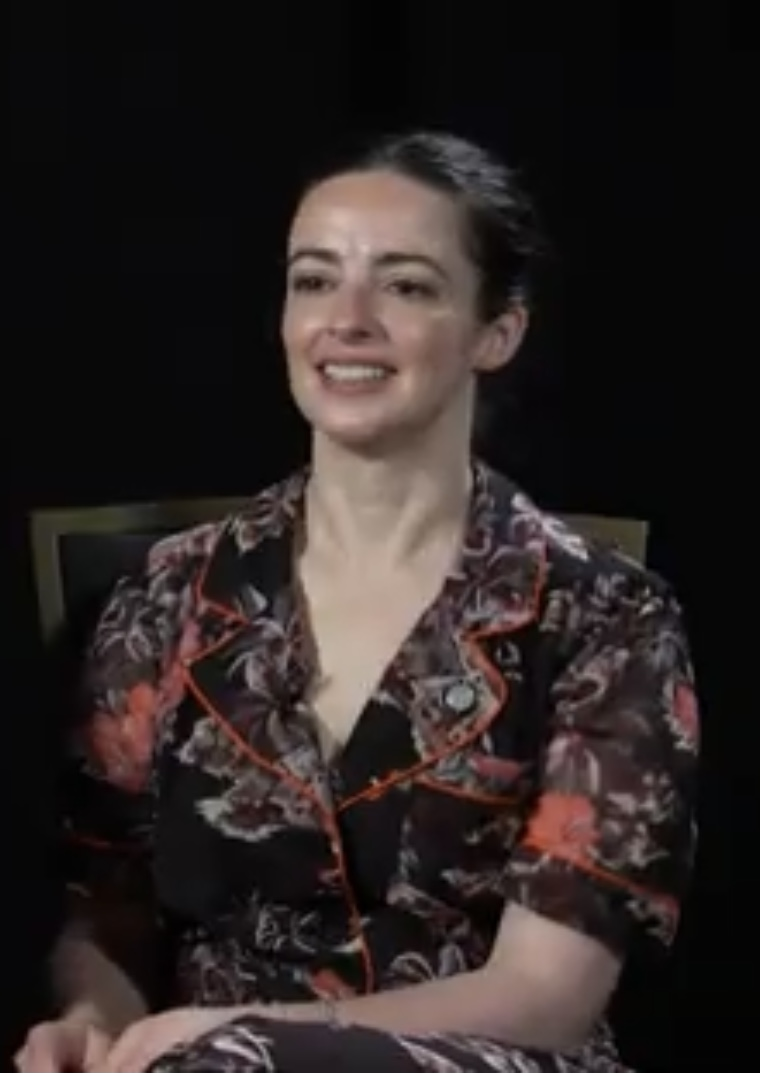
Laura Donnelly (* 1982)

- Donnelly, Liam (* 1996), nordirischer Fußballspieler
- Donnelly, Martin (* 1964), nordirischer Rennfahrer
- Donnelly, Meg (* 2000), US-amerikanische Schauspielerin, Synchronsprecherin und Sängerin
- Donnelly, Michael, irischer Politiker
- Donnelly, Mike, australischer Squashspieler
- Donnelly, Mike (* 1963), US-amerikanischer Eishockeyspieler, -trainer und -scout
- Donnelly, Nigel (* 1968), neuseeländischer Radrennfahrer
- Donnelly, Paul, irischer Politiker
- Donnelly, Peter (* 1959), britisch-australischer Statistiker
- Donnelly, Phil M. (1891–1961), US-amerikanischer Politiker
- Donnelly, Robert William (1931–2014), US-amerikanischer Geistlicher, römisch-katholischer Weihbischof
- Donnelly, Russell J. (1930–2015), kanadisch-US-amerikanischer Physiker
- Donnelly, Ruth (1896–1982), US-amerikanische Schauspielerin
- Donnelly, Samantha (* 2001), neuseeländische Radsportlerin
- Donnelly, Sean (* 1993), US-amerikanischer Hammerwerfer
- Donnelly, Simon (* 1974), schottischer Fußballspieler
- Donnelly, Stephen (* 1975), irischer Politiker
- Donnelly, Steven (* 1988), irischer Boxer
- Donnelly, Trisha (* 1974), US-amerikanische Künstlerin
- Donnelly, Walter J. (1896–1970), US-amerikanischer Botschafter, Hoher Kommissar der USA in Österreich und Deutschland
- Donnelly, Wendy, irische Badmintonspielerin
- Dønnem, Olav Magne (* 1980), norwegischer Skispringer
- Donnenwirth, Tom (* 1998), französischer RadrennfahrerTom Donnenwirth (* 1998)

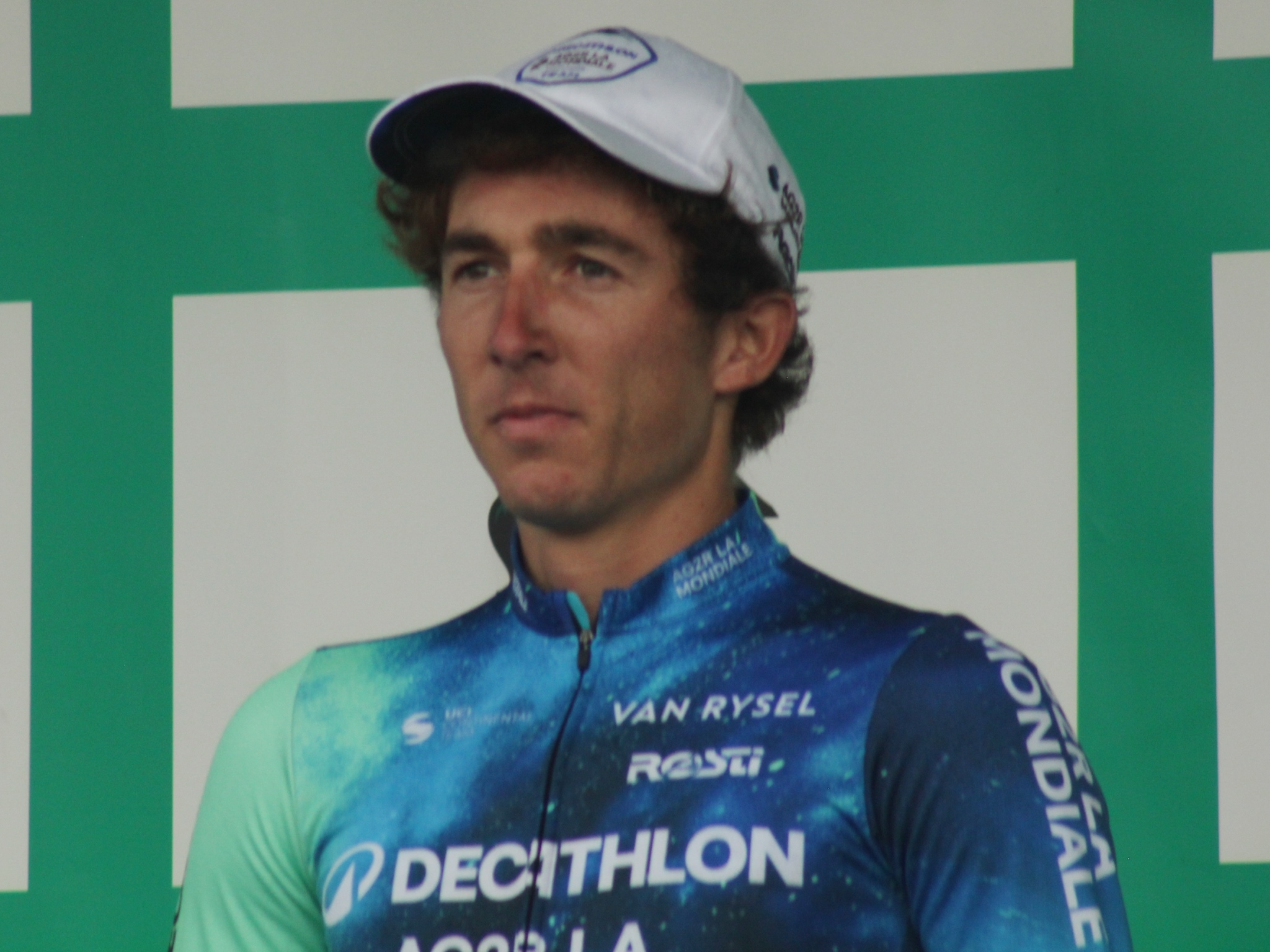
Tom Donnenwirth (* 1998)

- Donnepp, Bert (1914–1995), deutscher Pädagoge und Publizist
- Donnepp, Inge (1918–2002), deutsche Juristin und Politikerin (SPD), MdL
- Donner von Richter, Otto (1828–1911), deutscher Historien- und Porträtmaler, Kunstschriftsteller
- Donner, Anders (1854–1938), finnischer Astronom
- Donner, André (1918–1992), niederländischer Rechtsgelehrter
- Donner, Axel (* 1954), deutscher Jazzpianist und Komponist
- Donner, Bernhard (1808–1865), Hamburger Kaufmann und Bankier
- Donner, Christian (1839–1904), deutscher Kapitän zur See und Regierungsrat
- Donner, Clive (1926–2010), britischer Filmregisseur und Filmeditor
- Donner, Conrad Hinrich (1774–1854), Hamburger Unternehmer und Bankier
- Donner, Conrad Hinrich (1844–1911), deutscher Kaufmann und Bankier
- Donner, Conrad Hinrich (1876–1937), deutscher Gutsbesitzer
- Donner, Frank, Produzent und Medien-Unternehmer
- Donner, Franziska (1900–1992), österreichische Gattin des Präsidenten Rhee Syng-man, erste „First Lady“ der Republik Korea (1948–1960)Franziska Donner (1900–1992)

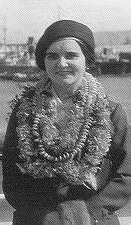
Franziska Donner (1900–1992)

- Donner, Fred (* 1945), US-amerikanischer Historiker und Islamwissenschaftler
- Donner, Fritz (* 1884), deutscher NS-Funktionär
- Donner, Fritz (1896–1979), deutscher Internist und Homöopath
- Donner, Georg Raphael (1693–1741), österreichischer Bildhauer
- Donner, Gottlob Sigismund (1753–1823), deutscher lutherischer Theologe
- Donner, Hans (* 1948), austro-brasilianischer Designer
- Donner, Hartwig (* 1941), deutscher Rechtswissenschaftler, Rektor und Präsident der Universität Lüneburg
- Donner, Helene (1819–1909), deutsche Stifterin und Wohltäterin
- Donner, Helmut (* 1941), österreichischer Hochspringer
- Donner, Henrik Otto (1939–2013), finnischer Komponist und Jazzmusiker
- Donner, Herbert (1930–2016), deutscher evangelischer Alttestamentler und Hochschullehrer
- Donner, Jan (* 1989), deutscher Posaunist
- Donner, Johann Christoph (1739–1804), deutscher Kaufmann
- Donner, Johann Jakob Christian (1799–1875), deutscher Übersetzer antiker griechischer und lateinischer Dichter
- Donner, Johann Otto (1808–1873), preußischer Konteradmiral, Befehlshaber der Schleswig-Holsteinischen Marine
- Donner, Johannes Hendrikus (1927–1988), niederländischer Schachspieler
- Donner, Jörn (1933–2020), finnischer Filmproduzent, Schriftsteller und Politiker, Mitglied des Reichstags, MdEP
- Donner, Kai (1888–1935), finnischer Sprachwissenschaftler, Ethnologe und Politiker
- Donner, Kai Otto (1922–1995), finnischer Zoologe, Professor für Zoologie an der Universität Helsinki und Tischtennisspieler (1972–1985)
- Donner, Klaus (* 1945), deutscher Mathematiker
- Donner, Lauren Shuler (* 1949), US-amerikanische Filmproduzentin und FilmschauspielerinLauren Shuler Donner (* 1949)

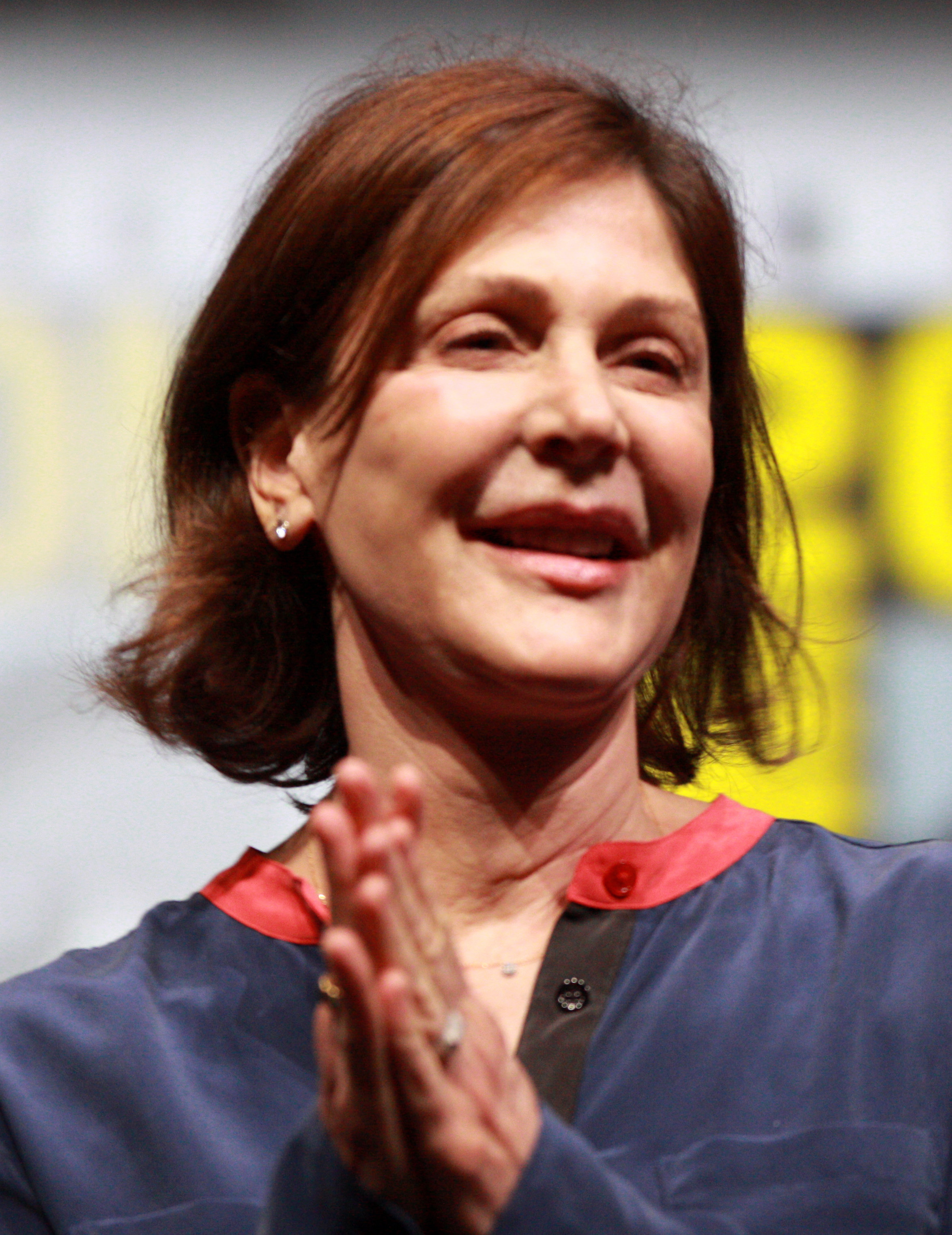
Lauren Shuler Donner (* 1949)

- Donner, Michael (* 1979), deutscher Filmkomponist
- Donner, Monika (* 1971), österreichische Sachbuchautorin
- Donner, Oleksandr (1948–2013), sowjetisch-ukrainischer Handballspieler und -trainer
- Donner, Otto (1835–1909), finnlandschwedischer Linguist und Politiker
- Donner, Otto (1902–1981), deutsch-amerikanischer Staatswissenschaftler
- Donner, Peter Christian (1881–1944), deutscher Konteradmiral
- Donner, Philipp Christian Wilhelm (1799–1887), Politiker Freie Stadt Frankfurt
- Donner, Piet Hein (* 1948), niederländischer Politiker (CDA)
- Donner, Ral (1943–1984), US-amerikanischer Sänger
- Donner, Ralf (* 1959), deutscher Geodät und Politiker (Bündnis 90/Die Grünen), MdL
- Donner, Richard (1930–2021), US-amerikanischer Regisseur und ProduzentRichard Donner (1930–2021)

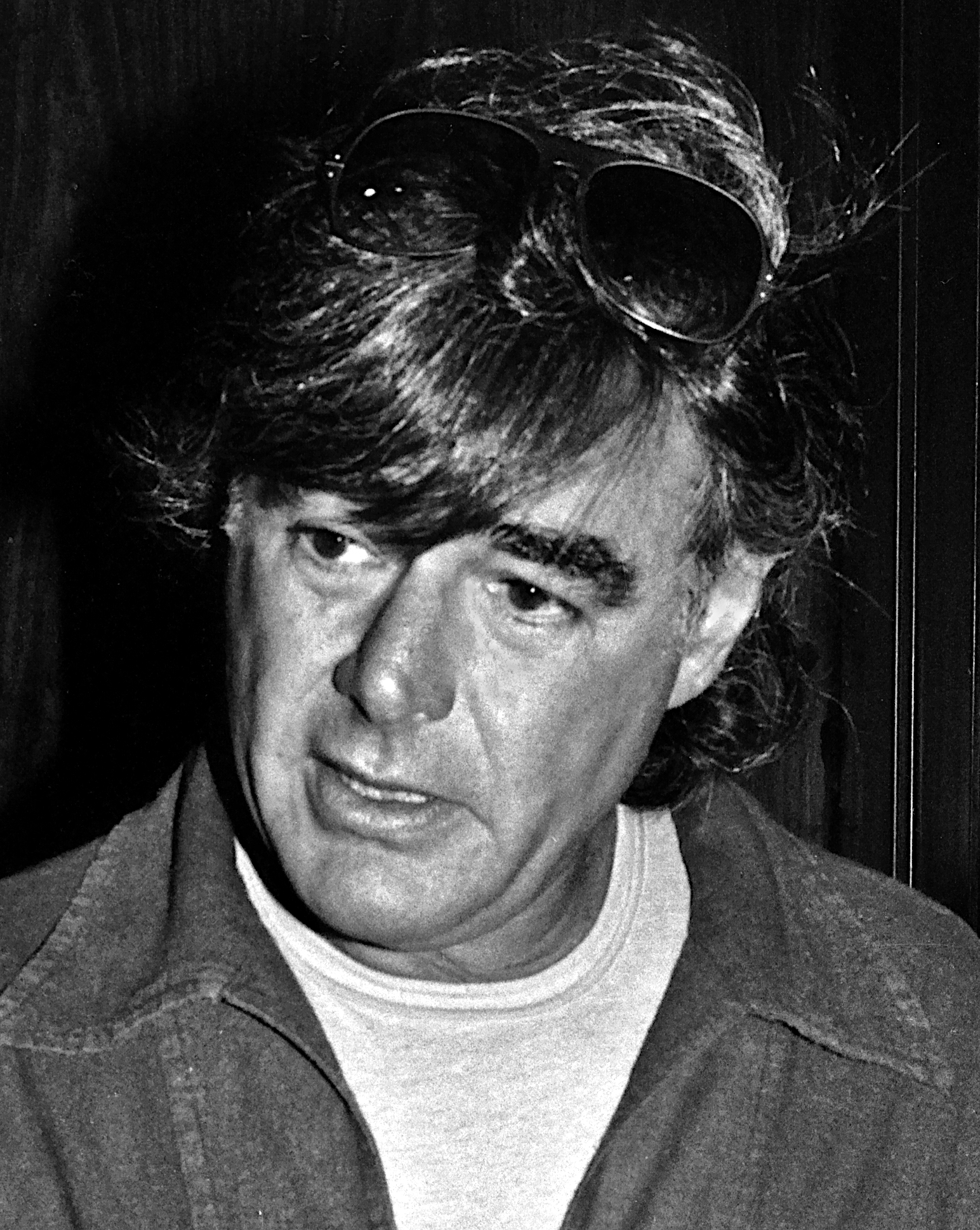
Richard Donner (1930–2021)

- Donner, Robert (1931–2006), US-amerikanischer Schauspieler
- Donner, Rosa (* 2003), österreichische Seglerin
- Donner, Sandra (* 1969), deutsche Historikerin und Museumsleiterin
- Donner, Stefan (* 1987), österreichischer Organist, Pianist und Musikpädagoge
- Donner, Wolf (1923–2018), deutscher Entwicklungshelfer, freier Journalist und Schriftsteller
- Donner, Wolf (1939–1994), deutscher Journalist, Filmpublizist und Filmkritiker
- Donner-Banzhoff, Norbert (* 1956), deutscher Mediziner
- Donnerbauer, Heribert (* 1965), österreichischer Politiker (ÖVP), Abgeordneter zum Nationalrat
- Donnerhack, Erich (1909–1990), deutscher Orchesterleiter
- Donnerhack, Rudolf (1903–1980), deutscher Maler, Heimatforscher und Museumsdirektor
- Donnermann, Rolf (* 1941), deutscher Fußballspieler
- Donnermeyer, Michael (* 1960), deutscher Pressesprecher, Berliner Senatssprecher
- Donners, Ger (* 1938), niederländischer Fußballspieler
- Donners, Herman (1888–1915), belgischer Wasserballspieler
- Donners, Karl (* 1885), deutscher Politiker (Wirtschaftspartei, CDU), MdL
- Donners, Mijntje (* 1974), niederländische Hockeyspielerin
- Donnersberg, Joachim von (1561–1650), bayerischer Geheimrat und Kanzler
- Donnersberger, Anton (1790–1862), österreichischer Auswanderer und Pionier des Blumen-, Garten- und Weinbaus in Cincinnati
- Donnerstag, Jürgen (* 1942), deutscher Amerikanist und Hochschullehrer
- Donnert, Erich (1928–2016), deutscher Historiker
- Dønnestad, Henrik (* 1996), norwegischer Skilangläufer
- Donnet, Alexander, Baron Donnet of Balgay (1916–1985), britischer Gewerkschaftsfunktionär
- Donnet, François-Auguste-Ferdinand (1795–1882), französischer Geistlicher, Erzbischof von Bordeaux, Kardinal
- Donnet, Georges (* 1888), französischer Turner
- Donnet, Jenny (* 1963), australische Wasserspringerin
- Donnet, Martial (* 1956), Schweizer Skirennfahrer
- Donnet, Philippe (* 1960), französischer Manager
- Donnevert, Max (1872–1936), deutscher Politiker (Liberaldemokraten)
- Donnevert, Richard (1896–1970), deutscher Zahnarzt und Politiker (NSDAP), MdR
- Dönneweg, Hanno (* 1977), deutscher Fagottist
- Donnez, Jacques (* 1947), belgischer Gynäkologe und Reproduktionsmediziner
- Donnhäuser, Peter (1900–1933), deutschböhmischer nationalsozialistischer Jugendführer in der Tschechoslowakei
- Donnhofer, Diego (* 1961), österreichischer Filmemacher
- Donni, André (* 1971), belgischer Jazzmusiker (Klarinette, Tenorsaxophon)
- Dönni, Melchior (1842–1916), Vertreter der These, die Erde sei flach
- Dönniges, Helene von (1843–1911), deutsche Schriftstellerin und TheaterschauspielerinHelene von Dönniges (1843–1911)

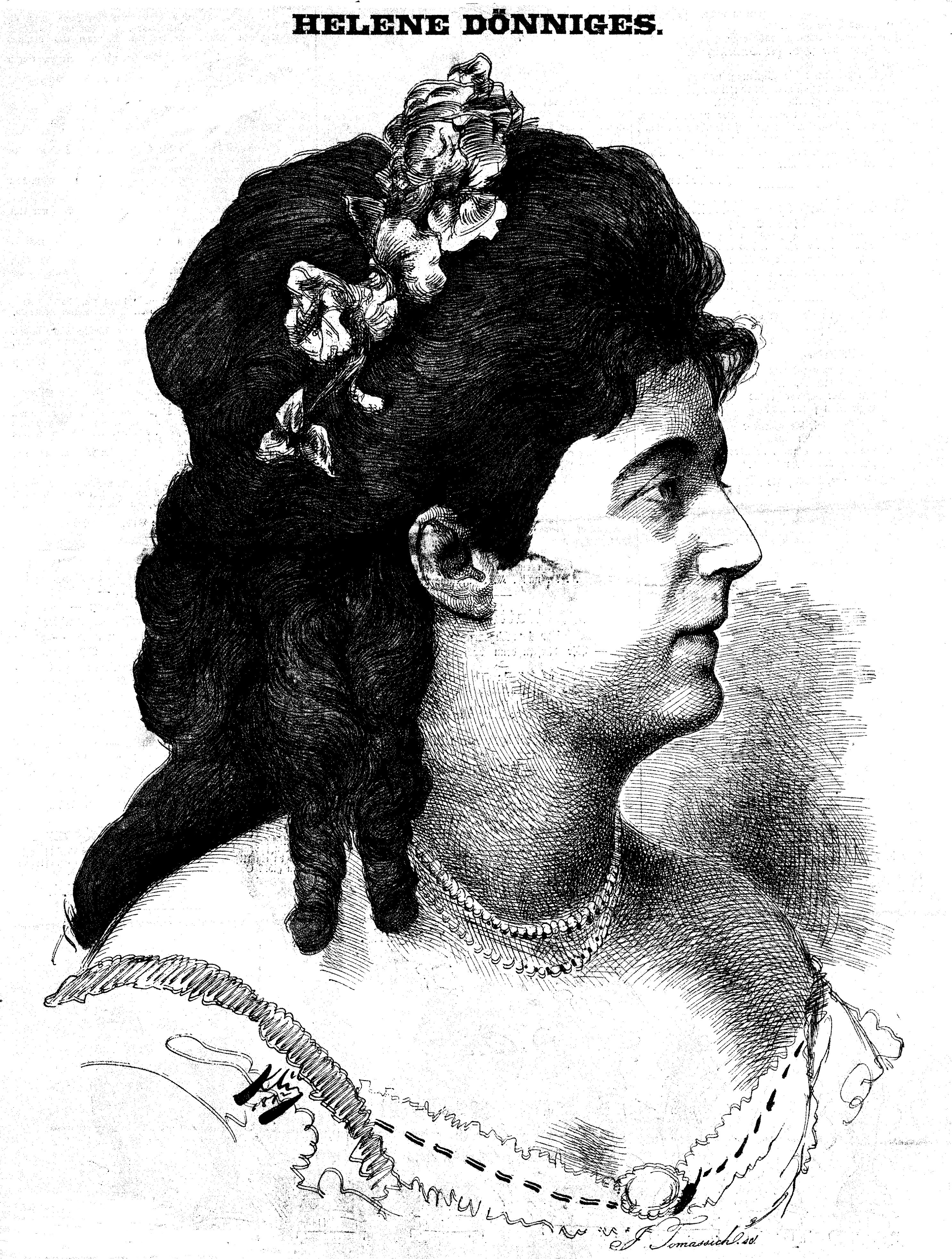
Helene von Dönniges (1843–1911)

- Dönniges, Wilhelm von (1814–1872), deutscher Historiker und Diplomat
- Donninger, Christian (* 1957), österreichischer Schachcomputerprogrammierer
- Dönninghaus, Victor (* 1964), deutscher Historiker
- Donnino von Fidenza, römischer Märtyrer und Heiliger
- Donnolo, Schabbtai (* 913), jüdisch-italienischer Arzt und Autor
- Dønnum, Aron (* 1998), norwegischer Fußballspieler
- Donny the Punk (1946–1996), US-amerikanischer Aktivist für Gefangenenrechte
- Donny, Auguste (* 1851), französischer Segler

### Dono
- Donockley, Troy (* 1964), britischer Komponist, Multiinstrumentalist und Musikproduzent
- D’Onofrio, Dominique (1953–2016), belgischer Fußballtrainer und -funktionär
- Donofrio, Donato Antonio (1930–2019), italienischer Geologe
- D’Onofrio, Vincent (* 1959), US-amerikanischer Schauspieler, Filmregisseur und DrehbuchautorVincent D’Onofrio (* 1959)

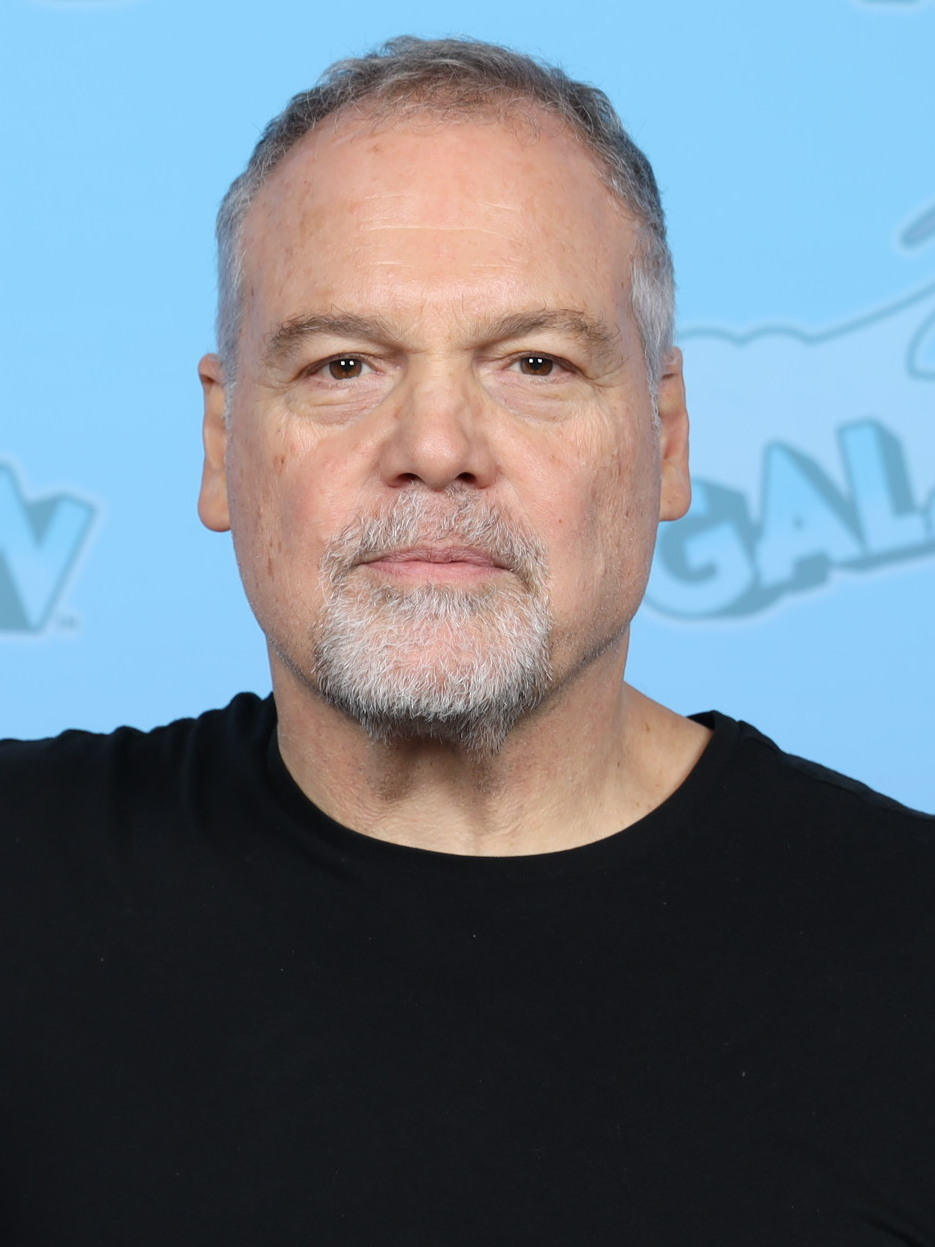
Vincent D’Onofrio (* 1959)

- Donogán, István (1897–1966), ungarischer Diskuswerfer
- Donoghue, Emma (* 1969), irisch-kanadische Schriftstellerin
- Donoghue, Joan E. (* 1956), US-amerikanische Juristin und Richterin am Internationalen Gerichtshof
- Donoghue, John Francis (1928–2011), US-amerikanischer römisch-katholischer Bischof
- Donoghue, Mary Agnes (* 1943), US-amerikanische Filmregisseurin
- Donoghue, Paul (* 1949), neuseeländischer Ordensgeistlicher, emeritierter römisch-katholischer Bischof von Rarotonga
- Donoghue, William F. (1921–2002), US-amerikanischer Mathematiker
- Donoho, David (* 1957), US-amerikanischer Statistiker
- Donohoe, Alistair (* 1995), australischer Radsportler
- Donohoe, Amanda (* 1962), britische Schauspielerin und Golden-Globe-Preisträgerin
- Donohoe, Brian (* 1948), schottischer Politiker
- Donohoe, Hugh Aloysius (1905–1987), US-amerikanischer Geistlicher, römisch-katholischer Bischof von Fresno
- Donohoe, James A. (1877–1956), US-amerikanischer Jurist und Politiker
- Donohoe, Michael (1864–1958), US-amerikanischer Politiker
- Donohoe, Michael (* 1961), australischer Badmintonspieler
- Donohoe, Paschal (* 1974), irischer Politiker
- Donohoe, Peter (* 1953), englischer Pianist
- Donohoe, Shelagh (* 1965), US-amerikanische Ruderin
- Donohue, David (* 1967), US-amerikanischer Automobilrennfahrer
- Donohue, F. Joseph (1900–1978), US-amerikanischer Politiker
- Donohue, Harold (1901–1984), US-amerikanischer Politiker
- Donohue, Jack (1908–1984), US-amerikanischer Showtänzer, Choreograph, Drehbuchautor, Filmkomponist, Fernsehproduzent sowie Bühnen-, Film- und Fernsehregisseur
- Donohue, Jack (1931–2003), US-amerikanisch-kanadischer Basketballtrainer
- Donohue, Keith (* 1959), US-amerikanischer Schriftsteller
- Donohue, Kether (* 1985), US-amerikanische Schauspielerin
- Donohue, Mark (1937–1975), US-amerikanischer Formel-1-Rennfahrer
- Donohue, Mary (* 1947), US-amerikanische Politikerin und Juristin
- Donohue, Zachary (* 1991), US-amerikanischer Eiskunstläufer
- Donop, Amalie von (1818–1882), deutsche Schriftstellerin
- Donop, August Moritz von (1694–1762), Staatsminister in Hessen-Kassel sowie Oberkammerherr, Gesandter und Oberhofmeister, Generalleutnant
- Donop, Frédéric Guillaume de (1773–1815), französischer General der Kavallerie
- Donop, Georg Karl Wilhelm Philipp von (1767–1845), deutscher Beamter und Historiker
- Donop, Hugo von (1840–1895), deutscher Offizier und Zeichner
- Donop, Karl Emil von (1732–1777), deutscher Offizier (Hessen-Kassel), zuletzt Oberst im Amerikanischen Unabhängigkeitskrieg
- Donop, Levin von (1567–1641), deutscher Jurist und Politiker
- Donop, Lionel von (1844–1912), deutscher Kunsthistoriker
- D’Onorio, Bernardo Fabio (* 1940), italienischer Ordensgeistlicher, emeritierter römisch-katholischer Erzbischof von Gaeta
- Donose, Ruxandra (* 1964), rumänische Opernsängerin (Mezzosopran)
- Donoshiro, Mami (* 1975), japanische Tennisspielerin
- Donoso Cortés, Juan (1809–1853), spanischer Diplomat, Politiker und Staatsphilosoph
- Donoso Donoso, Manuel Gerardo (* 1936), chilenischer Ordensgeistlicher und emeritierter römisch-katholischer Erzbischof von La Serena
- Donoso Lizama, José (1930–2023), chilenischer Fußballspieler
- Donoso, Armando (1886–1946), chilenischer Essayist, Journalist, Herausgeber und Literaturkritiker
- Donoso, Humberto (1938–2000), chilenischer Fußballspieler
- Donoso, José (1924–1996), chilenischer Schriftsteller
- Donoso, José Jiménez (1628–1690), spanischer Maler
- Donoso, Mauricio (* 1976), chilenischer Fußballspieler
- Donoso, Mauro (* 1971), chilenischer Fußballspieler
- Donostia, José Antonio de (1886–1956), Franziskaner, baskischer Musikwissenschaftler und Komponist
- Donoughue, Bernard, Baron Donoughue (* 1934), britischer Politiker
- Donoughue, Jamie, britischer Filmemacher
- Donoval, Marek, slowakischer Skispringer
- Donovan (* 1946), schottischer Singer-SongwriterDonovan (* 1946)

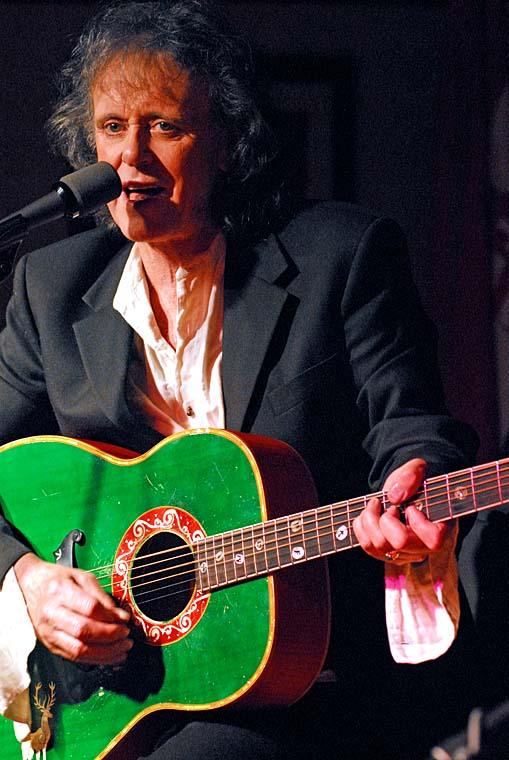
Donovan (* 1946)

- Donovan, Anne (1961–2018), US-amerikanische Basketballspielerin und -trainerin
- Donovan, Anne-Marie, kanadische Sängerin, Regisseurin und Autorin multikultureller und multimedialer Theaterproduktion
- Donovan, Arlene (1927–2024), US-amerikanische Filmproduzentin
- Donovan, Art (1925–2013), US-amerikanischer American-Football-Spieler
- Donovan, Billy (* 1965), US-amerikanischer Basketballtrainer
- Donovan, Chad (* 1972), US-amerikanischer Pornodarsteller, Filmproduzent und Filmregisseur
- Donovan, Conor (* 1991), US-amerikanischer Schauspieler
- Donovan, Daisy (* 1973), britische Schauspielerin, Autorin und Produzentin
- Donovan, Dan (* 1956), US-amerikanischer Jurist und Politiker
- Donovan, Declan J (* 1996), britischer Sänger und Songschreiber
- Donovan, Dennis D. (1859–1941), US-amerikanischer Politiker
- Donovan, Edward (1768–1837), britischer Zeichner und Zoologe
- Donovan, Elisa (* 1971), US-amerikanische SchauspielerinElisa Donovan (* 1971)
- Donovan, Eric (* 1985), irischer Boxer

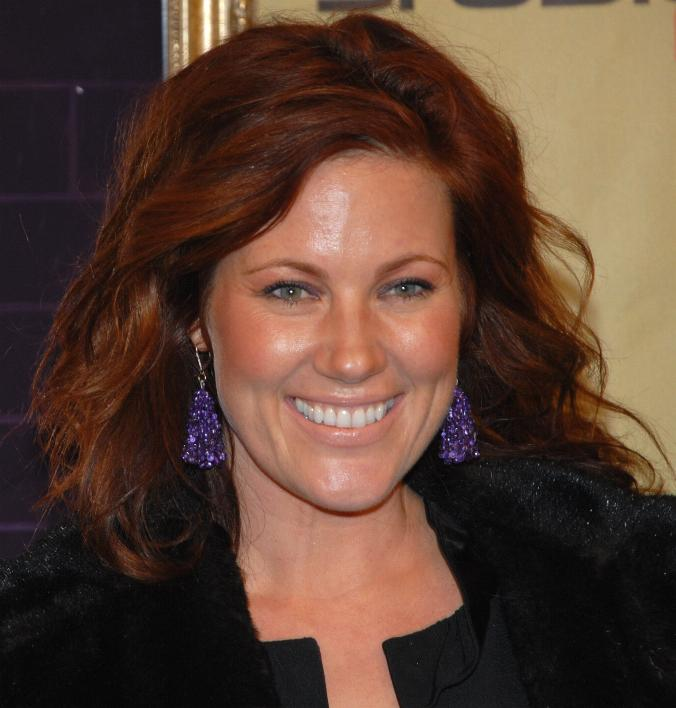
Elisa Donovan (* 1971)

- Donovan, Gerard (* 1959), irischer Schriftsteller
- Donovan, James B. (1916–1970), US-amerikanischer Jurist und Offizier der US Navy
- Donovan, James G. (1898–1987), US-amerikanischer Jurist und Politiker
- Donovan, Jason (* 1968), australischer Sänger und Schauspieler
- Donovan, Jeffrey (* 1968), US-amerikanischer SchauspielerJeffrey Donovan (* 1968)

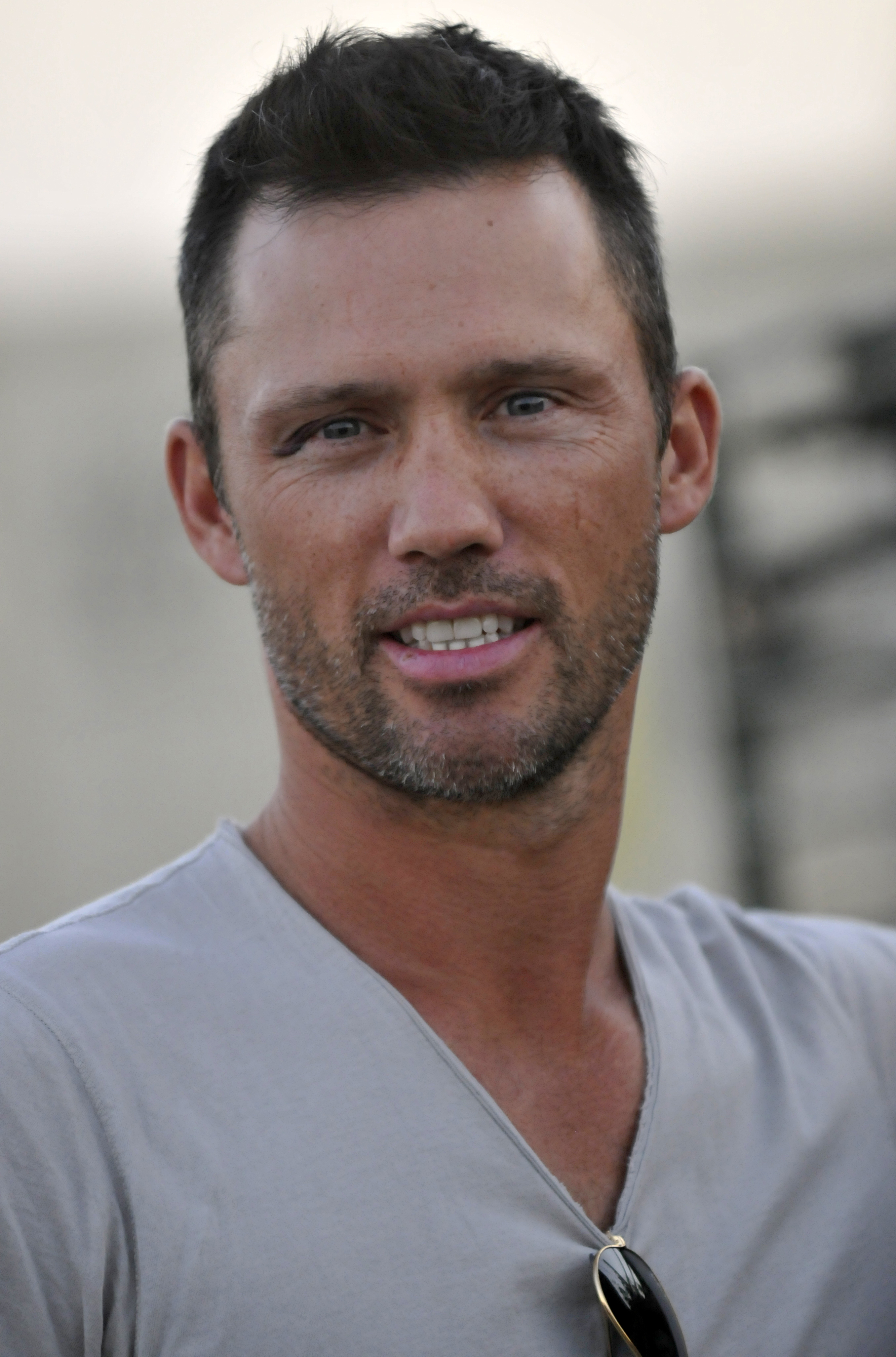
Jeffrey Donovan (* 1968)

- Donovan, Jeremiah (1857–1935), US-amerikanischer Politiker
- Donovan, Jerome F. (1872–1949), US-amerikanischer Jurist und Politiker
- Donovan, John Anthony (1911–1991), kanadisch-US-amerikanischer Geistlicher und römisch-katholischer Bischof von Toledo
- Donovan, Josephine (* 1941), US-amerikanische Autorin und Literaturwissenschaftlerin
- Donovan, Kelly (* 1971), US-amerikanischer Schauspieler
- Donovan, Kim, US-amerikanische Schauspielerin und Synchronsprecherin
- Donovan, Landon (* 1982), US-amerikanischer Fußballspieler
- Donovan, Marion (1917–1998), US-amerikanische Architektin und Erfinderin der Einwegwindel
- Donovan, Mark (* 1999), britischer Radrennfahrer
- Donovan, Martin (* 1957), US-amerikanischer Schauspieler, Filmproduzent und Drehbuchautor
- Donovan, Matt (* 1990), US-amerikanischer Eishockeyspieler
- Donovan, Michael (* 1953), kanadischer Filmproduzent und Unternehmer
- Donovan, Mike (1847–1918), US-amerikanischer Boxer in der Bare-knuckle-Ära
- Donovan, Paul (* 1963), irischer Mittelstreckenläufer
- Donovan, Paul Vincent (1924–2011), US-amerikanischer Geistlicher, Bischof von Kalamazoo
- Donovan, Raymond J. (1930–2021), US-amerikanischer Politiker
- Donovan, Richard (1891–1970), US-amerikanischer Komponist, Organist, Dirigent und Musikpädagoge
- Donovan, Richard (1901–1985), US-amerikanischer Eisschnellläufer
- Donovan, Robin (* 1955), britischer Automobilrennfahrer
- Donovan, Shaun (* 1966), US-amerikanischer Politiker
- Donovan, Shean (* 1975), kanadischer Eishockeyspieler
- Donovan, T. J. (* 1974), US-amerikanischer Anwalt und Staatsanwalt
- Donovan, Tara (* 1969), US-amerikanische Künstlerin
- Donovan, Tate (* 1963), US-amerikanischer Schauspieler, Regisseur und SynchronsprecherTate Donovan (* 1963)

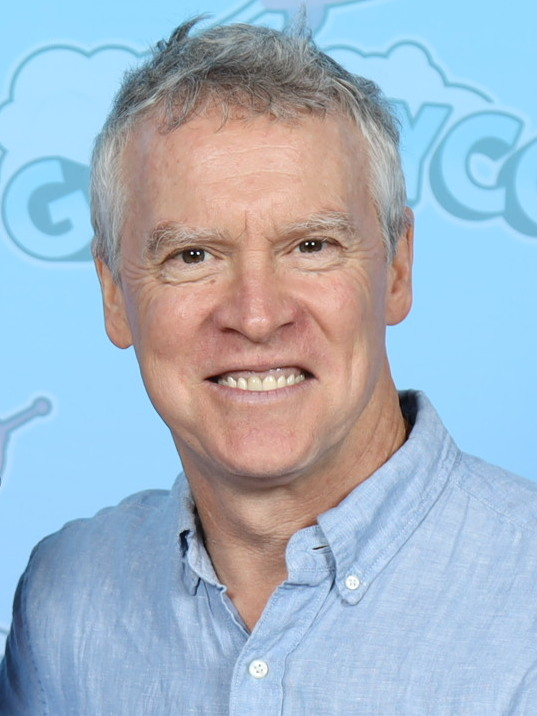
Tate Donovan (* 1963)

- Donovan, Terence, Baron Donovan (1898–1971), britischer Jurist und Politiker, Mitglied des House of Commons
- Donovan, Thomas (1869–1946), US-amerikanischer Politiker
- Donovan, Tony (* 1979), US-amerikanischer Pornodarsteller
- Donovan, Trevor (* 1978), US-amerikanischer Schauspieler
- Donovan, William J. (1883–1959), US-amerikanischer Jurist und Geheimdienst-Mitarbeiter
- Đonović, Vlatko (* 1969), montenegrinischer Handballspieler und -trainer
- Donowho, Ryan (* 1980), US-amerikanischer Schauspieler
- Donoyan, René (1940–2021), französischer Fußballspieler

### Dons
- Dons (* 1984), lettischer Sänger
- Dons Christensen, Elisabeth (* 1944), dänische Bischöfin
- Dons, Aage (1903–1993), dänischer Schriftsteller
- Donsah, Godfred (* 1996), ghanaischer Fußballspieler
- Donsbach, Steffen, deutscher Schauspieler
- Donsbach, Wolfgang (1949–2015), deutscher KommunikationswissenschaftlerWolfgang Donsbach (1949–2015)

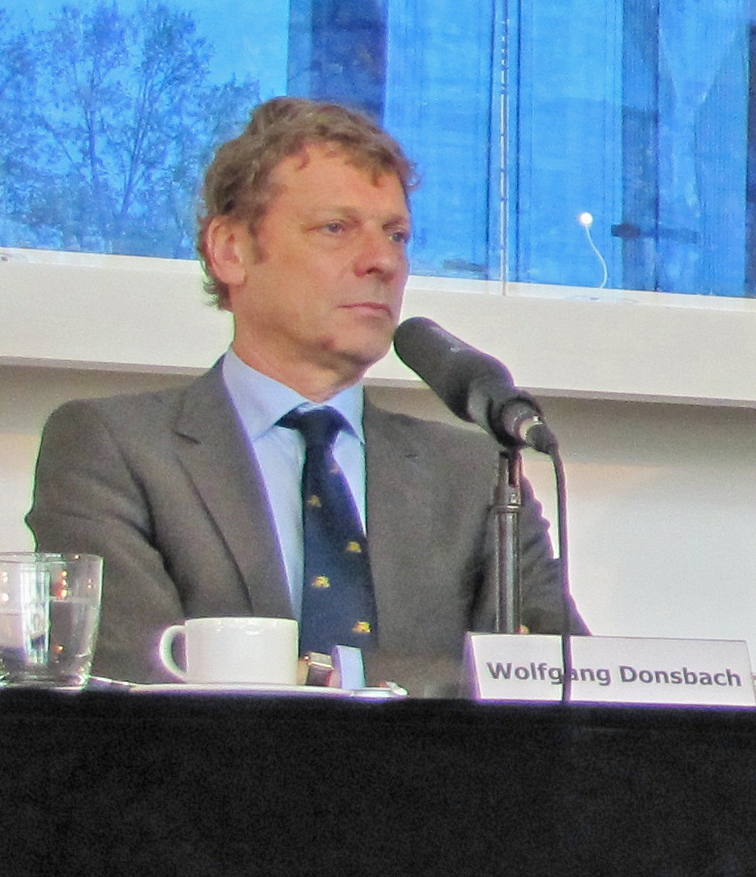
Wolfgang Donsbach (1949–2015)

- Donsberger, Josef (1898–1963), deutscher Steinmetz, Beamter und Politiker (CSU), MdL und Senator (Bayern)
- Donschen, Luise (* 1982), deutsche Filmregisseurin
- Dönsdorf, Udo (* 1952), deutscher Eis- und Rollkunstläufer und Trainer
- Dönselmann, Malte (* 1948), deutscher Politiker (CDU), Personal- und Unternehmensberater
- Donsker, Monroe D. (1924–1991), US-amerikanischer Mathematiker
- Donski, Aleksandar (* 1998), bulgarischer Tennisspieler
- Donskis, Leonidas (1962–2016), litauischer Geschichtsprofessor, Philosoph und Politiker, MdEP
- Donskoi, Alexander Wiktorowitsch (* 1970), russischer Politiker, Bürgermeister von Archangelsk
- Donskoi, Jewgeni Jewgenjewitsch (* 1990), russischer Tennisspieler
- Donskoi, Joonas (* 1992), finnischer Eishockeyspieler
- Donskoi, Mark Semjonowitsch (1901–1981), russischer Filmregisseur und Drehbuchautor
- Donskoi, Sergei Jefimowitsch (* 1968), russischer Politiker
- Donskowa, Uljana Wjatscheslawowna (* 1992), russische Turnerin und Olympiasiegerin
- Donskoy, Daniel (* 1990), deutscher Schauspieler, Regisseur, Theaterproduzent und MusikerDaniel Donskoy (* 1990)

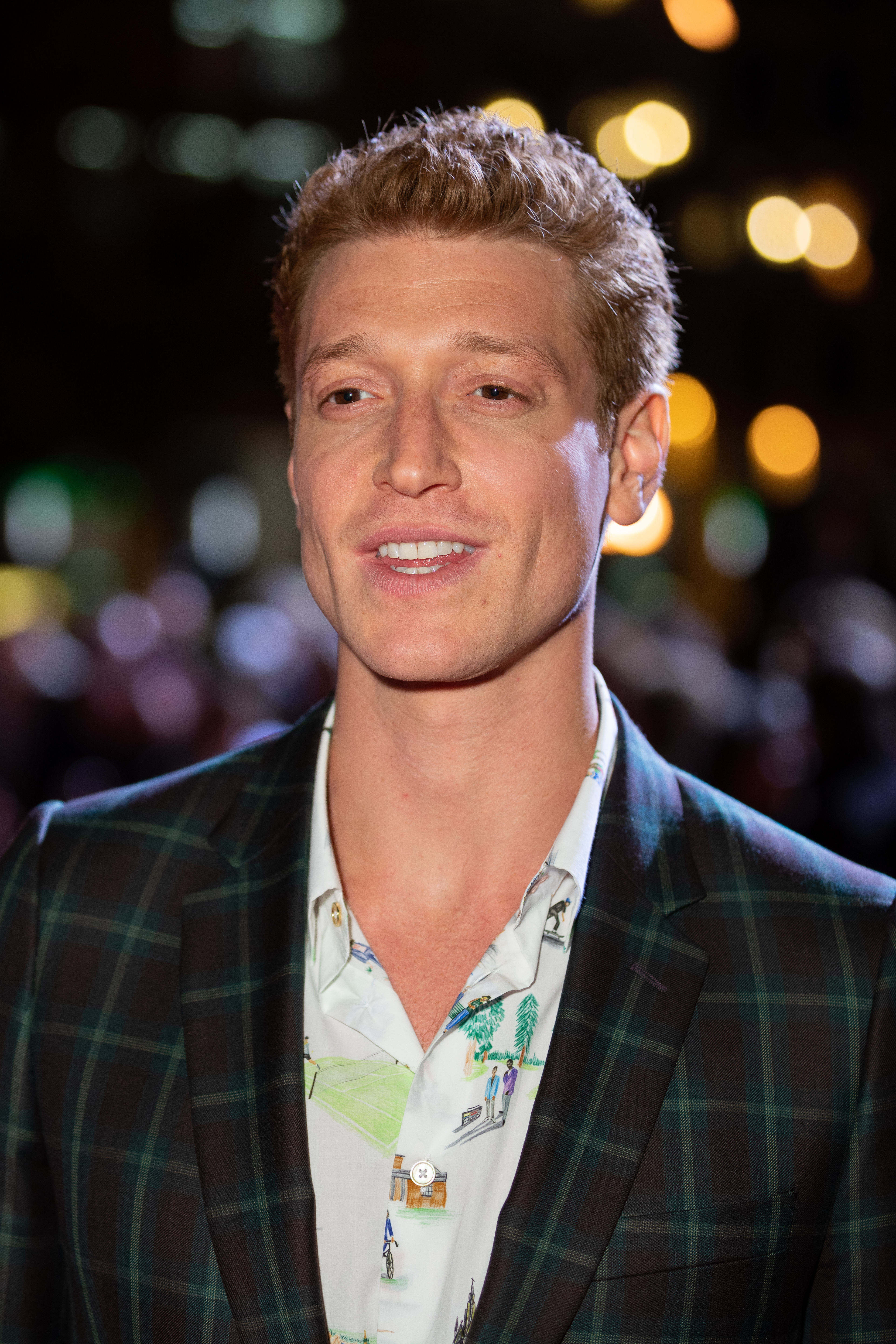
Daniel Donskoy (* 1990)

- Donst, Karolin (* 1964), deutsche Künstlerin der klassischen Moderne

### Dont
- Dönt, Eugen (1939–2022), österreichischer Altphilologe
- Dont, Jakob (1815–1888), österreichischer Violinpädagoge
- Dontas, griechischer Bildhauer
- Dontenwill, Augustin (1857–1931), Generaloberer der Oblaten der Makellosen Jungfrau Maria, Erzbischof von Vancouver
- Donth, Franz (* 1904), tschechoslowakischer Skilangläufer
- Donth, Michael (* 1967), deutscher Politiker (CDU), MdBMichael Donth (* 1967)

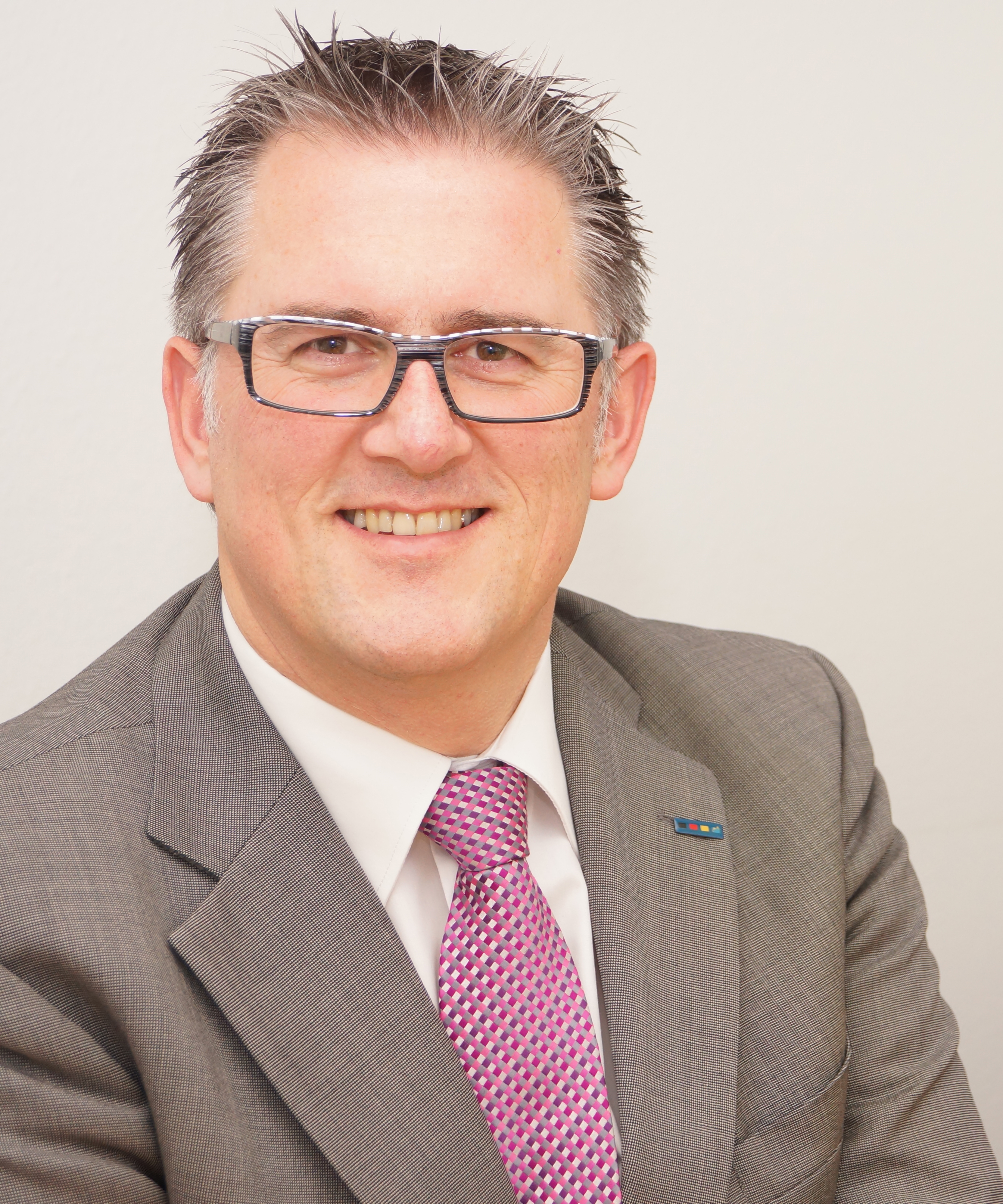
Michael Donth (* 1967)

- Dontschenko, Natalja Sergejewna (1932–2022), sowjetische Eisschnellläuferin
- Dontschew, Anton (1930–2022), bulgarischer Schriftsteller
- Dontschew, Antoni (* 1959), bulgarischer Jazzpianist
- Dontschew, Gentscho (* 1928), bulgarischer Philosoph und Übersetzer
- Dontschew, Georgi (* 1967), bulgarischer Jazzmusiker
- Dontschew, Kiril (* 1936), bulgarischer Komponist und Dirigent
- Dontschew, Tomislaw (* 1973), bulgarischer Politiker der Partei GERB, ehemaliger Minister und Bürgermeister der Stadt Gabrowo, MdEP
- Dontschewa, Tatjana (* 1960), bulgarische Juristin und Politikerin

### Donu
- Donus († 678), Papst (676–678)
- Dónusz, Éva (* 1967), ungarische Kanutin
- Donutil, Miroslav (* 1951), tschechischer Schauspieler

### Donw
- Donwood, Stanley, englischer Künstler

### Dony
- Dony (* 1981), rumänischer Popsänger
- Dony, Jean-Jacques (1759–1819), französischer Erfinder und Unternehmer
- Donyoh, Godsway (* 1994), ghanaischer Fußballspieler

### Donz
- Donzé, Natacha (* 1991), schweizerische Künstlerin
- Donzé, Numa (1885–1952), Schweizer Kunstmaler
- Donzé, Walter (* 1946), Schweizer Politiker (EVP)
- Donzel, Emeri van (1925–2017), niederländischer Islamwissenschaftler und Äthiopist
- Donzel, Hugues-Fleury (1791–1850), französischer Entomologe
- Donzelague, Pierre (1668–1747), französischer Cembalobauer
- Donzelli, Domenico (1790–1873), italienischer Opernsänger (Tenor)
- Donzelli, Pietro (1915–1998), italienischer Fotograf
- Donzelli, Valérie (* 1973), französische Schauspielerin, Regisseurin und DrehbuchautorinValérie Donzelli (* 1973)

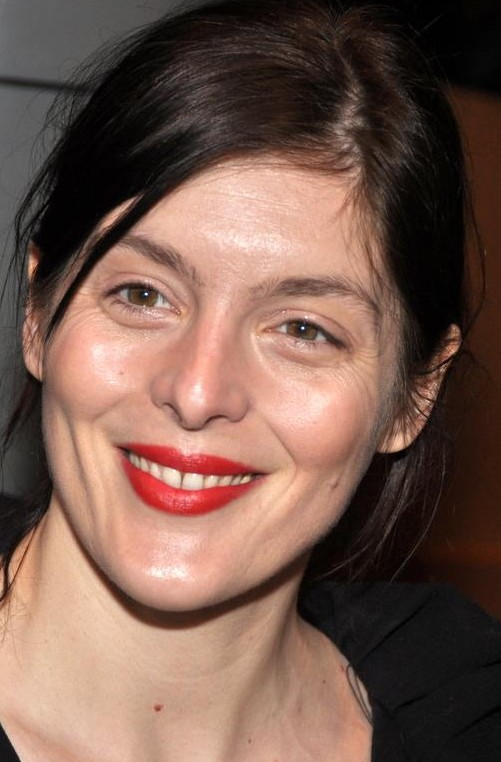
Valérie Donzelli (* 1973)

- Donzelot, François-Xavier (1764–1843), französischer Politiker und General
- Donzis, Lauren Lindsey (* 2004), US-amerikanische Schauspielerin
- Donzow, Dmytro (1883–1973), ukrainischer Jurist und Publizist
- Donzow, Oleg Wladislawowitsch (* 1990), russischer Badmintonspieler
- Donzowa, Darja (* 1952), russische Krimiautorin
- Donzowa, Olga Anatoljewna (* 1959), sowjetische bzw. russische Biochemikerin und Hochschullehrerin